# Cờ vua
Cờ vua (tiếng Anh: chess), đôi khi còn được gọi là cờ quốc tế để phân biệt với các biến thể như cờ tướng, là một trò chơi board game dành cho hai người. Sau thời gian phát triển từ các trò chơi cổ tương tự có nguồn gốc từ Ấn Độ và Ba Tư, hình thức chơi hiện tại của cờ vua bắt đầu xuất hiện ở Nam Âu ở nửa sau của thế kỷ 15. Ngày nay, cờ vua là một trong những trò chơi phổ biến nhất thế giới, được hàng triệu người trên toàn thế giới chơi tại nhà, ở câu lạc bộ, trên trực tuyến, qua thư từ, và trong các giải đấu. Cờ vua được yêu thích ở nhiều quốc gia, đặc biệt là ở Nga.
Trò chơi sử dụng một bàn cờ hình vuông chia thành 64 ô vuông nhỏ hơn với 8 hàng ngang và 8 hàng dọc. Mỗi người chơi sẽ bắt đầu với 16 quân cờ, bao gồm 8 tốt (chốt), 2 mã, 2 tượng, 2 xe, 1 hậu và 1 vua. Mục tiêu của người chơi là cố gắng chiếu hết vua đối phương. Vua được gọi bị "chiếu hết" khi đang bị chiếu mà không có cách nào thoát ra. Khi một người chơi bị chiếu hết, trò chơi kết thúc hay nói cách khác người chơi đó đã thua. Cũng có một số trường hợp mà trò chơi có thể kết thúc với tỷ số hòa. Trong suốt ván cờ, hai người chơi thay phiên nhau di chuyển một quân cờ của mình đến một vị trí khác trên bàn cờ. Một người chơi sẽ cầm quân cờ màu trắng và người còn lại sẽ cầm quân cờ đen. Có các quy tắc nhất định về việc di chuyển các quân cờ cũng như việc ăn quân của đối thủ. Người chơi cầm quân cờ trắng sẽ đi trước. Do đó, người chơi cầm quân trắng thường sẽ có một lợi thế nhỏ và có tỷ lệ thắng cao hơn.
Cờ vua với hình thức có tổ chức xuất hiện vào thế kỷ 19. Ngày nay, việc thi đấu cờ vua quốc tế được quản lý bởi FIDE (Liên đoàn Cờ vua quốc tế). Năm 1886, Wilhelm Steinitz trở thành Nhà vô địch Cờ vua Thế giới đầu tiên được công nhận trên toàn thế giới; và đến nay, đương kim vô địch thế giới là Đinh Lập Nhân. Một phần lớn lý thuyết cờ vua đã được phát triển từ khi trò chơi ra đời. Nhiều khía cạnh nghệ thuật được tìm thấy trong bố cục cờ vua; cờ vua đã ảnh hưởng đến văn hóa và nghệ thuật phương Tây, cũng như có mối liên hệ với các lĩnh vực khác như toán học, khoa học máy tính và tâm lý học.
Ban đầu, một trong những mục tiêu của các nhà khoa học máy tính là tạo ra một cỗ máy chơi cờ. Năm 1997, sau khi đánh bại Garry Kasparov trong một trận đấu, Deep Blue trở thành máy tính đầu tiên đánh bại nhà đương kim vô địch thế giới. Mặc dù không hoàn hảo, nhưng các công cụ cờ vua ngày nay mạnh hơn đáng kể so với ngay cả những kỳ thủ giỏi nhất, và đã ảnh hưởng sâu sắc đến sự phát triển của lý thuyết cờ vua.

## Giới thiệu
Cờ vua không phải là một trò chơi may rủi, nó dựa thuần túy vào chiến thuật và chiến lược. Tuy thế, trò chơi này phức tạp đến mức thậm chí cả những người chơi hay nhất cũng không thể tính hết tất cả mọi phương án: mặc dù chỉ có 64 ô và 32 quân cờ trên bàn cờ nhưng số lượng nước đi có thể được thì còn vượt xa cả số lượng các nguyên tử có trong vũ trụ.
Cờ vua là một trong những trò chơi trí tuệ phổ biến nhất thế giới; nó được nói đến không chỉ như là một trò chơi mà còn là nghệ thuật, khoa học và thể thao. Cờ vua đôi khi được nhìn nhận như là trò chơi chiến tranh trừu tượng; cũng như là "các cuộc đấu trí tuệ", và việc chơi cờ vua được coi như là một cách để rèn luyện tư duy và bản lĩnh. Cờ vua được chơi để tiêu khiển cũng như để thi đấu trong các câu lạc bộ cờ vua, các giải đấu, chơi trực tuyến và chơi theo cách gửi thư. Rất nhiều biến thể và các trò chơi tương tự như cờ vua được chơi trên toàn thế giới. Trong số đó phổ biến nhất theo trật tự giảm dần về số người chơi là cờ tướng (ở Trung Quốc, Việt Nam), shōgi (ở Nhật Bản), janggi (ở Triều Tiên) và makruk (ở Thái Lan).

## Lịch sử

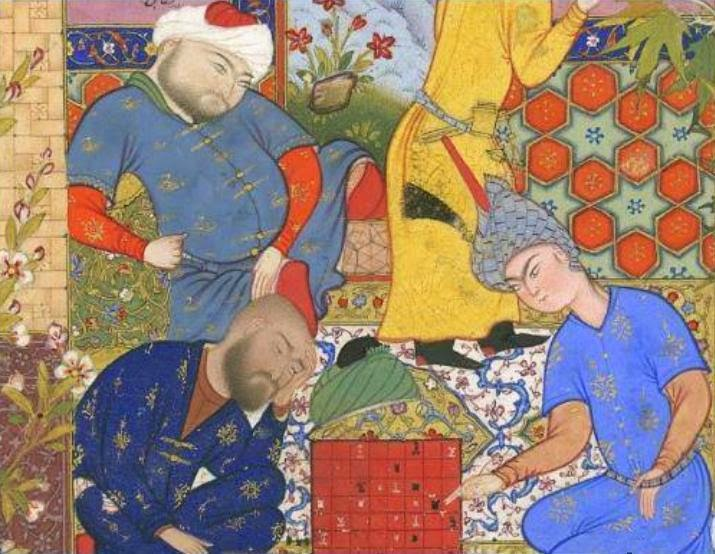
Chàng trai trẻ Ba Tư đang chơi cờ với hai hầu cận. Minh họa cho "Haft Awrang" (Bảy ngai vàng) của Jami giữa năm 1556 và 1565, trong truyện Cha nói với con trai về tình yêu tại các gian trưng bày Freer và Sackler, viện bảo tàng Smithsonian, Washington, DC.

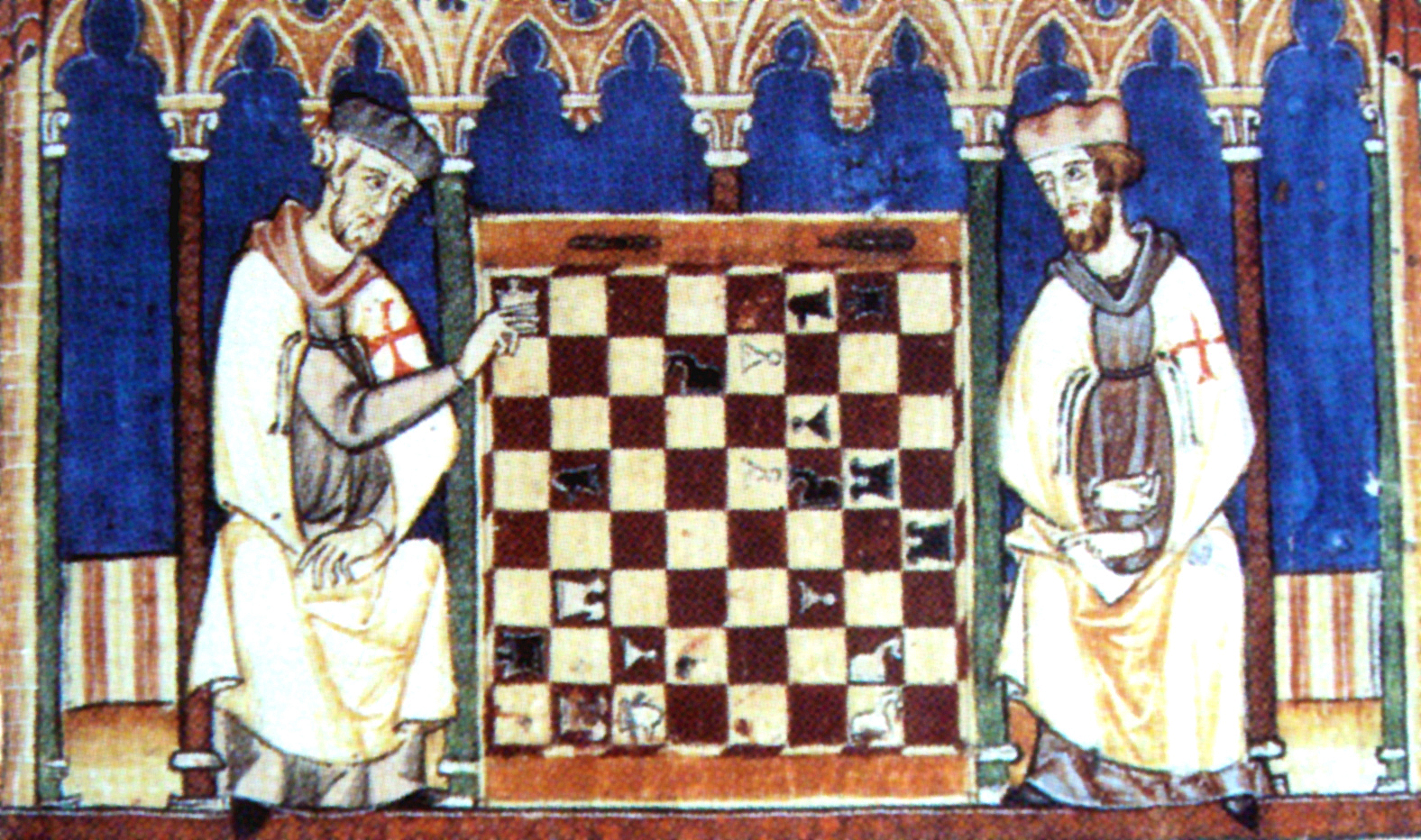
Hiệp sĩ Đền thánh chơi cờ, Libro de los juegos, 1283

Các tài liệu sớm nhất đề cập đến nguồn gốc của cờ vua có niên đại từ đầu thế kỷ thứ 7: ba bản được viết bằng tiếng Pahlavi (tiếng Ba Tư trung đại) và một bản bằng tiếng Phạn là Harshacharita. Trong những văn bản này, Chatrang-namak là đại diện cho một trong những tài liệu viết về cờ vua sớm nhất. Bozorgmehr giải thích rằng Chatrang, từ Pahlavi để chỉ cờ vua, đã được du nhập vào Ba Tư bởi 'Dewasarm, một nhà cai trị vĩ đại của Ấn Độ' dưới thời trị vì của Khosrau I. Đến thế kỷ 20, đã có một sự đồng thuận lớn từ các nhà sử học rằng cờ vua lần đầu tiên được chơi ở miền bắc Ấn Độ trong thời Đế chế Gupta vào thế kỷ thứ 7. Gần đây, sự đồng thuận này đã trở thành một chủ đề được xem xét kỹ lưỡng hơn.
Hình thức cờ vua ban đầu ở Ấn Độ có tên là chaturaṅga (tiếng Phạn: चतुरङ्ग), một từ tiếng Phạn để chỉ quân đội. Các quân cờ Gupta được chia giống như quân đội của họ thành bộ binh, kỵ binh, voi và chiến xa. Theo thời gian, những quân cờ này trở thành quân tốt, tượng, mã và xe. Chaturanga được chơi trên một bảng 8 × 8 không được đánh dấu, được gọi là ashtāpada. Trò chơi lan rộng theo hướng đông và tây dọc theo con đường Tơ lụa. Bằng chứng sớm nhất về cờ vua được tìm thấy ở Sasanian Persia gần đó vào khoảng năm 600 sau Công nguyên, và được biết đến với cái tên chatrang. Chatrang được đưa vào thế giới Hồi giáo sau cuộc chinh phục Ba Tư của người Hồi giáo (633–51), và được đặt tên là shatranj. Trong tiếng Tây Ban Nha, "shatranj" được viết dưới dạng ajedrez ("al-shatranj"), trong tiếng Bồ Đào Nha là xadrez và trong tiếng Hy Lạp là ζατρίκιον (zatrikion, xuất phát trực tiếp từ chatrang trong tiếng Ba Tư), nhưng ở phần còn lại của châu Âu, nó được thay thế bởi các phiên bản của shāh trong tiếng Ba Tư ("vua").
Có một thuyết cho rằng việc thay đổi tên diễn ra bởi vì trước khi cờ vua tới châu Âu thì các nhà buôn đã tới châu Âu và mang theo các quân vua được trang trí như là các đồ vật hiếm và cùng với chúng là tên gọi shāh, tên gọi này đã bị người châu Âu phát âm sai theo nhiều cách khác nhau.
- Chiếu hết: Trong tiếng Anh là checkmate là từ dịch ra của cụm từ shāh māt, trong tiếng Ba Tư có nghĩa là "vua hết đường". Trong tiếng Ả Rập nó có nghĩa là "shāh bị chết", nhưng shāh không phải là một từ Ả Rập thông dụng để chỉ "vua" (ngoại trừ đôi khi trong cờ vua).
- Xe: Trong tiếng Anh là rook. Nó có được thông qua tiếng Ả Rập từ chữ rukh trong tiếng Ba Tư, có nghĩa là "xe ngựa kéo", nhưng cũng có nghĩa là "má" (một phần của mặt) và còn có nghĩa là một con chim huyền thoại với sức mạnh gọi là roc.
- Tượng: Trong tiếng Anh là bishop. Tiếng Ả Rập al-fīl (từ tiếng Ba Tư pīl) có nghĩa là "voi", nhưng ở châu Âu và phần phía tây của thế giới Hồi giáo khi đó người ta biết rất ít hoặc không biết gì về voi và tên gọi của quân cờ đến với Tây Âu theo dạng Latinh alfinus và tương tự, một từ không có nghĩa gì (trong tiếng Tây Ban Nha, nó tiến hóa thành tên gọi alfil). Tên gọi bishop của người Anh là một sự đổi tên được sáng tạo ra theo hình dáng quy ước của nó là chiếc mũ mitra của giám mục nhà thờ. Tuy thế, tại Nga thì tên gọi của quân cờ này là slon = "voi".
- Hậu: Trong tiếng Anh là queen. Tiếng Ba Tư farzīn = vizia - quan chức cao cấp trong thế giới Hồi giáo cổ, tương tự như tể tướng đã trở thành tiếng Ả Rập firzān, nó đến châu Âu trong các dạng như alfferza, fers v.v. nhưng sau đó được thay thế thành "hậu".

Cờ vua đến Nga theo đường Mông Cổ mà tại đó người ta chơi cờ vua từ đầu thế kỷ VII. Nó đã được người Moor đưa vào Tây Ban Nha trong thế kỷ X, và đã được miêu tả trong bản viết tay nổi tiếng thế kỷ XIII về cờ vua, cờ thỏ cáo và trò chơi xúc xắc có tên gọi Libro de los juegos. Cờ vua cũng đi theo đường bộ xuyên qua Siberia tới Alaska.
Cờ tướng là hình thức cờ vua nổi tiếng nhất ở Trung Quốc. Sự di cư về phía đông của cờ vua, đến Trung Quốc và Đông Nam Á, thậm chí có ít tài liệu hơn so với sự di cư của nó về phía tây, khiến việc này phần lớn được phỏng đoán. Từ "Tượng kỳ" (象棋) ở Trung Quốc được dùng để chỉ một trò chơi muộn nhất là từ năm 569 sau Công Nguyên, nhưng người ta vẫn chưa chứng minh được trò chơi này có liên quan trực tiếp đến cờ vua hay không. Tài liệu tham khảo đầu tiên về cờ tướng xuất hiện trong một cuốn sách có tựa đề Huyền quái lục 玄怪錄 ("Kỷ lục về Bí ẩn và Kỳ lạ"), có niên đại khoảng năm 800. Ngoài ra, một số người cho rằng cờ vua sinh ra từ trò chơi tương tự của cờ Trung Quốc, hoặc ít nhất là từ tổ tiên của cờ tướng, là môn đã tồn tại ở Trung Quốc kể từ thế kỷ 2 TCN, mặc dù điều này bị tranh cãi. Joseph Needham và David Li là hai trong số nhiều học giả theo thuyết này. Cuối cùng, người Trung Quốc cho rằng cờ vua bắt nguồn từ cờ tướng Mãn Châu do nhà Thanh sáng lập. Tuy nhiên, Tượng kỳ dường như thể hiện một số đặc điểm nội tại giúp việc xây dựng một con đường tiến hóa từ Trung Quốc đến Ấn Độ/Ba Tư dễ dàng hơn so với hướng ngược lại.

## Quy tắc
Các quy tắc của cờ vua được FIDE (Fédération Internationale des Échecs) xuất bản trong cuốn Handbook và lần sửa đổi gần nhất là vào năm 2018. Các quy tắc được xuất bản bởi các cơ quan quản lý quốc gia, hoặc bởi các tổ chức cờ vua không liên kết, nhà xuất bản thương mại, v.v., có thể khác nhau ở một số chi tiết.

### Thiết lập
|   | a | b | c | d | e | f | g | h |   |
| 8 | a8 black rook · b8 black knight · c8 black bishop · d8 black queen · e8 black king · f8 black bishop · g8 black knight · h8 black rook · a7 black pawn · b7 black pawn · c7 black pawn · d7 black pawn · e7 black pawn · f7 black pawn · g7 black pawn · h7 black pawn · a2 white pawn · b2 white pawn · c2 white pawn · d2 white pawn · e2 white pawn · f2 white pawn · g2 white pawn · h2 white pawn · a1 white rook · b1 white knight · c1 white bishop · d1 white queen · e1 white king · f1 white bishop · g1 white knight · h1 white rook | a8 black rook · b8 black knight · c8 black bishop · d8 black queen · e8 black king · f8 black bishop · g8 black knight · h8 black rook · a7 black pawn · b7 black pawn · c7 black pawn · d7 black pawn · e7 black pawn · f7 black pawn · g7 black pawn · h7 black pawn · a2 white pawn · b2 white pawn · c2 white pawn · d2 white pawn · e2 white pawn · f2 white pawn · g2 white pawn · h2 white pawn · a1 white rook · b1 white knight · c1 white bishop · d1 white queen · e1 white king · f1 white bishop · g1 white knight · h1 white rook | a8 black rook · b8 black knight · c8 black bishop · d8 black queen · e8 black king · f8 black bishop · g8 black knight · h8 black rook · a7 black pawn · b7 black pawn · c7 black pawn · d7 black pawn · e7 black pawn · f7 black pawn · g7 black pawn · h7 black pawn · a2 white pawn · b2 white pawn · c2 white pawn · d2 white pawn · e2 white pawn · f2 white pawn · g2 white pawn · h2 white pawn · a1 white rook · b1 white knight · c1 white bishop · d1 white queen · e1 white king · f1 white bishop · g1 white knight · h1 white rook | a8 black rook · b8 black knight · c8 black bishop · d8 black queen · e8 black king · f8 black bishop · g8 black knight · h8 black rook · a7 black pawn · b7 black pawn · c7 black pawn · d7 black pawn · e7 black pawn · f7 black pawn · g7 black pawn · h7 black pawn · a2 white pawn · b2 white pawn · c2 white pawn · d2 white pawn · e2 white pawn · f2 white pawn · g2 white pawn · h2 white pawn · a1 white rook · b1 white knight · c1 white bishop · d1 white queen · e1 white king · f1 white bishop · g1 white knight · h1 white rook | a8 black rook · b8 black knight · c8 black bishop · d8 black queen · e8 black king · f8 black bishop · g8 black knight · h8 black rook · a7 black pawn · b7 black pawn · c7 black pawn · d7 black pawn · e7 black pawn · f7 black pawn · g7 black pawn · h7 black pawn · a2 white pawn · b2 white pawn · c2 white pawn · d2 white pawn · e2 white pawn · f2 white pawn · g2 white pawn · h2 white pawn · a1 white rook · b1 white knight · c1 white bishop · d1 white queen · e1 white king · f1 white bishop · g1 white knight · h1 white rook | a8 black rook · b8 black knight · c8 black bishop · d8 black queen · e8 black king · f8 black bishop · g8 black knight · h8 black rook · a7 black pawn · b7 black pawn · c7 black pawn · d7 black pawn · e7 black pawn · f7 black pawn · g7 black pawn · h7 black pawn · a2 white pawn · b2 white pawn · c2 white pawn · d2 white pawn · e2 white pawn · f2 white pawn · g2 white pawn · h2 white pawn · a1 white rook · b1 white knight · c1 white bishop · d1 white queen · e1 white king · f1 white bishop · g1 white knight · h1 white rook | a8 black rook · b8 black knight · c8 black bishop · d8 black queen · e8 black king · f8 black bishop · g8 black knight · h8 black rook · a7 black pawn · b7 black pawn · c7 black pawn · d7 black pawn · e7 black pawn · f7 black pawn · g7 black pawn · h7 black pawn · a2 white pawn · b2 white pawn · c2 white pawn · d2 white pawn · e2 white pawn · f2 white pawn · g2 white pawn · h2 white pawn · a1 white rook · b1 white knight · c1 white bishop · d1 white queen · e1 white king · f1 white bishop · g1 white knight · h1 white rook | a8 black rook · b8 black knight · c8 black bishop · d8 black queen · e8 black king · f8 black bishop · g8 black knight · h8 black rook · a7 black pawn · b7 black pawn · c7 black pawn · d7 black pawn · e7 black pawn · f7 black pawn · g7 black pawn · h7 black pawn · a2 white pawn · b2 white pawn · c2 white pawn · d2 white pawn · e2 white pawn · f2 white pawn · g2 white pawn · h2 white pawn · a1 white rook · b1 white knight · c1 white bishop · d1 white queen · e1 white king · f1 white bishop · g1 white knight · h1 white rook | 8 |
| 7 | a8 black rook · b8 black knight · c8 black bishop · d8 black queen · e8 black king · f8 black bishop · g8 black knight · h8 black rook · a7 black pawn · b7 black pawn · c7 black pawn · d7 black pawn · e7 black pawn · f7 black pawn · g7 black pawn · h7 black pawn · a2 white pawn · b2 white pawn · c2 white pawn · d2 white pawn · e2 white pawn · f2 white pawn · g2 white pawn · h2 white pawn · a1 white rook · b1 white knight · c1 white bishop · d1 white queen · e1 white king · f1 white bishop · g1 white knight · h1 white rook | a8 black rook · b8 black knight · c8 black bishop · d8 black queen · e8 black king · f8 black bishop · g8 black knight · h8 black rook · a7 black pawn · b7 black pawn · c7 black pawn · d7 black pawn · e7 black pawn · f7 black pawn · g7 black pawn · h7 black pawn · a2 white pawn · b2 white pawn · c2 white pawn · d2 white pawn · e2 white pawn · f2 white pawn · g2 white pawn · h2 white pawn · a1 white rook · b1 white knight · c1 white bishop · d1 white queen · e1 white king · f1 white bishop · g1 white knight · h1 white rook | a8 black rook · b8 black knight · c8 black bishop · d8 black queen · e8 black king · f8 black bishop · g8 black knight · h8 black rook · a7 black pawn · b7 black pawn · c7 black pawn · d7 black pawn · e7 black pawn · f7 black pawn · g7 black pawn · h7 black pawn · a2 white pawn · b2 white pawn · c2 white pawn · d2 white pawn · e2 white pawn · f2 white pawn · g2 white pawn · h2 white pawn · a1 white rook · b1 white knight · c1 white bishop · d1 white queen · e1 white king · f1 white bishop · g1 white knight · h1 white rook | a8 black rook · b8 black knight · c8 black bishop · d8 black queen · e8 black king · f8 black bishop · g8 black knight · h8 black rook · a7 black pawn · b7 black pawn · c7 black pawn · d7 black pawn · e7 black pawn · f7 black pawn · g7 black pawn · h7 black pawn · a2 white pawn · b2 white pawn · c2 white pawn · d2 white pawn · e2 white pawn · f2 white pawn · g2 white pawn · h2 white pawn · a1 white rook · b1 white knight · c1 white bishop · d1 white queen · e1 white king · f1 white bishop · g1 white knight · h1 white rook | a8 black rook · b8 black knight · c8 black bishop · d8 black queen · e8 black king · f8 black bishop · g8 black knight · h8 black rook · a7 black pawn · b7 black pawn · c7 black pawn · d7 black pawn · e7 black pawn · f7 black pawn · g7 black pawn · h7 black pawn · a2 white pawn · b2 white pawn · c2 white pawn · d2 white pawn · e2 white pawn · f2 white pawn · g2 white pawn · h2 white pawn · a1 white rook · b1 white knight · c1 white bishop · d1 white queen · e1 white king · f1 white bishop · g1 white knight · h1 white rook | a8 black rook · b8 black knight · c8 black bishop · d8 black queen · e8 black king · f8 black bishop · g8 black knight · h8 black rook · a7 black pawn · b7 black pawn · c7 black pawn · d7 black pawn · e7 black pawn · f7 black pawn · g7 black pawn · h7 black pawn · a2 white pawn · b2 white pawn · c2 white pawn · d2 white pawn · e2 white pawn · f2 white pawn · g2 white pawn · h2 white pawn · a1 white rook · b1 white knight · c1 white bishop · d1 white queen · e1 white king · f1 white bishop · g1 white knight · h1 white rook | a8 black rook · b8 black knight · c8 black bishop · d8 black queen · e8 black king · f8 black bishop · g8 black knight · h8 black rook · a7 black pawn · b7 black pawn · c7 black pawn · d7 black pawn · e7 black pawn · f7 black pawn · g7 black pawn · h7 black pawn · a2 white pawn · b2 white pawn · c2 white pawn · d2 white pawn · e2 white pawn · f2 white pawn · g2 white pawn · h2 white pawn · a1 white rook · b1 white knight · c1 white bishop · d1 white queen · e1 white king · f1 white bishop · g1 white knight · h1 white rook | a8 black rook · b8 black knight · c8 black bishop · d8 black queen · e8 black king · f8 black bishop · g8 black knight · h8 black rook · a7 black pawn · b7 black pawn · c7 black pawn · d7 black pawn · e7 black pawn · f7 black pawn · g7 black pawn · h7 black pawn · a2 white pawn · b2 white pawn · c2 white pawn · d2 white pawn · e2 white pawn · f2 white pawn · g2 white pawn · h2 white pawn · a1 white rook · b1 white knight · c1 white bishop · d1 white queen · e1 white king · f1 white bishop · g1 white knight · h1 white rook | 7 |
| 6 | a8 black rook · b8 black knight · c8 black bishop · d8 black queen · e8 black king · f8 black bishop · g8 black knight · h8 black rook · a7 black pawn · b7 black pawn · c7 black pawn · d7 black pawn · e7 black pawn · f7 black pawn · g7 black pawn · h7 black pawn · a2 white pawn · b2 white pawn · c2 white pawn · d2 white pawn · e2 white pawn · f2 white pawn · g2 white pawn · h2 white pawn · a1 white rook · b1 white knight · c1 white bishop · d1 white queen · e1 white king · f1 white bishop · g1 white knight · h1 white rook | a8 black rook · b8 black knight · c8 black bishop · d8 black queen · e8 black king · f8 black bishop · g8 black knight · h8 black rook · a7 black pawn · b7 black pawn · c7 black pawn · d7 black pawn · e7 black pawn · f7 black pawn · g7 black pawn · h7 black pawn · a2 white pawn · b2 white pawn · c2 white pawn · d2 white pawn · e2 white pawn · f2 white pawn · g2 white pawn · h2 white pawn · a1 white rook · b1 white knight · c1 white bishop · d1 white queen · e1 white king · f1 white bishop · g1 white knight · h1 white rook | a8 black rook · b8 black knight · c8 black bishop · d8 black queen · e8 black king · f8 black bishop · g8 black knight · h8 black rook · a7 black pawn · b7 black pawn · c7 black pawn · d7 black pawn · e7 black pawn · f7 black pawn · g7 black pawn · h7 black pawn · a2 white pawn · b2 white pawn · c2 white pawn · d2 white pawn · e2 white pawn · f2 white pawn · g2 white pawn · h2 white pawn · a1 white rook · b1 white knight · c1 white bishop · d1 white queen · e1 white king · f1 white bishop · g1 white knight · h1 white rook | a8 black rook · b8 black knight · c8 black bishop · d8 black queen · e8 black king · f8 black bishop · g8 black knight · h8 black rook · a7 black pawn · b7 black pawn · c7 black pawn · d7 black pawn · e7 black pawn · f7 black pawn · g7 black pawn · h7 black pawn · a2 white pawn · b2 white pawn · c2 white pawn · d2 white pawn · e2 white pawn · f2 white pawn · g2 white pawn · h2 white pawn · a1 white rook · b1 white knight · c1 white bishop · d1 white queen · e1 white king · f1 white bishop · g1 white knight · h1 white rook | a8 black rook · b8 black knight · c8 black bishop · d8 black queen · e8 black king · f8 black bishop · g8 black knight · h8 black rook · a7 black pawn · b7 black pawn · c7 black pawn · d7 black pawn · e7 black pawn · f7 black pawn · g7 black pawn · h7 black pawn · a2 white pawn · b2 white pawn · c2 white pawn · d2 white pawn · e2 white pawn · f2 white pawn · g2 white pawn · h2 white pawn · a1 white rook · b1 white knight · c1 white bishop · d1 white queen · e1 white king · f1 white bishop · g1 white knight · h1 white rook | a8 black rook · b8 black knight · c8 black bishop · d8 black queen · e8 black king · f8 black bishop · g8 black knight · h8 black rook · a7 black pawn · b7 black pawn · c7 black pawn · d7 black pawn · e7 black pawn · f7 black pawn · g7 black pawn · h7 black pawn · a2 white pawn · b2 white pawn · c2 white pawn · d2 white pawn · e2 white pawn · f2 white pawn · g2 white pawn · h2 white pawn · a1 white rook · b1 white knight · c1 white bishop · d1 white queen · e1 white king · f1 white bishop · g1 white knight · h1 white rook | a8 black rook · b8 black knight · c8 black bishop · d8 black queen · e8 black king · f8 black bishop · g8 black knight · h8 black rook · a7 black pawn · b7 black pawn · c7 black pawn · d7 black pawn · e7 black pawn · f7 black pawn · g7 black pawn · h7 black pawn · a2 white pawn · b2 white pawn · c2 white pawn · d2 white pawn · e2 white pawn · f2 white pawn · g2 white pawn · h2 white pawn · a1 white rook · b1 white knight · c1 white bishop · d1 white queen · e1 white king · f1 white bishop · g1 white knight · h1 white rook | a8 black rook · b8 black knight · c8 black bishop · d8 black queen · e8 black king · f8 black bishop · g8 black knight · h8 black rook · a7 black pawn · b7 black pawn · c7 black pawn · d7 black pawn · e7 black pawn · f7 black pawn · g7 black pawn · h7 black pawn · a2 white pawn · b2 white pawn · c2 white pawn · d2 white pawn · e2 white pawn · f2 white pawn · g2 white pawn · h2 white pawn · a1 white rook · b1 white knight · c1 white bishop · d1 white queen · e1 white king · f1 white bishop · g1 white knight · h1 white rook | 6 |
| 5 | a8 black rook · b8 black knight · c8 black bishop · d8 black queen · e8 black king · f8 black bishop · g8 black knight · h8 black rook · a7 black pawn · b7 black pawn · c7 black pawn · d7 black pawn · e7 black pawn · f7 black pawn · g7 black pawn · h7 black pawn · a2 white pawn · b2 white pawn · c2 white pawn · d2 white pawn · e2 white pawn · f2 white pawn · g2 white pawn · h2 white pawn · a1 white rook · b1 white knight · c1 white bishop · d1 white queen · e1 white king · f1 white bishop · g1 white knight · h1 white rook | a8 black rook · b8 black knight · c8 black bishop · d8 black queen · e8 black king · f8 black bishop · g8 black knight · h8 black rook · a7 black pawn · b7 black pawn · c7 black pawn · d7 black pawn · e7 black pawn · f7 black pawn · g7 black pawn · h7 black pawn · a2 white pawn · b2 white pawn · c2 white pawn · d2 white pawn · e2 white pawn · f2 white pawn · g2 white pawn · h2 white pawn · a1 white rook · b1 white knight · c1 white bishop · d1 white queen · e1 white king · f1 white bishop · g1 white knight · h1 white rook | a8 black rook · b8 black knight · c8 black bishop · d8 black queen · e8 black king · f8 black bishop · g8 black knight · h8 black rook · a7 black pawn · b7 black pawn · c7 black pawn · d7 black pawn · e7 black pawn · f7 black pawn · g7 black pawn · h7 black pawn · a2 white pawn · b2 white pawn · c2 white pawn · d2 white pawn · e2 white pawn · f2 white pawn · g2 white pawn · h2 white pawn · a1 white rook · b1 white knight · c1 white bishop · d1 white queen · e1 white king · f1 white bishop · g1 white knight · h1 white rook | a8 black rook · b8 black knight · c8 black bishop · d8 black queen · e8 black king · f8 black bishop · g8 black knight · h8 black rook · a7 black pawn · b7 black pawn · c7 black pawn · d7 black pawn · e7 black pawn · f7 black pawn · g7 black pawn · h7 black pawn · a2 white pawn · b2 white pawn · c2 white pawn · d2 white pawn · e2 white pawn · f2 white pawn · g2 white pawn · h2 white pawn · a1 white rook · b1 white knight · c1 white bishop · d1 white queen · e1 white king · f1 white bishop · g1 white knight · h1 white rook | a8 black rook · b8 black knight · c8 black bishop · d8 black queen · e8 black king · f8 black bishop · g8 black knight · h8 black rook · a7 black pawn · b7 black pawn · c7 black pawn · d7 black pawn · e7 black pawn · f7 black pawn · g7 black pawn · h7 black pawn · a2 white pawn · b2 white pawn · c2 white pawn · d2 white pawn · e2 white pawn · f2 white pawn · g2 white pawn · h2 white pawn · a1 white rook · b1 white knight · c1 white bishop · d1 white queen · e1 white king · f1 white bishop · g1 white knight · h1 white rook | a8 black rook · b8 black knight · c8 black bishop · d8 black queen · e8 black king · f8 black bishop · g8 black knight · h8 black rook · a7 black pawn · b7 black pawn · c7 black pawn · d7 black pawn · e7 black pawn · f7 black pawn · g7 black pawn · h7 black pawn · a2 white pawn · b2 white pawn · c2 white pawn · d2 white pawn · e2 white pawn · f2 white pawn · g2 white pawn · h2 white pawn · a1 white rook · b1 white knight · c1 white bishop · d1 white queen · e1 white king · f1 white bishop · g1 white knight · h1 white rook | a8 black rook · b8 black knight · c8 black bishop · d8 black queen · e8 black king · f8 black bishop · g8 black knight · h8 black rook · a7 black pawn · b7 black pawn · c7 black pawn · d7 black pawn · e7 black pawn · f7 black pawn · g7 black pawn · h7 black pawn · a2 white pawn · b2 white pawn · c2 white pawn · d2 white pawn · e2 white pawn · f2 white pawn · g2 white pawn · h2 white pawn · a1 white rook · b1 white knight · c1 white bishop · d1 white queen · e1 white king · f1 white bishop · g1 white knight · h1 white rook | a8 black rook · b8 black knight · c8 black bishop · d8 black queen · e8 black king · f8 black bishop · g8 black knight · h8 black rook · a7 black pawn · b7 black pawn · c7 black pawn · d7 black pawn · e7 black pawn · f7 black pawn · g7 black pawn · h7 black pawn · a2 white pawn · b2 white pawn · c2 white pawn · d2 white pawn · e2 white pawn · f2 white pawn · g2 white pawn · h2 white pawn · a1 white rook · b1 white knight · c1 white bishop · d1 white queen · e1 white king · f1 white bishop · g1 white knight · h1 white rook | 5 |
| 4 | a8 black rook · b8 black knight · c8 black bishop · d8 black queen · e8 black king · f8 black bishop · g8 black knight · h8 black rook · a7 black pawn · b7 black pawn · c7 black pawn · d7 black pawn · e7 black pawn · f7 black pawn · g7 black pawn · h7 black pawn · a2 white pawn · b2 white pawn · c2 white pawn · d2 white pawn · e2 white pawn · f2 white pawn · g2 white pawn · h2 white pawn · a1 white rook · b1 white knight · c1 white bishop · d1 white queen · e1 white king · f1 white bishop · g1 white knight · h1 white rook | a8 black rook · b8 black knight · c8 black bishop · d8 black queen · e8 black king · f8 black bishop · g8 black knight · h8 black rook · a7 black pawn · b7 black pawn · c7 black pawn · d7 black pawn · e7 black pawn · f7 black pawn · g7 black pawn · h7 black pawn · a2 white pawn · b2 white pawn · c2 white pawn · d2 white pawn · e2 white pawn · f2 white pawn · g2 white pawn · h2 white pawn · a1 white rook · b1 white knight · c1 white bishop · d1 white queen · e1 white king · f1 white bishop · g1 white knight · h1 white rook | a8 black rook · b8 black knight · c8 black bishop · d8 black queen · e8 black king · f8 black bishop · g8 black knight · h8 black rook · a7 black pawn · b7 black pawn · c7 black pawn · d7 black pawn · e7 black pawn · f7 black pawn · g7 black pawn · h7 black pawn · a2 white pawn · b2 white pawn · c2 white pawn · d2 white pawn · e2 white pawn · f2 white pawn · g2 white pawn · h2 white pawn · a1 white rook · b1 white knight · c1 white bishop · d1 white queen · e1 white king · f1 white bishop · g1 white knight · h1 white rook | a8 black rook · b8 black knight · c8 black bishop · d8 black queen · e8 black king · f8 black bishop · g8 black knight · h8 black rook · a7 black pawn · b7 black pawn · c7 black pawn · d7 black pawn · e7 black pawn · f7 black pawn · g7 black pawn · h7 black pawn · a2 white pawn · b2 white pawn · c2 white pawn · d2 white pawn · e2 white pawn · f2 white pawn · g2 white pawn · h2 white pawn · a1 white rook · b1 white knight · c1 white bishop · d1 white queen · e1 white king · f1 white bishop · g1 white knight · h1 white rook | a8 black rook · b8 black knight · c8 black bishop · d8 black queen · e8 black king · f8 black bishop · g8 black knight · h8 black rook · a7 black pawn · b7 black pawn · c7 black pawn · d7 black pawn · e7 black pawn · f7 black pawn · g7 black pawn · h7 black pawn · a2 white pawn · b2 white pawn · c2 white pawn · d2 white pawn · e2 white pawn · f2 white pawn · g2 white pawn · h2 white pawn · a1 white rook · b1 white knight · c1 white bishop · d1 white queen · e1 white king · f1 white bishop · g1 white knight · h1 white rook | a8 black rook · b8 black knight · c8 black bishop · d8 black queen · e8 black king · f8 black bishop · g8 black knight · h8 black rook · a7 black pawn · b7 black pawn · c7 black pawn · d7 black pawn · e7 black pawn · f7 black pawn · g7 black pawn · h7 black pawn · a2 white pawn · b2 white pawn · c2 white pawn · d2 white pawn · e2 white pawn · f2 white pawn · g2 white pawn · h2 white pawn · a1 white rook · b1 white knight · c1 white bishop · d1 white queen · e1 white king · f1 white bishop · g1 white knight · h1 white rook | a8 black rook · b8 black knight · c8 black bishop · d8 black queen · e8 black king · f8 black bishop · g8 black knight · h8 black rook · a7 black pawn · b7 black pawn · c7 black pawn · d7 black pawn · e7 black pawn · f7 black pawn · g7 black pawn · h7 black pawn · a2 white pawn · b2 white pawn · c2 white pawn · d2 white pawn · e2 white pawn · f2 white pawn · g2 white pawn · h2 white pawn · a1 white rook · b1 white knight · c1 white bishop · d1 white queen · e1 white king · f1 white bishop · g1 white knight · h1 white rook | a8 black rook · b8 black knight · c8 black bishop · d8 black queen · e8 black king · f8 black bishop · g8 black knight · h8 black rook · a7 black pawn · b7 black pawn · c7 black pawn · d7 black pawn · e7 black pawn · f7 black pawn · g7 black pawn · h7 black pawn · a2 white pawn · b2 white pawn · c2 white pawn · d2 white pawn · e2 white pawn · f2 white pawn · g2 white pawn · h2 white pawn · a1 white rook · b1 white knight · c1 white bishop · d1 white queen · e1 white king · f1 white bishop · g1 white knight · h1 white rook | 4 |
| 3 | a8 black rook · b8 black knight · c8 black bishop · d8 black queen · e8 black king · f8 black bishop · g8 black knight · h8 black rook · a7 black pawn · b7 black pawn · c7 black pawn · d7 black pawn · e7 black pawn · f7 black pawn · g7 black pawn · h7 black pawn · a2 white pawn · b2 white pawn · c2 white pawn · d2 white pawn · e2 white pawn · f2 white pawn · g2 white pawn · h2 white pawn · a1 white rook · b1 white knight · c1 white bishop · d1 white queen · e1 white king · f1 white bishop · g1 white knight · h1 white rook | a8 black rook · b8 black knight · c8 black bishop · d8 black queen · e8 black king · f8 black bishop · g8 black knight · h8 black rook · a7 black pawn · b7 black pawn · c7 black pawn · d7 black pawn · e7 black pawn · f7 black pawn · g7 black pawn · h7 black pawn · a2 white pawn · b2 white pawn · c2 white pawn · d2 white pawn · e2 white pawn · f2 white pawn · g2 white pawn · h2 white pawn · a1 white rook · b1 white knight · c1 white bishop · d1 white queen · e1 white king · f1 white bishop · g1 white knight · h1 white rook | a8 black rook · b8 black knight · c8 black bishop · d8 black queen · e8 black king · f8 black bishop · g8 black knight · h8 black rook · a7 black pawn · b7 black pawn · c7 black pawn · d7 black pawn · e7 black pawn · f7 black pawn · g7 black pawn · h7 black pawn · a2 white pawn · b2 white pawn · c2 white pawn · d2 white pawn · e2 white pawn · f2 white pawn · g2 white pawn · h2 white pawn · a1 white rook · b1 white knight · c1 white bishop · d1 white queen · e1 white king · f1 white bishop · g1 white knight · h1 white rook | a8 black rook · b8 black knight · c8 black bishop · d8 black queen · e8 black king · f8 black bishop · g8 black knight · h8 black rook · a7 black pawn · b7 black pawn · c7 black pawn · d7 black pawn · e7 black pawn · f7 black pawn · g7 black pawn · h7 black pawn · a2 white pawn · b2 white pawn · c2 white pawn · d2 white pawn · e2 white pawn · f2 white pawn · g2 white pawn · h2 white pawn · a1 white rook · b1 white knight · c1 white bishop · d1 white queen · e1 white king · f1 white bishop · g1 white knight · h1 white rook | a8 black rook · b8 black knight · c8 black bishop · d8 black queen · e8 black king · f8 black bishop · g8 black knight · h8 black rook · a7 black pawn · b7 black pawn · c7 black pawn · d7 black pawn · e7 black pawn · f7 black pawn · g7 black pawn · h7 black pawn · a2 white pawn · b2 white pawn · c2 white pawn · d2 white pawn · e2 white pawn · f2 white pawn · g2 white pawn · h2 white pawn · a1 white rook · b1 white knight · c1 white bishop · d1 white queen · e1 white king · f1 white bishop · g1 white knight · h1 white rook | a8 black rook · b8 black knight · c8 black bishop · d8 black queen · e8 black king · f8 black bishop · g8 black knight · h8 black rook · a7 black pawn · b7 black pawn · c7 black pawn · d7 black pawn · e7 black pawn · f7 black pawn · g7 black pawn · h7 black pawn · a2 white pawn · b2 white pawn · c2 white pawn · d2 white pawn · e2 white pawn · f2 white pawn · g2 white pawn · h2 white pawn · a1 white rook · b1 white knight · c1 white bishop · d1 white queen · e1 white king · f1 white bishop · g1 white knight · h1 white rook | a8 black rook · b8 black knight · c8 black bishop · d8 black queen · e8 black king · f8 black bishop · g8 black knight · h8 black rook · a7 black pawn · b7 black pawn · c7 black pawn · d7 black pawn · e7 black pawn · f7 black pawn · g7 black pawn · h7 black pawn · a2 white pawn · b2 white pawn · c2 white pawn · d2 white pawn · e2 white pawn · f2 white pawn · g2 white pawn · h2 white pawn · a1 white rook · b1 white knight · c1 white bishop · d1 white queen · e1 white king · f1 white bishop · g1 white knight · h1 white rook | a8 black rook · b8 black knight · c8 black bishop · d8 black queen · e8 black king · f8 black bishop · g8 black knight · h8 black rook · a7 black pawn · b7 black pawn · c7 black pawn · d7 black pawn · e7 black pawn · f7 black pawn · g7 black pawn · h7 black pawn · a2 white pawn · b2 white pawn · c2 white pawn · d2 white pawn · e2 white pawn · f2 white pawn · g2 white pawn · h2 white pawn · a1 white rook · b1 white knight · c1 white bishop · d1 white queen · e1 white king · f1 white bishop · g1 white knight · h1 white rook | 3 |
| 2 | a8 black rook · b8 black knight · c8 black bishop · d8 black queen · e8 black king · f8 black bishop · g8 black knight · h8 black rook · a7 black pawn · b7 black pawn · c7 black pawn · d7 black pawn · e7 black pawn · f7 black pawn · g7 black pawn · h7 black pawn · a2 white pawn · b2 white pawn · c2 white pawn · d2 white pawn · e2 white pawn · f2 white pawn · g2 white pawn · h2 white pawn · a1 white rook · b1 white knight · c1 white bishop · d1 white queen · e1 white king · f1 white bishop · g1 white knight · h1 white rook | a8 black rook · b8 black knight · c8 black bishop · d8 black queen · e8 black king · f8 black bishop · g8 black knight · h8 black rook · a7 black pawn · b7 black pawn · c7 black pawn · d7 black pawn · e7 black pawn · f7 black pawn · g7 black pawn · h7 black pawn · a2 white pawn · b2 white pawn · c2 white pawn · d2 white pawn · e2 white pawn · f2 white pawn · g2 white pawn · h2 white pawn · a1 white rook · b1 white knight · c1 white bishop · d1 white queen · e1 white king · f1 white bishop · g1 white knight · h1 white rook | a8 black rook · b8 black knight · c8 black bishop · d8 black queen · e8 black king · f8 black bishop · g8 black knight · h8 black rook · a7 black pawn · b7 black pawn · c7 black pawn · d7 black pawn · e7 black pawn · f7 black pawn · g7 black pawn · h7 black pawn · a2 white pawn · b2 white pawn · c2 white pawn · d2 white pawn · e2 white pawn · f2 white pawn · g2 white pawn · h2 white pawn · a1 white rook · b1 white knight · c1 white bishop · d1 white queen · e1 white king · f1 white bishop · g1 white knight · h1 white rook | a8 black rook · b8 black knight · c8 black bishop · d8 black queen · e8 black king · f8 black bishop · g8 black knight · h8 black rook · a7 black pawn · b7 black pawn · c7 black pawn · d7 black pawn · e7 black pawn · f7 black pawn · g7 black pawn · h7 black pawn · a2 white pawn · b2 white pawn · c2 white pawn · d2 white pawn · e2 white pawn · f2 white pawn · g2 white pawn · h2 white pawn · a1 white rook · b1 white knight · c1 white bishop · d1 white queen · e1 white king · f1 white bishop · g1 white knight · h1 white rook | a8 black rook · b8 black knight · c8 black bishop · d8 black queen · e8 black king · f8 black bishop · g8 black knight · h8 black rook · a7 black pawn · b7 black pawn · c7 black pawn · d7 black pawn · e7 black pawn · f7 black pawn · g7 black pawn · h7 black pawn · a2 white pawn · b2 white pawn · c2 white pawn · d2 white pawn · e2 white pawn · f2 white pawn · g2 white pawn · h2 white pawn · a1 white rook · b1 white knight · c1 white bishop · d1 white queen · e1 white king · f1 white bishop · g1 white knight · h1 white rook | a8 black rook · b8 black knight · c8 black bishop · d8 black queen · e8 black king · f8 black bishop · g8 black knight · h8 black rook · a7 black pawn · b7 black pawn · c7 black pawn · d7 black pawn · e7 black pawn · f7 black pawn · g7 black pawn · h7 black pawn · a2 white pawn · b2 white pawn · c2 white pawn · d2 white pawn · e2 white pawn · f2 white pawn · g2 white pawn · h2 white pawn · a1 white rook · b1 white knight · c1 white bishop · d1 white queen · e1 white king · f1 white bishop · g1 white knight · h1 white rook | a8 black rook · b8 black knight · c8 black bishop · d8 black queen · e8 black king · f8 black bishop · g8 black knight · h8 black rook · a7 black pawn · b7 black pawn · c7 black pawn · d7 black pawn · e7 black pawn · f7 black pawn · g7 black pawn · h7 black pawn · a2 white pawn · b2 white pawn · c2 white pawn · d2 white pawn · e2 white pawn · f2 white pawn · g2 white pawn · h2 white pawn · a1 white rook · b1 white knight · c1 white bishop · d1 white queen · e1 white king · f1 white bishop · g1 white knight · h1 white rook | a8 black rook · b8 black knight · c8 black bishop · d8 black queen · e8 black king · f8 black bishop · g8 black knight · h8 black rook · a7 black pawn · b7 black pawn · c7 black pawn · d7 black pawn · e7 black pawn · f7 black pawn · g7 black pawn · h7 black pawn · a2 white pawn · b2 white pawn · c2 white pawn · d2 white pawn · e2 white pawn · f2 white pawn · g2 white pawn · h2 white pawn · a1 white rook · b1 white knight · c1 white bishop · d1 white queen · e1 white king · f1 white bishop · g1 white knight · h1 white rook | 2 |
| 1 | a8 black rook · b8 black knight · c8 black bishop · d8 black queen · e8 black king · f8 black bishop · g8 black knight · h8 black rook · a7 black pawn · b7 black pawn · c7 black pawn · d7 black pawn · e7 black pawn · f7 black pawn · g7 black pawn · h7 black pawn · a2 white pawn · b2 white pawn · c2 white pawn · d2 white pawn · e2 white pawn · f2 white pawn · g2 white pawn · h2 white pawn · a1 white rook · b1 white knight · c1 white bishop · d1 white queen · e1 white king · f1 white bishop · g1 white knight · h1 white rook | a8 black rook · b8 black knight · c8 black bishop · d8 black queen · e8 black king · f8 black bishop · g8 black knight · h8 black rook · a7 black pawn · b7 black pawn · c7 black pawn · d7 black pawn · e7 black pawn · f7 black pawn · g7 black pawn · h7 black pawn · a2 white pawn · b2 white pawn · c2 white pawn · d2 white pawn · e2 white pawn · f2 white pawn · g2 white pawn · h2 white pawn · a1 white rook · b1 white knight · c1 white bishop · d1 white queen · e1 white king · f1 white bishop · g1 white knight · h1 white rook | a8 black rook · b8 black knight · c8 black bishop · d8 black queen · e8 black king · f8 black bishop · g8 black knight · h8 black rook · a7 black pawn · b7 black pawn · c7 black pawn · d7 black pawn · e7 black pawn · f7 black pawn · g7 black pawn · h7 black pawn · a2 white pawn · b2 white pawn · c2 white pawn · d2 white pawn · e2 white pawn · f2 white pawn · g2 white pawn · h2 white pawn · a1 white rook · b1 white knight · c1 white bishop · d1 white queen · e1 white king · f1 white bishop · g1 white knight · h1 white rook | a8 black rook · b8 black knight · c8 black bishop · d8 black queen · e8 black king · f8 black bishop · g8 black knight · h8 black rook · a7 black pawn · b7 black pawn · c7 black pawn · d7 black pawn · e7 black pawn · f7 black pawn · g7 black pawn · h7 black pawn · a2 white pawn · b2 white pawn · c2 white pawn · d2 white pawn · e2 white pawn · f2 white pawn · g2 white pawn · h2 white pawn · a1 white rook · b1 white knight · c1 white bishop · d1 white queen · e1 white king · f1 white bishop · g1 white knight · h1 white rook | a8 black rook · b8 black knight · c8 black bishop · d8 black queen · e8 black king · f8 black bishop · g8 black knight · h8 black rook · a7 black pawn · b7 black pawn · c7 black pawn · d7 black pawn · e7 black pawn · f7 black pawn · g7 black pawn · h7 black pawn · a2 white pawn · b2 white pawn · c2 white pawn · d2 white pawn · e2 white pawn · f2 white pawn · g2 white pawn · h2 white pawn · a1 white rook · b1 white knight · c1 white bishop · d1 white queen · e1 white king · f1 white bishop · g1 white knight · h1 white rook | a8 black rook · b8 black knight · c8 black bishop · d8 black queen · e8 black king · f8 black bishop · g8 black knight · h8 black rook · a7 black pawn · b7 black pawn · c7 black pawn · d7 black pawn · e7 black pawn · f7 black pawn · g7 black pawn · h7 black pawn · a2 white pawn · b2 white pawn · c2 white pawn · d2 white pawn · e2 white pawn · f2 white pawn · g2 white pawn · h2 white pawn · a1 white rook · b1 white knight · c1 white bishop · d1 white queen · e1 white king · f1 white bishop · g1 white knight · h1 white rook | a8 black rook · b8 black knight · c8 black bishop · d8 black queen · e8 black king · f8 black bishop · g8 black knight · h8 black rook · a7 black pawn · b7 black pawn · c7 black pawn · d7 black pawn · e7 black pawn · f7 black pawn · g7 black pawn · h7 black pawn · a2 white pawn · b2 white pawn · c2 white pawn · d2 white pawn · e2 white pawn · f2 white pawn · g2 white pawn · h2 white pawn · a1 white rook · b1 white knight · c1 white bishop · d1 white queen · e1 white king · f1 white bishop · g1 white knight · h1 white rook | a8 black rook · b8 black knight · c8 black bishop · d8 black queen · e8 black king · f8 black bishop · g8 black knight · h8 black rook · a7 black pawn · b7 black pawn · c7 black pawn · d7 black pawn · e7 black pawn · f7 black pawn · g7 black pawn · h7 black pawn · a2 white pawn · b2 white pawn · c2 white pawn · d2 white pawn · e2 white pawn · f2 white pawn · g2 white pawn · h2 white pawn · a1 white rook · b1 white knight · c1 white bishop · d1 white queen · e1 white king · f1 white bishop · g1 white knight · h1 white rook | 1 |
|   | a | b | c | d | e | f | g | h |   |

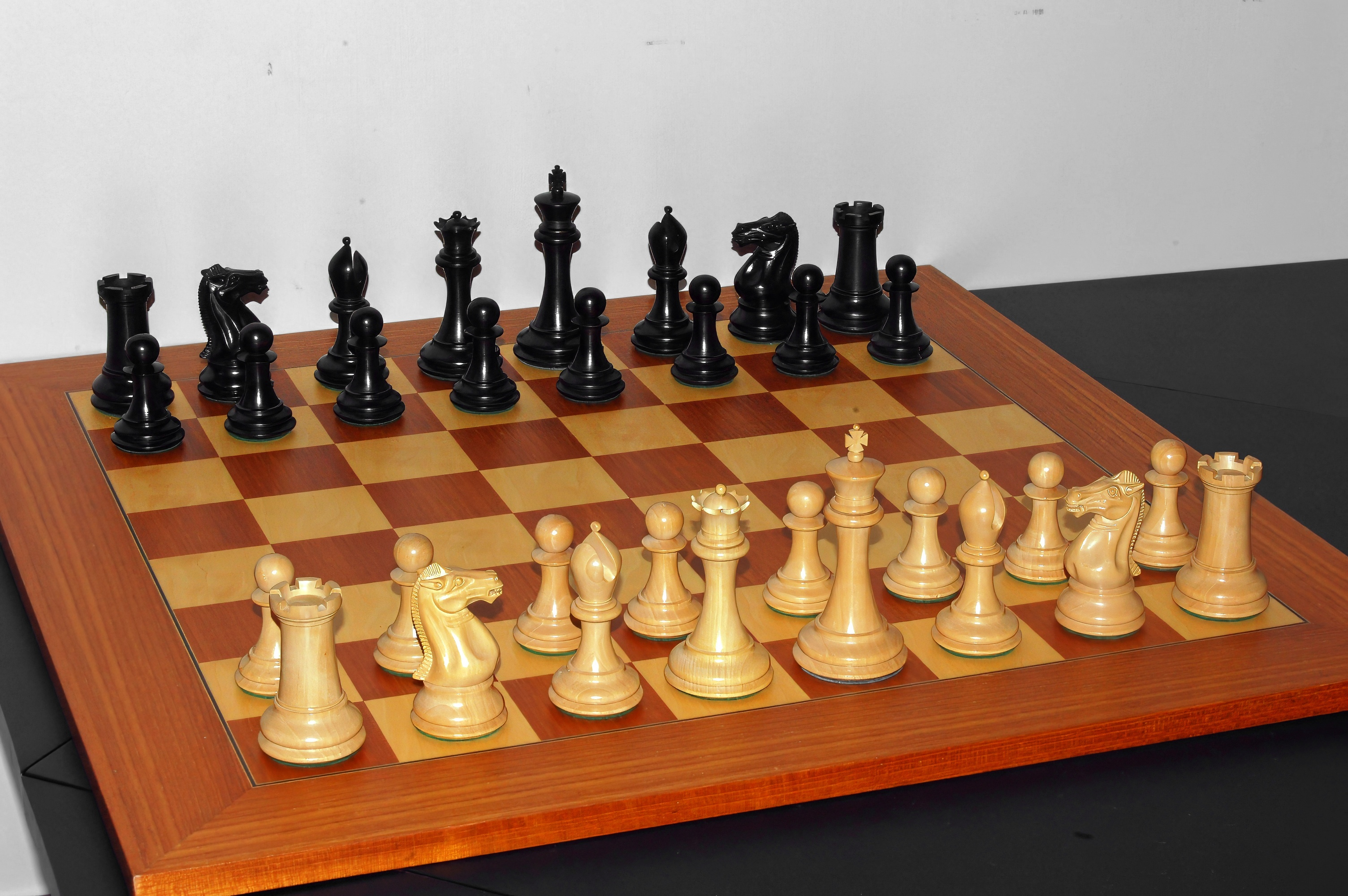
Bàn cờ trước khai cuộc.

Các quân cờ được chia thành hai bộ màu khác nhau. Mặc dù luôn được gọi chung là "trắng" và "đen" nhưng thực tế thì màu sắc của quân cờ không phải lúc nào cũng là màu trắng và đen theo đúng nghĩa đen (ví dụ: quân cờ màu sáng có thể có màu hơi vàng hoặc trắng nhạt, quân cờ màu tối có thể có màu nâu hoặc đỏ). Người chơi cũng được gọi là Trắng và Đen tương ứng. Mỗi bộ gồm 16 quân: một vua, một hậu, hai xe, hai tượng, hai mã và tám tốt (chốt, binh).
Cờ vua được chơi trên một bảng vuông gồm tám hàng (tiếng Anh: rank) được đánh số từ 1 đến 8 và tám cột (tiếng Anh: file) được đánh thứ tự từ a đến h. Theo quy ước, 64 ô vuông có màu xen kẽ nhau và được gọi là ô sáng và ô tối (hoặc ô trắng và ô đen); màu phổ biến cho bàn cờ là trắng và đen, trắng và nâu, hoặc trắng và xanh lá cây đậm. Những ô nằm trên cùng một hàng chéo sẽ có cùng màu sắc.
Cách xếp bàn cờ được thực hiện tương tự như trong ảnh và sơ đồ. Như vậy, quân trắng sẽ được xếp vào hàng đầu tiên (hàng 1) theo thứ tự từ trái sang phải (từ a đến h) lần lượt là: xe, mã, tượng, hậu, vua, tượng, mã, xe. Hàng thứ hai được xếp 8 quân tốt trắng. Cách xếp quân đen đối xứng hoàn toàn với quân trắng ở hai hàng cuối cùng. Bàn cờ sẽ được đặt theo đúng theo hàng và cột như sơ đồ. Tuy nhiên, có một số trường hợp bàn cờ sẽ không được đánh số và ký tự. Trong trường hợp đó, bàn cờ sẽ được đặt theo nguyên tắc "ô sáng bên phải", nghĩa là ô dưới cùng góc bên phải của người chơi luôn là ô màu sáng. Ngoài xe, mã, tượng luôn đứng đối xứng với nhau, vị trí chính xác của vua và hậu được ghi nhớ theo nguyên tắc "hậu màu nào thì đứng ô màu đấy", nghĩa là "hậu trắng ở ô trắng, hậu đen ở ô đen".

### Di chuyển quân cờ
Trong một trận thi đấu, việc phân chia màu sắc quân cờ cho người chơi sẽ được quyết định bởi ban tổ chức. Trong một trận cờ không chính thức, việc chia quân trắng đen được quyết định một cách ngẫu nhiên, có thể là tung đồng xu, hoặc một người chơi giấu một con tốt màu trắng trong một tay, một con tốt màu đen ở tay kia và để đối phương chọn. Người cầm quân trắng sẽ di chuyển trước, sau đó người chơi thay phiên nhau, mỗi lượt di chuyển một quân (trừ khi nhập thành, hai quân được di chuyển cùng lúc). Một quân cờ được di chuyển đến một ô vuông trống (hoặc không có quân cờ của mình). Nếu ô cần đến có sẵn quân của đối phương, quân cờ đối phương sẽ bị bắt và bị loại khỏi cuộc chơi. Ngoại trừ duy nhất trường hợp bắt tốt qua đường, tất cả quân cờ chỉ bắt được quân cờ đối phương khi di chuyển vào đúng ô mà quân cờ đó đang đứng. Di chuyển là bắt buộc; người chơi không được bỏ qua lượt, ngay cả khi việc phải di chuyển là bất lợi.
Mỗi quân cờ có một cách di chuyển riêng. Trong sơ đồ, các dấu chấm đánh dấu các ô vuông mà quân cờ có thể di chuyển nếu không có (các) quân cờ đứng chắn ở giữa đường (ngoại trừ quân mã nhảy qua bất kỳ quân cờ xen giữa nào). Tất cả quân cờ ngoại trừ quân tốt có thể bắt được quân địch nếu nó nằm trên ô vuông mà chúng có thể di chuyển đến đó. Các ô vuông mà quân tốt có thể bắt được quân địch được đánh dấu trong sơ đồ bằng các dấu thập đen.
|   | a | b | c | d | e | f | g | h |   |
| 8 | e6 black circle · f6 black circle · g6 black circle · e5 black circle · f5 white king · g5 black circle · e4 black circle · f4 black circle · g4 black circle | e6 black circle · f6 black circle · g6 black circle · e5 black circle · f5 white king · g5 black circle · e4 black circle · f4 black circle · g4 black circle | e6 black circle · f6 black circle · g6 black circle · e5 black circle · f5 white king · g5 black circle · e4 black circle · f4 black circle · g4 black circle | e6 black circle · f6 black circle · g6 black circle · e5 black circle · f5 white king · g5 black circle · e4 black circle · f4 black circle · g4 black circle | e6 black circle · f6 black circle · g6 black circle · e5 black circle · f5 white king · g5 black circle · e4 black circle · f4 black circle · g4 black circle | e6 black circle · f6 black circle · g6 black circle · e5 black circle · f5 white king · g5 black circle · e4 black circle · f4 black circle · g4 black circle | e6 black circle · f6 black circle · g6 black circle · e5 black circle · f5 white king · g5 black circle · e4 black circle · f4 black circle · g4 black circle | e6 black circle · f6 black circle · g6 black circle · e5 black circle · f5 white king · g5 black circle · e4 black circle · f4 black circle · g4 black circle | 8 |
| 7 | e6 black circle · f6 black circle · g6 black circle · e5 black circle · f5 white king · g5 black circle · e4 black circle · f4 black circle · g4 black circle | e6 black circle · f6 black circle · g6 black circle · e5 black circle · f5 white king · g5 black circle · e4 black circle · f4 black circle · g4 black circle | e6 black circle · f6 black circle · g6 black circle · e5 black circle · f5 white king · g5 black circle · e4 black circle · f4 black circle · g4 black circle | e6 black circle · f6 black circle · g6 black circle · e5 black circle · f5 white king · g5 black circle · e4 black circle · f4 black circle · g4 black circle | e6 black circle · f6 black circle · g6 black circle · e5 black circle · f5 white king · g5 black circle · e4 black circle · f4 black circle · g4 black circle | e6 black circle · f6 black circle · g6 black circle · e5 black circle · f5 white king · g5 black circle · e4 black circle · f4 black circle · g4 black circle | e6 black circle · f6 black circle · g6 black circle · e5 black circle · f5 white king · g5 black circle · e4 black circle · f4 black circle · g4 black circle | e6 black circle · f6 black circle · g6 black circle · e5 black circle · f5 white king · g5 black circle · e4 black circle · f4 black circle · g4 black circle | 7 |
| 6 | e6 black circle · f6 black circle · g6 black circle · e5 black circle · f5 white king · g5 black circle · e4 black circle · f4 black circle · g4 black circle | e6 black circle · f6 black circle · g6 black circle · e5 black circle · f5 white king · g5 black circle · e4 black circle · f4 black circle · g4 black circle | e6 black circle · f6 black circle · g6 black circle · e5 black circle · f5 white king · g5 black circle · e4 black circle · f4 black circle · g4 black circle | e6 black circle · f6 black circle · g6 black circle · e5 black circle · f5 white king · g5 black circle · e4 black circle · f4 black circle · g4 black circle | e6 black circle · f6 black circle · g6 black circle · e5 black circle · f5 white king · g5 black circle · e4 black circle · f4 black circle · g4 black circle | e6 black circle · f6 black circle · g6 black circle · e5 black circle · f5 white king · g5 black circle · e4 black circle · f4 black circle · g4 black circle | e6 black circle · f6 black circle · g6 black circle · e5 black circle · f5 white king · g5 black circle · e4 black circle · f4 black circle · g4 black circle | e6 black circle · f6 black circle · g6 black circle · e5 black circle · f5 white king · g5 black circle · e4 black circle · f4 black circle · g4 black circle | 6 |
| 5 | e6 black circle · f6 black circle · g6 black circle · e5 black circle · f5 white king · g5 black circle · e4 black circle · f4 black circle · g4 black circle | e6 black circle · f6 black circle · g6 black circle · e5 black circle · f5 white king · g5 black circle · e4 black circle · f4 black circle · g4 black circle | e6 black circle · f6 black circle · g6 black circle · e5 black circle · f5 white king · g5 black circle · e4 black circle · f4 black circle · g4 black circle | e6 black circle · f6 black circle · g6 black circle · e5 black circle · f5 white king · g5 black circle · e4 black circle · f4 black circle · g4 black circle | e6 black circle · f6 black circle · g6 black circle · e5 black circle · f5 white king · g5 black circle · e4 black circle · f4 black circle · g4 black circle | e6 black circle · f6 black circle · g6 black circle · e5 black circle · f5 white king · g5 black circle · e4 black circle · f4 black circle · g4 black circle | e6 black circle · f6 black circle · g6 black circle · e5 black circle · f5 white king · g5 black circle · e4 black circle · f4 black circle · g4 black circle | e6 black circle · f6 black circle · g6 black circle · e5 black circle · f5 white king · g5 black circle · e4 black circle · f4 black circle · g4 black circle | 5 |
| 4 | e6 black circle · f6 black circle · g6 black circle · e5 black circle · f5 white king · g5 black circle · e4 black circle · f4 black circle · g4 black circle | e6 black circle · f6 black circle · g6 black circle · e5 black circle · f5 white king · g5 black circle · e4 black circle · f4 black circle · g4 black circle | e6 black circle · f6 black circle · g6 black circle · e5 black circle · f5 white king · g5 black circle · e4 black circle · f4 black circle · g4 black circle | e6 black circle · f6 black circle · g6 black circle · e5 black circle · f5 white king · g5 black circle · e4 black circle · f4 black circle · g4 black circle | e6 black circle · f6 black circle · g6 black circle · e5 black circle · f5 white king · g5 black circle · e4 black circle · f4 black circle · g4 black circle | e6 black circle · f6 black circle · g6 black circle · e5 black circle · f5 white king · g5 black circle · e4 black circle · f4 black circle · g4 black circle | e6 black circle · f6 black circle · g6 black circle · e5 black circle · f5 white king · g5 black circle · e4 black circle · f4 black circle · g4 black circle | e6 black circle · f6 black circle · g6 black circle · e5 black circle · f5 white king · g5 black circle · e4 black circle · f4 black circle · g4 black circle | 4 |
| 3 | e6 black circle · f6 black circle · g6 black circle · e5 black circle · f5 white king · g5 black circle · e4 black circle · f4 black circle · g4 black circle | e6 black circle · f6 black circle · g6 black circle · e5 black circle · f5 white king · g5 black circle · e4 black circle · f4 black circle · g4 black circle | e6 black circle · f6 black circle · g6 black circle · e5 black circle · f5 white king · g5 black circle · e4 black circle · f4 black circle · g4 black circle | e6 black circle · f6 black circle · g6 black circle · e5 black circle · f5 white king · g5 black circle · e4 black circle · f4 black circle · g4 black circle | e6 black circle · f6 black circle · g6 black circle · e5 black circle · f5 white king · g5 black circle · e4 black circle · f4 black circle · g4 black circle | e6 black circle · f6 black circle · g6 black circle · e5 black circle · f5 white king · g5 black circle · e4 black circle · f4 black circle · g4 black circle | e6 black circle · f6 black circle · g6 black circle · e5 black circle · f5 white king · g5 black circle · e4 black circle · f4 black circle · g4 black circle | e6 black circle · f6 black circle · g6 black circle · e5 black circle · f5 white king · g5 black circle · e4 black circle · f4 black circle · g4 black circle | 3 |
| 2 | e6 black circle · f6 black circle · g6 black circle · e5 black circle · f5 white king · g5 black circle · e4 black circle · f4 black circle · g4 black circle | e6 black circle · f6 black circle · g6 black circle · e5 black circle · f5 white king · g5 black circle · e4 black circle · f4 black circle · g4 black circle | e6 black circle · f6 black circle · g6 black circle · e5 black circle · f5 white king · g5 black circle · e4 black circle · f4 black circle · g4 black circle | e6 black circle · f6 black circle · g6 black circle · e5 black circle · f5 white king · g5 black circle · e4 black circle · f4 black circle · g4 black circle | e6 black circle · f6 black circle · g6 black circle · e5 black circle · f5 white king · g5 black circle · e4 black circle · f4 black circle · g4 black circle | e6 black circle · f6 black circle · g6 black circle · e5 black circle · f5 white king · g5 black circle · e4 black circle · f4 black circle · g4 black circle | e6 black circle · f6 black circle · g6 black circle · e5 black circle · f5 white king · g5 black circle · e4 black circle · f4 black circle · g4 black circle | e6 black circle · f6 black circle · g6 black circle · e5 black circle · f5 white king · g5 black circle · e4 black circle · f4 black circle · g4 black circle | 2 |
| 1 | e6 black circle · f6 black circle · g6 black circle · e5 black circle · f5 white king · g5 black circle · e4 black circle · f4 black circle · g4 black circle | e6 black circle · f6 black circle · g6 black circle · e5 black circle · f5 white king · g5 black circle · e4 black circle · f4 black circle · g4 black circle | e6 black circle · f6 black circle · g6 black circle · e5 black circle · f5 white king · g5 black circle · e4 black circle · f4 black circle · g4 black circle | e6 black circle · f6 black circle · g6 black circle · e5 black circle · f5 white king · g5 black circle · e4 black circle · f4 black circle · g4 black circle | e6 black circle · f6 black circle · g6 black circle · e5 black circle · f5 white king · g5 black circle · e4 black circle · f4 black circle · g4 black circle | e6 black circle · f6 black circle · g6 black circle · e5 black circle · f5 white king · g5 black circle · e4 black circle · f4 black circle · g4 black circle | e6 black circle · f6 black circle · g6 black circle · e5 black circle · f5 white king · g5 black circle · e4 black circle · f4 black circle · g4 black circle | e6 black circle · f6 black circle · g6 black circle · e5 black circle · f5 white king · g5 black circle · e4 black circle · f4 black circle · g4 black circle | 1 |
|   | a | b | c | d | e | f | g | h |   |

|   | a | b | c | d | e | f | g | h |   |
| 8 | d8 black circle · d7 black circle · d6 black circle · a5 black circle · b5 black circle · c5 black circle · d5 white rook · e5 black circle · f5 black circle · g5 black circle · h5 black circle · d4 black circle · d3 black circle · d2 black circle · d1 black circle | d8 black circle · d7 black circle · d6 black circle · a5 black circle · b5 black circle · c5 black circle · d5 white rook · e5 black circle · f5 black circle · g5 black circle · h5 black circle · d4 black circle · d3 black circle · d2 black circle · d1 black circle | d8 black circle · d7 black circle · d6 black circle · a5 black circle · b5 black circle · c5 black circle · d5 white rook · e5 black circle · f5 black circle · g5 black circle · h5 black circle · d4 black circle · d3 black circle · d2 black circle · d1 black circle | d8 black circle · d7 black circle · d6 black circle · a5 black circle · b5 black circle · c5 black circle · d5 white rook · e5 black circle · f5 black circle · g5 black circle · h5 black circle · d4 black circle · d3 black circle · d2 black circle · d1 black circle | d8 black circle · d7 black circle · d6 black circle · a5 black circle · b5 black circle · c5 black circle · d5 white rook · e5 black circle · f5 black circle · g5 black circle · h5 black circle · d4 black circle · d3 black circle · d2 black circle · d1 black circle | d8 black circle · d7 black circle · d6 black circle · a5 black circle · b5 black circle · c5 black circle · d5 white rook · e5 black circle · f5 black circle · g5 black circle · h5 black circle · d4 black circle · d3 black circle · d2 black circle · d1 black circle | d8 black circle · d7 black circle · d6 black circle · a5 black circle · b5 black circle · c5 black circle · d5 white rook · e5 black circle · f5 black circle · g5 black circle · h5 black circle · d4 black circle · d3 black circle · d2 black circle · d1 black circle | d8 black circle · d7 black circle · d6 black circle · a5 black circle · b5 black circle · c5 black circle · d5 white rook · e5 black circle · f5 black circle · g5 black circle · h5 black circle · d4 black circle · d3 black circle · d2 black circle · d1 black circle | 8 |
| 7 | d8 black circle · d7 black circle · d6 black circle · a5 black circle · b5 black circle · c5 black circle · d5 white rook · e5 black circle · f5 black circle · g5 black circle · h5 black circle · d4 black circle · d3 black circle · d2 black circle · d1 black circle | d8 black circle · d7 black circle · d6 black circle · a5 black circle · b5 black circle · c5 black circle · d5 white rook · e5 black circle · f5 black circle · g5 black circle · h5 black circle · d4 black circle · d3 black circle · d2 black circle · d1 black circle | d8 black circle · d7 black circle · d6 black circle · a5 black circle · b5 black circle · c5 black circle · d5 white rook · e5 black circle · f5 black circle · g5 black circle · h5 black circle · d4 black circle · d3 black circle · d2 black circle · d1 black circle | d8 black circle · d7 black circle · d6 black circle · a5 black circle · b5 black circle · c5 black circle · d5 white rook · e5 black circle · f5 black circle · g5 black circle · h5 black circle · d4 black circle · d3 black circle · d2 black circle · d1 black circle | d8 black circle · d7 black circle · d6 black circle · a5 black circle · b5 black circle · c5 black circle · d5 white rook · e5 black circle · f5 black circle · g5 black circle · h5 black circle · d4 black circle · d3 black circle · d2 black circle · d1 black circle | d8 black circle · d7 black circle · d6 black circle · a5 black circle · b5 black circle · c5 black circle · d5 white rook · e5 black circle · f5 black circle · g5 black circle · h5 black circle · d4 black circle · d3 black circle · d2 black circle · d1 black circle | d8 black circle · d7 black circle · d6 black circle · a5 black circle · b5 black circle · c5 black circle · d5 white rook · e5 black circle · f5 black circle · g5 black circle · h5 black circle · d4 black circle · d3 black circle · d2 black circle · d1 black circle | d8 black circle · d7 black circle · d6 black circle · a5 black circle · b5 black circle · c5 black circle · d5 white rook · e5 black circle · f5 black circle · g5 black circle · h5 black circle · d4 black circle · d3 black circle · d2 black circle · d1 black circle | 7 |
| 6 | d8 black circle · d7 black circle · d6 black circle · a5 black circle · b5 black circle · c5 black circle · d5 white rook · e5 black circle · f5 black circle · g5 black circle · h5 black circle · d4 black circle · d3 black circle · d2 black circle · d1 black circle | d8 black circle · d7 black circle · d6 black circle · a5 black circle · b5 black circle · c5 black circle · d5 white rook · e5 black circle · f5 black circle · g5 black circle · h5 black circle · d4 black circle · d3 black circle · d2 black circle · d1 black circle | d8 black circle · d7 black circle · d6 black circle · a5 black circle · b5 black circle · c5 black circle · d5 white rook · e5 black circle · f5 black circle · g5 black circle · h5 black circle · d4 black circle · d3 black circle · d2 black circle · d1 black circle | d8 black circle · d7 black circle · d6 black circle · a5 black circle · b5 black circle · c5 black circle · d5 white rook · e5 black circle · f5 black circle · g5 black circle · h5 black circle · d4 black circle · d3 black circle · d2 black circle · d1 black circle | d8 black circle · d7 black circle · d6 black circle · a5 black circle · b5 black circle · c5 black circle · d5 white rook · e5 black circle · f5 black circle · g5 black circle · h5 black circle · d4 black circle · d3 black circle · d2 black circle · d1 black circle | d8 black circle · d7 black circle · d6 black circle · a5 black circle · b5 black circle · c5 black circle · d5 white rook · e5 black circle · f5 black circle · g5 black circle · h5 black circle · d4 black circle · d3 black circle · d2 black circle · d1 black circle | d8 black circle · d7 black circle · d6 black circle · a5 black circle · b5 black circle · c5 black circle · d5 white rook · e5 black circle · f5 black circle · g5 black circle · h5 black circle · d4 black circle · d3 black circle · d2 black circle · d1 black circle | d8 black circle · d7 black circle · d6 black circle · a5 black circle · b5 black circle · c5 black circle · d5 white rook · e5 black circle · f5 black circle · g5 black circle · h5 black circle · d4 black circle · d3 black circle · d2 black circle · d1 black circle | 6 |
| 5 | d8 black circle · d7 black circle · d6 black circle · a5 black circle · b5 black circle · c5 black circle · d5 white rook · e5 black circle · f5 black circle · g5 black circle · h5 black circle · d4 black circle · d3 black circle · d2 black circle · d1 black circle | d8 black circle · d7 black circle · d6 black circle · a5 black circle · b5 black circle · c5 black circle · d5 white rook · e5 black circle · f5 black circle · g5 black circle · h5 black circle · d4 black circle · d3 black circle · d2 black circle · d1 black circle | d8 black circle · d7 black circle · d6 black circle · a5 black circle · b5 black circle · c5 black circle · d5 white rook · e5 black circle · f5 black circle · g5 black circle · h5 black circle · d4 black circle · d3 black circle · d2 black circle · d1 black circle | d8 black circle · d7 black circle · d6 black circle · a5 black circle · b5 black circle · c5 black circle · d5 white rook · e5 black circle · f5 black circle · g5 black circle · h5 black circle · d4 black circle · d3 black circle · d2 black circle · d1 black circle | d8 black circle · d7 black circle · d6 black circle · a5 black circle · b5 black circle · c5 black circle · d5 white rook · e5 black circle · f5 black circle · g5 black circle · h5 black circle · d4 black circle · d3 black circle · d2 black circle · d1 black circle | d8 black circle · d7 black circle · d6 black circle · a5 black circle · b5 black circle · c5 black circle · d5 white rook · e5 black circle · f5 black circle · g5 black circle · h5 black circle · d4 black circle · d3 black circle · d2 black circle · d1 black circle | d8 black circle · d7 black circle · d6 black circle · a5 black circle · b5 black circle · c5 black circle · d5 white rook · e5 black circle · f5 black circle · g5 black circle · h5 black circle · d4 black circle · d3 black circle · d2 black circle · d1 black circle | d8 black circle · d7 black circle · d6 black circle · a5 black circle · b5 black circle · c5 black circle · d5 white rook · e5 black circle · f5 black circle · g5 black circle · h5 black circle · d4 black circle · d3 black circle · d2 black circle · d1 black circle | 5 |
| 4 | d8 black circle · d7 black circle · d6 black circle · a5 black circle · b5 black circle · c5 black circle · d5 white rook · e5 black circle · f5 black circle · g5 black circle · h5 black circle · d4 black circle · d3 black circle · d2 black circle · d1 black circle | d8 black circle · d7 black circle · d6 black circle · a5 black circle · b5 black circle · c5 black circle · d5 white rook · e5 black circle · f5 black circle · g5 black circle · h5 black circle · d4 black circle · d3 black circle · d2 black circle · d1 black circle | d8 black circle · d7 black circle · d6 black circle · a5 black circle · b5 black circle · c5 black circle · d5 white rook · e5 black circle · f5 black circle · g5 black circle · h5 black circle · d4 black circle · d3 black circle · d2 black circle · d1 black circle | d8 black circle · d7 black circle · d6 black circle · a5 black circle · b5 black circle · c5 black circle · d5 white rook · e5 black circle · f5 black circle · g5 black circle · h5 black circle · d4 black circle · d3 black circle · d2 black circle · d1 black circle | d8 black circle · d7 black circle · d6 black circle · a5 black circle · b5 black circle · c5 black circle · d5 white rook · e5 black circle · f5 black circle · g5 black circle · h5 black circle · d4 black circle · d3 black circle · d2 black circle · d1 black circle | d8 black circle · d7 black circle · d6 black circle · a5 black circle · b5 black circle · c5 black circle · d5 white rook · e5 black circle · f5 black circle · g5 black circle · h5 black circle · d4 black circle · d3 black circle · d2 black circle · d1 black circle | d8 black circle · d7 black circle · d6 black circle · a5 black circle · b5 black circle · c5 black circle · d5 white rook · e5 black circle · f5 black circle · g5 black circle · h5 black circle · d4 black circle · d3 black circle · d2 black circle · d1 black circle | d8 black circle · d7 black circle · d6 black circle · a5 black circle · b5 black circle · c5 black circle · d5 white rook · e5 black circle · f5 black circle · g5 black circle · h5 black circle · d4 black circle · d3 black circle · d2 black circle · d1 black circle | 4 |
| 3 | d8 black circle · d7 black circle · d6 black circle · a5 black circle · b5 black circle · c5 black circle · d5 white rook · e5 black circle · f5 black circle · g5 black circle · h5 black circle · d4 black circle · d3 black circle · d2 black circle · d1 black circle | d8 black circle · d7 black circle · d6 black circle · a5 black circle · b5 black circle · c5 black circle · d5 white rook · e5 black circle · f5 black circle · g5 black circle · h5 black circle · d4 black circle · d3 black circle · d2 black circle · d1 black circle | d8 black circle · d7 black circle · d6 black circle · a5 black circle · b5 black circle · c5 black circle · d5 white rook · e5 black circle · f5 black circle · g5 black circle · h5 black circle · d4 black circle · d3 black circle · d2 black circle · d1 black circle | d8 black circle · d7 black circle · d6 black circle · a5 black circle · b5 black circle · c5 black circle · d5 white rook · e5 black circle · f5 black circle · g5 black circle · h5 black circle · d4 black circle · d3 black circle · d2 black circle · d1 black circle | d8 black circle · d7 black circle · d6 black circle · a5 black circle · b5 black circle · c5 black circle · d5 white rook · e5 black circle · f5 black circle · g5 black circle · h5 black circle · d4 black circle · d3 black circle · d2 black circle · d1 black circle | d8 black circle · d7 black circle · d6 black circle · a5 black circle · b5 black circle · c5 black circle · d5 white rook · e5 black circle · f5 black circle · g5 black circle · h5 black circle · d4 black circle · d3 black circle · d2 black circle · d1 black circle | d8 black circle · d7 black circle · d6 black circle · a5 black circle · b5 black circle · c5 black circle · d5 white rook · e5 black circle · f5 black circle · g5 black circle · h5 black circle · d4 black circle · d3 black circle · d2 black circle · d1 black circle | d8 black circle · d7 black circle · d6 black circle · a5 black circle · b5 black circle · c5 black circle · d5 white rook · e5 black circle · f5 black circle · g5 black circle · h5 black circle · d4 black circle · d3 black circle · d2 black circle · d1 black circle | 3 |
| 2 | d8 black circle · d7 black circle · d6 black circle · a5 black circle · b5 black circle · c5 black circle · d5 white rook · e5 black circle · f5 black circle · g5 black circle · h5 black circle · d4 black circle · d3 black circle · d2 black circle · d1 black circle | d8 black circle · d7 black circle · d6 black circle · a5 black circle · b5 black circle · c5 black circle · d5 white rook · e5 black circle · f5 black circle · g5 black circle · h5 black circle · d4 black circle · d3 black circle · d2 black circle · d1 black circle | d8 black circle · d7 black circle · d6 black circle · a5 black circle · b5 black circle · c5 black circle · d5 white rook · e5 black circle · f5 black circle · g5 black circle · h5 black circle · d4 black circle · d3 black circle · d2 black circle · d1 black circle | d8 black circle · d7 black circle · d6 black circle · a5 black circle · b5 black circle · c5 black circle · d5 white rook · e5 black circle · f5 black circle · g5 black circle · h5 black circle · d4 black circle · d3 black circle · d2 black circle · d1 black circle | d8 black circle · d7 black circle · d6 black circle · a5 black circle · b5 black circle · c5 black circle · d5 white rook · e5 black circle · f5 black circle · g5 black circle · h5 black circle · d4 black circle · d3 black circle · d2 black circle · d1 black circle | d8 black circle · d7 black circle · d6 black circle · a5 black circle · b5 black circle · c5 black circle · d5 white rook · e5 black circle · f5 black circle · g5 black circle · h5 black circle · d4 black circle · d3 black circle · d2 black circle · d1 black circle | d8 black circle · d7 black circle · d6 black circle · a5 black circle · b5 black circle · c5 black circle · d5 white rook · e5 black circle · f5 black circle · g5 black circle · h5 black circle · d4 black circle · d3 black circle · d2 black circle · d1 black circle | d8 black circle · d7 black circle · d6 black circle · a5 black circle · b5 black circle · c5 black circle · d5 white rook · e5 black circle · f5 black circle · g5 black circle · h5 black circle · d4 black circle · d3 black circle · d2 black circle · d1 black circle | 2 |
| 1 | d8 black circle · d7 black circle · d6 black circle · a5 black circle · b5 black circle · c5 black circle · d5 white rook · e5 black circle · f5 black circle · g5 black circle · h5 black circle · d4 black circle · d3 black circle · d2 black circle · d1 black circle | d8 black circle · d7 black circle · d6 black circle · a5 black circle · b5 black circle · c5 black circle · d5 white rook · e5 black circle · f5 black circle · g5 black circle · h5 black circle · d4 black circle · d3 black circle · d2 black circle · d1 black circle | d8 black circle · d7 black circle · d6 black circle · a5 black circle · b5 black circle · c5 black circle · d5 white rook · e5 black circle · f5 black circle · g5 black circle · h5 black circle · d4 black circle · d3 black circle · d2 black circle · d1 black circle | d8 black circle · d7 black circle · d6 black circle · a5 black circle · b5 black circle · c5 black circle · d5 white rook · e5 black circle · f5 black circle · g5 black circle · h5 black circle · d4 black circle · d3 black circle · d2 black circle · d1 black circle | d8 black circle · d7 black circle · d6 black circle · a5 black circle · b5 black circle · c5 black circle · d5 white rook · e5 black circle · f5 black circle · g5 black circle · h5 black circle · d4 black circle · d3 black circle · d2 black circle · d1 black circle | d8 black circle · d7 black circle · d6 black circle · a5 black circle · b5 black circle · c5 black circle · d5 white rook · e5 black circle · f5 black circle · g5 black circle · h5 black circle · d4 black circle · d3 black circle · d2 black circle · d1 black circle | d8 black circle · d7 black circle · d6 black circle · a5 black circle · b5 black circle · c5 black circle · d5 white rook · e5 black circle · f5 black circle · g5 black circle · h5 black circle · d4 black circle · d3 black circle · d2 black circle · d1 black circle | d8 black circle · d7 black circle · d6 black circle · a5 black circle · b5 black circle · c5 black circle · d5 white rook · e5 black circle · f5 black circle · g5 black circle · h5 black circle · d4 black circle · d3 black circle · d2 black circle · d1 black circle | 1 |
|   | a | b | c | d | e | f | g | h |   |

|   | a | b | c | d | e | f | g | h |   |
| 8 | h8 black circle · a7 black circle · g7 black circle · b6 black circle · f6 black circle · c5 black circle · e5 black circle · d4 white bishop · c3 black circle · e3 black circle · b2 black circle · f2 black circle · a1 black circle · g1 black circle | h8 black circle · a7 black circle · g7 black circle · b6 black circle · f6 black circle · c5 black circle · e5 black circle · d4 white bishop · c3 black circle · e3 black circle · b2 black circle · f2 black circle · a1 black circle · g1 black circle | h8 black circle · a7 black circle · g7 black circle · b6 black circle · f6 black circle · c5 black circle · e5 black circle · d4 white bishop · c3 black circle · e3 black circle · b2 black circle · f2 black circle · a1 black circle · g1 black circle | h8 black circle · a7 black circle · g7 black circle · b6 black circle · f6 black circle · c5 black circle · e5 black circle · d4 white bishop · c3 black circle · e3 black circle · b2 black circle · f2 black circle · a1 black circle · g1 black circle | h8 black circle · a7 black circle · g7 black circle · b6 black circle · f6 black circle · c5 black circle · e5 black circle · d4 white bishop · c3 black circle · e3 black circle · b2 black circle · f2 black circle · a1 black circle · g1 black circle | h8 black circle · a7 black circle · g7 black circle · b6 black circle · f6 black circle · c5 black circle · e5 black circle · d4 white bishop · c3 black circle · e3 black circle · b2 black circle · f2 black circle · a1 black circle · g1 black circle | h8 black circle · a7 black circle · g7 black circle · b6 black circle · f6 black circle · c5 black circle · e5 black circle · d4 white bishop · c3 black circle · e3 black circle · b2 black circle · f2 black circle · a1 black circle · g1 black circle | h8 black circle · a7 black circle · g7 black circle · b6 black circle · f6 black circle · c5 black circle · e5 black circle · d4 white bishop · c3 black circle · e3 black circle · b2 black circle · f2 black circle · a1 black circle · g1 black circle | 8 |
| 7 | h8 black circle · a7 black circle · g7 black circle · b6 black circle · f6 black circle · c5 black circle · e5 black circle · d4 white bishop · c3 black circle · e3 black circle · b2 black circle · f2 black circle · a1 black circle · g1 black circle | h8 black circle · a7 black circle · g7 black circle · b6 black circle · f6 black circle · c5 black circle · e5 black circle · d4 white bishop · c3 black circle · e3 black circle · b2 black circle · f2 black circle · a1 black circle · g1 black circle | h8 black circle · a7 black circle · g7 black circle · b6 black circle · f6 black circle · c5 black circle · e5 black circle · d4 white bishop · c3 black circle · e3 black circle · b2 black circle · f2 black circle · a1 black circle · g1 black circle | h8 black circle · a7 black circle · g7 black circle · b6 black circle · f6 black circle · c5 black circle · e5 black circle · d4 white bishop · c3 black circle · e3 black circle · b2 black circle · f2 black circle · a1 black circle · g1 black circle | h8 black circle · a7 black circle · g7 black circle · b6 black circle · f6 black circle · c5 black circle · e5 black circle · d4 white bishop · c3 black circle · e3 black circle · b2 black circle · f2 black circle · a1 black circle · g1 black circle | h8 black circle · a7 black circle · g7 black circle · b6 black circle · f6 black circle · c5 black circle · e5 black circle · d4 white bishop · c3 black circle · e3 black circle · b2 black circle · f2 black circle · a1 black circle · g1 black circle | h8 black circle · a7 black circle · g7 black circle · b6 black circle · f6 black circle · c5 black circle · e5 black circle · d4 white bishop · c3 black circle · e3 black circle · b2 black circle · f2 black circle · a1 black circle · g1 black circle | h8 black circle · a7 black circle · g7 black circle · b6 black circle · f6 black circle · c5 black circle · e5 black circle · d4 white bishop · c3 black circle · e3 black circle · b2 black circle · f2 black circle · a1 black circle · g1 black circle | 7 |
| 6 | h8 black circle · a7 black circle · g7 black circle · b6 black circle · f6 black circle · c5 black circle · e5 black circle · d4 white bishop · c3 black circle · e3 black circle · b2 black circle · f2 black circle · a1 black circle · g1 black circle | h8 black circle · a7 black circle · g7 black circle · b6 black circle · f6 black circle · c5 black circle · e5 black circle · d4 white bishop · c3 black circle · e3 black circle · b2 black circle · f2 black circle · a1 black circle · g1 black circle | h8 black circle · a7 black circle · g7 black circle · b6 black circle · f6 black circle · c5 black circle · e5 black circle · d4 white bishop · c3 black circle · e3 black circle · b2 black circle · f2 black circle · a1 black circle · g1 black circle | h8 black circle · a7 black circle · g7 black circle · b6 black circle · f6 black circle · c5 black circle · e5 black circle · d4 white bishop · c3 black circle · e3 black circle · b2 black circle · f2 black circle · a1 black circle · g1 black circle | h8 black circle · a7 black circle · g7 black circle · b6 black circle · f6 black circle · c5 black circle · e5 black circle · d4 white bishop · c3 black circle · e3 black circle · b2 black circle · f2 black circle · a1 black circle · g1 black circle | h8 black circle · a7 black circle · g7 black circle · b6 black circle · f6 black circle · c5 black circle · e5 black circle · d4 white bishop · c3 black circle · e3 black circle · b2 black circle · f2 black circle · a1 black circle · g1 black circle | h8 black circle · a7 black circle · g7 black circle · b6 black circle · f6 black circle · c5 black circle · e5 black circle · d4 white bishop · c3 black circle · e3 black circle · b2 black circle · f2 black circle · a1 black circle · g1 black circle | h8 black circle · a7 black circle · g7 black circle · b6 black circle · f6 black circle · c5 black circle · e5 black circle · d4 white bishop · c3 black circle · e3 black circle · b2 black circle · f2 black circle · a1 black circle · g1 black circle | 6 |
| 5 | h8 black circle · a7 black circle · g7 black circle · b6 black circle · f6 black circle · c5 black circle · e5 black circle · d4 white bishop · c3 black circle · e3 black circle · b2 black circle · f2 black circle · a1 black circle · g1 black circle | h8 black circle · a7 black circle · g7 black circle · b6 black circle · f6 black circle · c5 black circle · e5 black circle · d4 white bishop · c3 black circle · e3 black circle · b2 black circle · f2 black circle · a1 black circle · g1 black circle | h8 black circle · a7 black circle · g7 black circle · b6 black circle · f6 black circle · c5 black circle · e5 black circle · d4 white bishop · c3 black circle · e3 black circle · b2 black circle · f2 black circle · a1 black circle · g1 black circle | h8 black circle · a7 black circle · g7 black circle · b6 black circle · f6 black circle · c5 black circle · e5 black circle · d4 white bishop · c3 black circle · e3 black circle · b2 black circle · f2 black circle · a1 black circle · g1 black circle | h8 black circle · a7 black circle · g7 black circle · b6 black circle · f6 black circle · c5 black circle · e5 black circle · d4 white bishop · c3 black circle · e3 black circle · b2 black circle · f2 black circle · a1 black circle · g1 black circle | h8 black circle · a7 black circle · g7 black circle · b6 black circle · f6 black circle · c5 black circle · e5 black circle · d4 white bishop · c3 black circle · e3 black circle · b2 black circle · f2 black circle · a1 black circle · g1 black circle | h8 black circle · a7 black circle · g7 black circle · b6 black circle · f6 black circle · c5 black circle · e5 black circle · d4 white bishop · c3 black circle · e3 black circle · b2 black circle · f2 black circle · a1 black circle · g1 black circle | h8 black circle · a7 black circle · g7 black circle · b6 black circle · f6 black circle · c5 black circle · e5 black circle · d4 white bishop · c3 black circle · e3 black circle · b2 black circle · f2 black circle · a1 black circle · g1 black circle | 5 |
| 4 | h8 black circle · a7 black circle · g7 black circle · b6 black circle · f6 black circle · c5 black circle · e5 black circle · d4 white bishop · c3 black circle · e3 black circle · b2 black circle · f2 black circle · a1 black circle · g1 black circle | h8 black circle · a7 black circle · g7 black circle · b6 black circle · f6 black circle · c5 black circle · e5 black circle · d4 white bishop · c3 black circle · e3 black circle · b2 black circle · f2 black circle · a1 black circle · g1 black circle | h8 black circle · a7 black circle · g7 black circle · b6 black circle · f6 black circle · c5 black circle · e5 black circle · d4 white bishop · c3 black circle · e3 black circle · b2 black circle · f2 black circle · a1 black circle · g1 black circle | h8 black circle · a7 black circle · g7 black circle · b6 black circle · f6 black circle · c5 black circle · e5 black circle · d4 white bishop · c3 black circle · e3 black circle · b2 black circle · f2 black circle · a1 black circle · g1 black circle | h8 black circle · a7 black circle · g7 black circle · b6 black circle · f6 black circle · c5 black circle · e5 black circle · d4 white bishop · c3 black circle · e3 black circle · b2 black circle · f2 black circle · a1 black circle · g1 black circle | h8 black circle · a7 black circle · g7 black circle · b6 black circle · f6 black circle · c5 black circle · e5 black circle · d4 white bishop · c3 black circle · e3 black circle · b2 black circle · f2 black circle · a1 black circle · g1 black circle | h8 black circle · a7 black circle · g7 black circle · b6 black circle · f6 black circle · c5 black circle · e5 black circle · d4 white bishop · c3 black circle · e3 black circle · b2 black circle · f2 black circle · a1 black circle · g1 black circle | h8 black circle · a7 black circle · g7 black circle · b6 black circle · f6 black circle · c5 black circle · e5 black circle · d4 white bishop · c3 black circle · e3 black circle · b2 black circle · f2 black circle · a1 black circle · g1 black circle | 4 |
| 3 | h8 black circle · a7 black circle · g7 black circle · b6 black circle · f6 black circle · c5 black circle · e5 black circle · d4 white bishop · c3 black circle · e3 black circle · b2 black circle · f2 black circle · a1 black circle · g1 black circle | h8 black circle · a7 black circle · g7 black circle · b6 black circle · f6 black circle · c5 black circle · e5 black circle · d4 white bishop · c3 black circle · e3 black circle · b2 black circle · f2 black circle · a1 black circle · g1 black circle | h8 black circle · a7 black circle · g7 black circle · b6 black circle · f6 black circle · c5 black circle · e5 black circle · d4 white bishop · c3 black circle · e3 black circle · b2 black circle · f2 black circle · a1 black circle · g1 black circle | h8 black circle · a7 black circle · g7 black circle · b6 black circle · f6 black circle · c5 black circle · e5 black circle · d4 white bishop · c3 black circle · e3 black circle · b2 black circle · f2 black circle · a1 black circle · g1 black circle | h8 black circle · a7 black circle · g7 black circle · b6 black circle · f6 black circle · c5 black circle · e5 black circle · d4 white bishop · c3 black circle · e3 black circle · b2 black circle · f2 black circle · a1 black circle · g1 black circle | h8 black circle · a7 black circle · g7 black circle · b6 black circle · f6 black circle · c5 black circle · e5 black circle · d4 white bishop · c3 black circle · e3 black circle · b2 black circle · f2 black circle · a1 black circle · g1 black circle | h8 black circle · a7 black circle · g7 black circle · b6 black circle · f6 black circle · c5 black circle · e5 black circle · d4 white bishop · c3 black circle · e3 black circle · b2 black circle · f2 black circle · a1 black circle · g1 black circle | h8 black circle · a7 black circle · g7 black circle · b6 black circle · f6 black circle · c5 black circle · e5 black circle · d4 white bishop · c3 black circle · e3 black circle · b2 black circle · f2 black circle · a1 black circle · g1 black circle | 3 |
| 2 | h8 black circle · a7 black circle · g7 black circle · b6 black circle · f6 black circle · c5 black circle · e5 black circle · d4 white bishop · c3 black circle · e3 black circle · b2 black circle · f2 black circle · a1 black circle · g1 black circle | h8 black circle · a7 black circle · g7 black circle · b6 black circle · f6 black circle · c5 black circle · e5 black circle · d4 white bishop · c3 black circle · e3 black circle · b2 black circle · f2 black circle · a1 black circle · g1 black circle | h8 black circle · a7 black circle · g7 black circle · b6 black circle · f6 black circle · c5 black circle · e5 black circle · d4 white bishop · c3 black circle · e3 black circle · b2 black circle · f2 black circle · a1 black circle · g1 black circle | h8 black circle · a7 black circle · g7 black circle · b6 black circle · f6 black circle · c5 black circle · e5 black circle · d4 white bishop · c3 black circle · e3 black circle · b2 black circle · f2 black circle · a1 black circle · g1 black circle | h8 black circle · a7 black circle · g7 black circle · b6 black circle · f6 black circle · c5 black circle · e5 black circle · d4 white bishop · c3 black circle · e3 black circle · b2 black circle · f2 black circle · a1 black circle · g1 black circle | h8 black circle · a7 black circle · g7 black circle · b6 black circle · f6 black circle · c5 black circle · e5 black circle · d4 white bishop · c3 black circle · e3 black circle · b2 black circle · f2 black circle · a1 black circle · g1 black circle | h8 black circle · a7 black circle · g7 black circle · b6 black circle · f6 black circle · c5 black circle · e5 black circle · d4 white bishop · c3 black circle · e3 black circle · b2 black circle · f2 black circle · a1 black circle · g1 black circle | h8 black circle · a7 black circle · g7 black circle · b6 black circle · f6 black circle · c5 black circle · e5 black circle · d4 white bishop · c3 black circle · e3 black circle · b2 black circle · f2 black circle · a1 black circle · g1 black circle | 2 |
| 1 | h8 black circle · a7 black circle · g7 black circle · b6 black circle · f6 black circle · c5 black circle · e5 black circle · d4 white bishop · c3 black circle · e3 black circle · b2 black circle · f2 black circle · a1 black circle · g1 black circle | h8 black circle · a7 black circle · g7 black circle · b6 black circle · f6 black circle · c5 black circle · e5 black circle · d4 white bishop · c3 black circle · e3 black circle · b2 black circle · f2 black circle · a1 black circle · g1 black circle | h8 black circle · a7 black circle · g7 black circle · b6 black circle · f6 black circle · c5 black circle · e5 black circle · d4 white bishop · c3 black circle · e3 black circle · b2 black circle · f2 black circle · a1 black circle · g1 black circle | h8 black circle · a7 black circle · g7 black circle · b6 black circle · f6 black circle · c5 black circle · e5 black circle · d4 white bishop · c3 black circle · e3 black circle · b2 black circle · f2 black circle · a1 black circle · g1 black circle | h8 black circle · a7 black circle · g7 black circle · b6 black circle · f6 black circle · c5 black circle · e5 black circle · d4 white bishop · c3 black circle · e3 black circle · b2 black circle · f2 black circle · a1 black circle · g1 black circle | h8 black circle · a7 black circle · g7 black circle · b6 black circle · f6 black circle · c5 black circle · e5 black circle · d4 white bishop · c3 black circle · e3 black circle · b2 black circle · f2 black circle · a1 black circle · g1 black circle | h8 black circle · a7 black circle · g7 black circle · b6 black circle · f6 black circle · c5 black circle · e5 black circle · d4 white bishop · c3 black circle · e3 black circle · b2 black circle · f2 black circle · a1 black circle · g1 black circle | h8 black circle · a7 black circle · g7 black circle · b6 black circle · f6 black circle · c5 black circle · e5 black circle · d4 white bishop · c3 black circle · e3 black circle · b2 black circle · f2 black circle · a1 black circle · g1 black circle | 1 |
|   | a | b | c | d | e | f | g | h |   |

|   | a | b | c | d | e | f | g | h |   |
| 8 | d8 black circle · h8 black circle · a7 black circle · d7 black circle · g7 black circle · b6 black circle · d6 black circle · f6 black circle · c5 black circle · d5 black circle · e5 black circle · a4 black circle · b4 black circle · c4 black circle · d4 white queen · e4 black circle · f4 black circle · g4 black circle · h4 black circle · c3 black circle · d3 black circle · e3 black circle · b2 black circle · d2 black circle · f2 black circle · a1 black circle · d1 black circle · g1 black circle | d8 black circle · h8 black circle · a7 black circle · d7 black circle · g7 black circle · b6 black circle · d6 black circle · f6 black circle · c5 black circle · d5 black circle · e5 black circle · a4 black circle · b4 black circle · c4 black circle · d4 white queen · e4 black circle · f4 black circle · g4 black circle · h4 black circle · c3 black circle · d3 black circle · e3 black circle · b2 black circle · d2 black circle · f2 black circle · a1 black circle · d1 black circle · g1 black circle | d8 black circle · h8 black circle · a7 black circle · d7 black circle · g7 black circle · b6 black circle · d6 black circle · f6 black circle · c5 black circle · d5 black circle · e5 black circle · a4 black circle · b4 black circle · c4 black circle · d4 white queen · e4 black circle · f4 black circle · g4 black circle · h4 black circle · c3 black circle · d3 black circle · e3 black circle · b2 black circle · d2 black circle · f2 black circle · a1 black circle · d1 black circle · g1 black circle | d8 black circle · h8 black circle · a7 black circle · d7 black circle · g7 black circle · b6 black circle · d6 black circle · f6 black circle · c5 black circle · d5 black circle · e5 black circle · a4 black circle · b4 black circle · c4 black circle · d4 white queen · e4 black circle · f4 black circle · g4 black circle · h4 black circle · c3 black circle · d3 black circle · e3 black circle · b2 black circle · d2 black circle · f2 black circle · a1 black circle · d1 black circle · g1 black circle | d8 black circle · h8 black circle · a7 black circle · d7 black circle · g7 black circle · b6 black circle · d6 black circle · f6 black circle · c5 black circle · d5 black circle · e5 black circle · a4 black circle · b4 black circle · c4 black circle · d4 white queen · e4 black circle · f4 black circle · g4 black circle · h4 black circle · c3 black circle · d3 black circle · e3 black circle · b2 black circle · d2 black circle · f2 black circle · a1 black circle · d1 black circle · g1 black circle | d8 black circle · h8 black circle · a7 black circle · d7 black circle · g7 black circle · b6 black circle · d6 black circle · f6 black circle · c5 black circle · d5 black circle · e5 black circle · a4 black circle · b4 black circle · c4 black circle · d4 white queen · e4 black circle · f4 black circle · g4 black circle · h4 black circle · c3 black circle · d3 black circle · e3 black circle · b2 black circle · d2 black circle · f2 black circle · a1 black circle · d1 black circle · g1 black circle | d8 black circle · h8 black circle · a7 black circle · d7 black circle · g7 black circle · b6 black circle · d6 black circle · f6 black circle · c5 black circle · d5 black circle · e5 black circle · a4 black circle · b4 black circle · c4 black circle · d4 white queen · e4 black circle · f4 black circle · g4 black circle · h4 black circle · c3 black circle · d3 black circle · e3 black circle · b2 black circle · d2 black circle · f2 black circle · a1 black circle · d1 black circle · g1 black circle | d8 black circle · h8 black circle · a7 black circle · d7 black circle · g7 black circle · b6 black circle · d6 black circle · f6 black circle · c5 black circle · d5 black circle · e5 black circle · a4 black circle · b4 black circle · c4 black circle · d4 white queen · e4 black circle · f4 black circle · g4 black circle · h4 black circle · c3 black circle · d3 black circle · e3 black circle · b2 black circle · d2 black circle · f2 black circle · a1 black circle · d1 black circle · g1 black circle | 8 |
| 7 | d8 black circle · h8 black circle · a7 black circle · d7 black circle · g7 black circle · b6 black circle · d6 black circle · f6 black circle · c5 black circle · d5 black circle · e5 black circle · a4 black circle · b4 black circle · c4 black circle · d4 white queen · e4 black circle · f4 black circle · g4 black circle · h4 black circle · c3 black circle · d3 black circle · e3 black circle · b2 black circle · d2 black circle · f2 black circle · a1 black circle · d1 black circle · g1 black circle | d8 black circle · h8 black circle · a7 black circle · d7 black circle · g7 black circle · b6 black circle · d6 black circle · f6 black circle · c5 black circle · d5 black circle · e5 black circle · a4 black circle · b4 black circle · c4 black circle · d4 white queen · e4 black circle · f4 black circle · g4 black circle · h4 black circle · c3 black circle · d3 black circle · e3 black circle · b2 black circle · d2 black circle · f2 black circle · a1 black circle · d1 black circle · g1 black circle | d8 black circle · h8 black circle · a7 black circle · d7 black circle · g7 black circle · b6 black circle · d6 black circle · f6 black circle · c5 black circle · d5 black circle · e5 black circle · a4 black circle · b4 black circle · c4 black circle · d4 white queen · e4 black circle · f4 black circle · g4 black circle · h4 black circle · c3 black circle · d3 black circle · e3 black circle · b2 black circle · d2 black circle · f2 black circle · a1 black circle · d1 black circle · g1 black circle | d8 black circle · h8 black circle · a7 black circle · d7 black circle · g7 black circle · b6 black circle · d6 black circle · f6 black circle · c5 black circle · d5 black circle · e5 black circle · a4 black circle · b4 black circle · c4 black circle · d4 white queen · e4 black circle · f4 black circle · g4 black circle · h4 black circle · c3 black circle · d3 black circle · e3 black circle · b2 black circle · d2 black circle · f2 black circle · a1 black circle · d1 black circle · g1 black circle | d8 black circle · h8 black circle · a7 black circle · d7 black circle · g7 black circle · b6 black circle · d6 black circle · f6 black circle · c5 black circle · d5 black circle · e5 black circle · a4 black circle · b4 black circle · c4 black circle · d4 white queen · e4 black circle · f4 black circle · g4 black circle · h4 black circle · c3 black circle · d3 black circle · e3 black circle · b2 black circle · d2 black circle · f2 black circle · a1 black circle · d1 black circle · g1 black circle | d8 black circle · h8 black circle · a7 black circle · d7 black circle · g7 black circle · b6 black circle · d6 black circle · f6 black circle · c5 black circle · d5 black circle · e5 black circle · a4 black circle · b4 black circle · c4 black circle · d4 white queen · e4 black circle · f4 black circle · g4 black circle · h4 black circle · c3 black circle · d3 black circle · e3 black circle · b2 black circle · d2 black circle · f2 black circle · a1 black circle · d1 black circle · g1 black circle | d8 black circle · h8 black circle · a7 black circle · d7 black circle · g7 black circle · b6 black circle · d6 black circle · f6 black circle · c5 black circle · d5 black circle · e5 black circle · a4 black circle · b4 black circle · c4 black circle · d4 white queen · e4 black circle · f4 black circle · g4 black circle · h4 black circle · c3 black circle · d3 black circle · e3 black circle · b2 black circle · d2 black circle · f2 black circle · a1 black circle · d1 black circle · g1 black circle | d8 black circle · h8 black circle · a7 black circle · d7 black circle · g7 black circle · b6 black circle · d6 black circle · f6 black circle · c5 black circle · d5 black circle · e5 black circle · a4 black circle · b4 black circle · c4 black circle · d4 white queen · e4 black circle · f4 black circle · g4 black circle · h4 black circle · c3 black circle · d3 black circle · e3 black circle · b2 black circle · d2 black circle · f2 black circle · a1 black circle · d1 black circle · g1 black circle | 7 |
| 6 | d8 black circle · h8 black circle · a7 black circle · d7 black circle · g7 black circle · b6 black circle · d6 black circle · f6 black circle · c5 black circle · d5 black circle · e5 black circle · a4 black circle · b4 black circle · c4 black circle · d4 white queen · e4 black circle · f4 black circle · g4 black circle · h4 black circle · c3 black circle · d3 black circle · e3 black circle · b2 black circle · d2 black circle · f2 black circle · a1 black circle · d1 black circle · g1 black circle | d8 black circle · h8 black circle · a7 black circle · d7 black circle · g7 black circle · b6 black circle · d6 black circle · f6 black circle · c5 black circle · d5 black circle · e5 black circle · a4 black circle · b4 black circle · c4 black circle · d4 white queen · e4 black circle · f4 black circle · g4 black circle · h4 black circle · c3 black circle · d3 black circle · e3 black circle · b2 black circle · d2 black circle · f2 black circle · a1 black circle · d1 black circle · g1 black circle | d8 black circle · h8 black circle · a7 black circle · d7 black circle · g7 black circle · b6 black circle · d6 black circle · f6 black circle · c5 black circle · d5 black circle · e5 black circle · a4 black circle · b4 black circle · c4 black circle · d4 white queen · e4 black circle · f4 black circle · g4 black circle · h4 black circle · c3 black circle · d3 black circle · e3 black circle · b2 black circle · d2 black circle · f2 black circle · a1 black circle · d1 black circle · g1 black circle | d8 black circle · h8 black circle · a7 black circle · d7 black circle · g7 black circle · b6 black circle · d6 black circle · f6 black circle · c5 black circle · d5 black circle · e5 black circle · a4 black circle · b4 black circle · c4 black circle · d4 white queen · e4 black circle · f4 black circle · g4 black circle · h4 black circle · c3 black circle · d3 black circle · e3 black circle · b2 black circle · d2 black circle · f2 black circle · a1 black circle · d1 black circle · g1 black circle | d8 black circle · h8 black circle · a7 black circle · d7 black circle · g7 black circle · b6 black circle · d6 black circle · f6 black circle · c5 black circle · d5 black circle · e5 black circle · a4 black circle · b4 black circle · c4 black circle · d4 white queen · e4 black circle · f4 black circle · g4 black circle · h4 black circle · c3 black circle · d3 black circle · e3 black circle · b2 black circle · d2 black circle · f2 black circle · a1 black circle · d1 black circle · g1 black circle | d8 black circle · h8 black circle · a7 black circle · d7 black circle · g7 black circle · b6 black circle · d6 black circle · f6 black circle · c5 black circle · d5 black circle · e5 black circle · a4 black circle · b4 black circle · c4 black circle · d4 white queen · e4 black circle · f4 black circle · g4 black circle · h4 black circle · c3 black circle · d3 black circle · e3 black circle · b2 black circle · d2 black circle · f2 black circle · a1 black circle · d1 black circle · g1 black circle | d8 black circle · h8 black circle · a7 black circle · d7 black circle · g7 black circle · b6 black circle · d6 black circle · f6 black circle · c5 black circle · d5 black circle · e5 black circle · a4 black circle · b4 black circle · c4 black circle · d4 white queen · e4 black circle · f4 black circle · g4 black circle · h4 black circle · c3 black circle · d3 black circle · e3 black circle · b2 black circle · d2 black circle · f2 black circle · a1 black circle · d1 black circle · g1 black circle | d8 black circle · h8 black circle · a7 black circle · d7 black circle · g7 black circle · b6 black circle · d6 black circle · f6 black circle · c5 black circle · d5 black circle · e5 black circle · a4 black circle · b4 black circle · c4 black circle · d4 white queen · e4 black circle · f4 black circle · g4 black circle · h4 black circle · c3 black circle · d3 black circle · e3 black circle · b2 black circle · d2 black circle · f2 black circle · a1 black circle · d1 black circle · g1 black circle | 6 |
| 5 | d8 black circle · h8 black circle · a7 black circle · d7 black circle · g7 black circle · b6 black circle · d6 black circle · f6 black circle · c5 black circle · d5 black circle · e5 black circle · a4 black circle · b4 black circle · c4 black circle · d4 white queen · e4 black circle · f4 black circle · g4 black circle · h4 black circle · c3 black circle · d3 black circle · e3 black circle · b2 black circle · d2 black circle · f2 black circle · a1 black circle · d1 black circle · g1 black circle | d8 black circle · h8 black circle · a7 black circle · d7 black circle · g7 black circle · b6 black circle · d6 black circle · f6 black circle · c5 black circle · d5 black circle · e5 black circle · a4 black circle · b4 black circle · c4 black circle · d4 white queen · e4 black circle · f4 black circle · g4 black circle · h4 black circle · c3 black circle · d3 black circle · e3 black circle · b2 black circle · d2 black circle · f2 black circle · a1 black circle · d1 black circle · g1 black circle | d8 black circle · h8 black circle · a7 black circle · d7 black circle · g7 black circle · b6 black circle · d6 black circle · f6 black circle · c5 black circle · d5 black circle · e5 black circle · a4 black circle · b4 black circle · c4 black circle · d4 white queen · e4 black circle · f4 black circle · g4 black circle · h4 black circle · c3 black circle · d3 black circle · e3 black circle · b2 black circle · d2 black circle · f2 black circle · a1 black circle · d1 black circle · g1 black circle | d8 black circle · h8 black circle · a7 black circle · d7 black circle · g7 black circle · b6 black circle · d6 black circle · f6 black circle · c5 black circle · d5 black circle · e5 black circle · a4 black circle · b4 black circle · c4 black circle · d4 white queen · e4 black circle · f4 black circle · g4 black circle · h4 black circle · c3 black circle · d3 black circle · e3 black circle · b2 black circle · d2 black circle · f2 black circle · a1 black circle · d1 black circle · g1 black circle | d8 black circle · h8 black circle · a7 black circle · d7 black circle · g7 black circle · b6 black circle · d6 black circle · f6 black circle · c5 black circle · d5 black circle · e5 black circle · a4 black circle · b4 black circle · c4 black circle · d4 white queen · e4 black circle · f4 black circle · g4 black circle · h4 black circle · c3 black circle · d3 black circle · e3 black circle · b2 black circle · d2 black circle · f2 black circle · a1 black circle · d1 black circle · g1 black circle | d8 black circle · h8 black circle · a7 black circle · d7 black circle · g7 black circle · b6 black circle · d6 black circle · f6 black circle · c5 black circle · d5 black circle · e5 black circle · a4 black circle · b4 black circle · c4 black circle · d4 white queen · e4 black circle · f4 black circle · g4 black circle · h4 black circle · c3 black circle · d3 black circle · e3 black circle · b2 black circle · d2 black circle · f2 black circle · a1 black circle · d1 black circle · g1 black circle | d8 black circle · h8 black circle · a7 black circle · d7 black circle · g7 black circle · b6 black circle · d6 black circle · f6 black circle · c5 black circle · d5 black circle · e5 black circle · a4 black circle · b4 black circle · c4 black circle · d4 white queen · e4 black circle · f4 black circle · g4 black circle · h4 black circle · c3 black circle · d3 black circle · e3 black circle · b2 black circle · d2 black circle · f2 black circle · a1 black circle · d1 black circle · g1 black circle | d8 black circle · h8 black circle · a7 black circle · d7 black circle · g7 black circle · b6 black circle · d6 black circle · f6 black circle · c5 black circle · d5 black circle · e5 black circle · a4 black circle · b4 black circle · c4 black circle · d4 white queen · e4 black circle · f4 black circle · g4 black circle · h4 black circle · c3 black circle · d3 black circle · e3 black circle · b2 black circle · d2 black circle · f2 black circle · a1 black circle · d1 black circle · g1 black circle | 5 |
| 4 | d8 black circle · h8 black circle · a7 black circle · d7 black circle · g7 black circle · b6 black circle · d6 black circle · f6 black circle · c5 black circle · d5 black circle · e5 black circle · a4 black circle · b4 black circle · c4 black circle · d4 white queen · e4 black circle · f4 black circle · g4 black circle · h4 black circle · c3 black circle · d3 black circle · e3 black circle · b2 black circle · d2 black circle · f2 black circle · a1 black circle · d1 black circle · g1 black circle | d8 black circle · h8 black circle · a7 black circle · d7 black circle · g7 black circle · b6 black circle · d6 black circle · f6 black circle · c5 black circle · d5 black circle · e5 black circle · a4 black circle · b4 black circle · c4 black circle · d4 white queen · e4 black circle · f4 black circle · g4 black circle · h4 black circle · c3 black circle · d3 black circle · e3 black circle · b2 black circle · d2 black circle · f2 black circle · a1 black circle · d1 black circle · g1 black circle | d8 black circle · h8 black circle · a7 black circle · d7 black circle · g7 black circle · b6 black circle · d6 black circle · f6 black circle · c5 black circle · d5 black circle · e5 black circle · a4 black circle · b4 black circle · c4 black circle · d4 white queen · e4 black circle · f4 black circle · g4 black circle · h4 black circle · c3 black circle · d3 black circle · e3 black circle · b2 black circle · d2 black circle · f2 black circle · a1 black circle · d1 black circle · g1 black circle | d8 black circle · h8 black circle · a7 black circle · d7 black circle · g7 black circle · b6 black circle · d6 black circle · f6 black circle · c5 black circle · d5 black circle · e5 black circle · a4 black circle · b4 black circle · c4 black circle · d4 white queen · e4 black circle · f4 black circle · g4 black circle · h4 black circle · c3 black circle · d3 black circle · e3 black circle · b2 black circle · d2 black circle · f2 black circle · a1 black circle · d1 black circle · g1 black circle | d8 black circle · h8 black circle · a7 black circle · d7 black circle · g7 black circle · b6 black circle · d6 black circle · f6 black circle · c5 black circle · d5 black circle · e5 black circle · a4 black circle · b4 black circle · c4 black circle · d4 white queen · e4 black circle · f4 black circle · g4 black circle · h4 black circle · c3 black circle · d3 black circle · e3 black circle · b2 black circle · d2 black circle · f2 black circle · a1 black circle · d1 black circle · g1 black circle | d8 black circle · h8 black circle · a7 black circle · d7 black circle · g7 black circle · b6 black circle · d6 black circle · f6 black circle · c5 black circle · d5 black circle · e5 black circle · a4 black circle · b4 black circle · c4 black circle · d4 white queen · e4 black circle · f4 black circle · g4 black circle · h4 black circle · c3 black circle · d3 black circle · e3 black circle · b2 black circle · d2 black circle · f2 black circle · a1 black circle · d1 black circle · g1 black circle | d8 black circle · h8 black circle · a7 black circle · d7 black circle · g7 black circle · b6 black circle · d6 black circle · f6 black circle · c5 black circle · d5 black circle · e5 black circle · a4 black circle · b4 black circle · c4 black circle · d4 white queen · e4 black circle · f4 black circle · g4 black circle · h4 black circle · c3 black circle · d3 black circle · e3 black circle · b2 black circle · d2 black circle · f2 black circle · a1 black circle · d1 black circle · g1 black circle | d8 black circle · h8 black circle · a7 black circle · d7 black circle · g7 black circle · b6 black circle · d6 black circle · f6 black circle · c5 black circle · d5 black circle · e5 black circle · a4 black circle · b4 black circle · c4 black circle · d4 white queen · e4 black circle · f4 black circle · g4 black circle · h4 black circle · c3 black circle · d3 black circle · e3 black circle · b2 black circle · d2 black circle · f2 black circle · a1 black circle · d1 black circle · g1 black circle | 4 |
| 3 | d8 black circle · h8 black circle · a7 black circle · d7 black circle · g7 black circle · b6 black circle · d6 black circle · f6 black circle · c5 black circle · d5 black circle · e5 black circle · a4 black circle · b4 black circle · c4 black circle · d4 white queen · e4 black circle · f4 black circle · g4 black circle · h4 black circle · c3 black circle · d3 black circle · e3 black circle · b2 black circle · d2 black circle · f2 black circle · a1 black circle · d1 black circle · g1 black circle | d8 black circle · h8 black circle · a7 black circle · d7 black circle · g7 black circle · b6 black circle · d6 black circle · f6 black circle · c5 black circle · d5 black circle · e5 black circle · a4 black circle · b4 black circle · c4 black circle · d4 white queen · e4 black circle · f4 black circle · g4 black circle · h4 black circle · c3 black circle · d3 black circle · e3 black circle · b2 black circle · d2 black circle · f2 black circle · a1 black circle · d1 black circle · g1 black circle | d8 black circle · h8 black circle · a7 black circle · d7 black circle · g7 black circle · b6 black circle · d6 black circle · f6 black circle · c5 black circle · d5 black circle · e5 black circle · a4 black circle · b4 black circle · c4 black circle · d4 white queen · e4 black circle · f4 black circle · g4 black circle · h4 black circle · c3 black circle · d3 black circle · e3 black circle · b2 black circle · d2 black circle · f2 black circle · a1 black circle · d1 black circle · g1 black circle | d8 black circle · h8 black circle · a7 black circle · d7 black circle · g7 black circle · b6 black circle · d6 black circle · f6 black circle · c5 black circle · d5 black circle · e5 black circle · a4 black circle · b4 black circle · c4 black circle · d4 white queen · e4 black circle · f4 black circle · g4 black circle · h4 black circle · c3 black circle · d3 black circle · e3 black circle · b2 black circle · d2 black circle · f2 black circle · a1 black circle · d1 black circle · g1 black circle | d8 black circle · h8 black circle · a7 black circle · d7 black circle · g7 black circle · b6 black circle · d6 black circle · f6 black circle · c5 black circle · d5 black circle · e5 black circle · a4 black circle · b4 black circle · c4 black circle · d4 white queen · e4 black circle · f4 black circle · g4 black circle · h4 black circle · c3 black circle · d3 black circle · e3 black circle · b2 black circle · d2 black circle · f2 black circle · a1 black circle · d1 black circle · g1 black circle | d8 black circle · h8 black circle · a7 black circle · d7 black circle · g7 black circle · b6 black circle · d6 black circle · f6 black circle · c5 black circle · d5 black circle · e5 black circle · a4 black circle · b4 black circle · c4 black circle · d4 white queen · e4 black circle · f4 black circle · g4 black circle · h4 black circle · c3 black circle · d3 black circle · e3 black circle · b2 black circle · d2 black circle · f2 black circle · a1 black circle · d1 black circle · g1 black circle | d8 black circle · h8 black circle · a7 black circle · d7 black circle · g7 black circle · b6 black circle · d6 black circle · f6 black circle · c5 black circle · d5 black circle · e5 black circle · a4 black circle · b4 black circle · c4 black circle · d4 white queen · e4 black circle · f4 black circle · g4 black circle · h4 black circle · c3 black circle · d3 black circle · e3 black circle · b2 black circle · d2 black circle · f2 black circle · a1 black circle · d1 black circle · g1 black circle | d8 black circle · h8 black circle · a7 black circle · d7 black circle · g7 black circle · b6 black circle · d6 black circle · f6 black circle · c5 black circle · d5 black circle · e5 black circle · a4 black circle · b4 black circle · c4 black circle · d4 white queen · e4 black circle · f4 black circle · g4 black circle · h4 black circle · c3 black circle · d3 black circle · e3 black circle · b2 black circle · d2 black circle · f2 black circle · a1 black circle · d1 black circle · g1 black circle | 3 |
| 2 | d8 black circle · h8 black circle · a7 black circle · d7 black circle · g7 black circle · b6 black circle · d6 black circle · f6 black circle · c5 black circle · d5 black circle · e5 black circle · a4 black circle · b4 black circle · c4 black circle · d4 white queen · e4 black circle · f4 black circle · g4 black circle · h4 black circle · c3 black circle · d3 black circle · e3 black circle · b2 black circle · d2 black circle · f2 black circle · a1 black circle · d1 black circle · g1 black circle | d8 black circle · h8 black circle · a7 black circle · d7 black circle · g7 black circle · b6 black circle · d6 black circle · f6 black circle · c5 black circle · d5 black circle · e5 black circle · a4 black circle · b4 black circle · c4 black circle · d4 white queen · e4 black circle · f4 black circle · g4 black circle · h4 black circle · c3 black circle · d3 black circle · e3 black circle · b2 black circle · d2 black circle · f2 black circle · a1 black circle · d1 black circle · g1 black circle | d8 black circle · h8 black circle · a7 black circle · d7 black circle · g7 black circle · b6 black circle · d6 black circle · f6 black circle · c5 black circle · d5 black circle · e5 black circle · a4 black circle · b4 black circle · c4 black circle · d4 white queen · e4 black circle · f4 black circle · g4 black circle · h4 black circle · c3 black circle · d3 black circle · e3 black circle · b2 black circle · d2 black circle · f2 black circle · a1 black circle · d1 black circle · g1 black circle | d8 black circle · h8 black circle · a7 black circle · d7 black circle · g7 black circle · b6 black circle · d6 black circle · f6 black circle · c5 black circle · d5 black circle · e5 black circle · a4 black circle · b4 black circle · c4 black circle · d4 white queen · e4 black circle · f4 black circle · g4 black circle · h4 black circle · c3 black circle · d3 black circle · e3 black circle · b2 black circle · d2 black circle · f2 black circle · a1 black circle · d1 black circle · g1 black circle | d8 black circle · h8 black circle · a7 black circle · d7 black circle · g7 black circle · b6 black circle · d6 black circle · f6 black circle · c5 black circle · d5 black circle · e5 black circle · a4 black circle · b4 black circle · c4 black circle · d4 white queen · e4 black circle · f4 black circle · g4 black circle · h4 black circle · c3 black circle · d3 black circle · e3 black circle · b2 black circle · d2 black circle · f2 black circle · a1 black circle · d1 black circle · g1 black circle | d8 black circle · h8 black circle · a7 black circle · d7 black circle · g7 black circle · b6 black circle · d6 black circle · f6 black circle · c5 black circle · d5 black circle · e5 black circle · a4 black circle · b4 black circle · c4 black circle · d4 white queen · e4 black circle · f4 black circle · g4 black circle · h4 black circle · c3 black circle · d3 black circle · e3 black circle · b2 black circle · d2 black circle · f2 black circle · a1 black circle · d1 black circle · g1 black circle | d8 black circle · h8 black circle · a7 black circle · d7 black circle · g7 black circle · b6 black circle · d6 black circle · f6 black circle · c5 black circle · d5 black circle · e5 black circle · a4 black circle · b4 black circle · c4 black circle · d4 white queen · e4 black circle · f4 black circle · g4 black circle · h4 black circle · c3 black circle · d3 black circle · e3 black circle · b2 black circle · d2 black circle · f2 black circle · a1 black circle · d1 black circle · g1 black circle | d8 black circle · h8 black circle · a7 black circle · d7 black circle · g7 black circle · b6 black circle · d6 black circle · f6 black circle · c5 black circle · d5 black circle · e5 black circle · a4 black circle · b4 black circle · c4 black circle · d4 white queen · e4 black circle · f4 black circle · g4 black circle · h4 black circle · c3 black circle · d3 black circle · e3 black circle · b2 black circle · d2 black circle · f2 black circle · a1 black circle · d1 black circle · g1 black circle | 2 |
| 1 | d8 black circle · h8 black circle · a7 black circle · d7 black circle · g7 black circle · b6 black circle · d6 black circle · f6 black circle · c5 black circle · d5 black circle · e5 black circle · a4 black circle · b4 black circle · c4 black circle · d4 white queen · e4 black circle · f4 black circle · g4 black circle · h4 black circle · c3 black circle · d3 black circle · e3 black circle · b2 black circle · d2 black circle · f2 black circle · a1 black circle · d1 black circle · g1 black circle | d8 black circle · h8 black circle · a7 black circle · d7 black circle · g7 black circle · b6 black circle · d6 black circle · f6 black circle · c5 black circle · d5 black circle · e5 black circle · a4 black circle · b4 black circle · c4 black circle · d4 white queen · e4 black circle · f4 black circle · g4 black circle · h4 black circle · c3 black circle · d3 black circle · e3 black circle · b2 black circle · d2 black circle · f2 black circle · a1 black circle · d1 black circle · g1 black circle | d8 black circle · h8 black circle · a7 black circle · d7 black circle · g7 black circle · b6 black circle · d6 black circle · f6 black circle · c5 black circle · d5 black circle · e5 black circle · a4 black circle · b4 black circle · c4 black circle · d4 white queen · e4 black circle · f4 black circle · g4 black circle · h4 black circle · c3 black circle · d3 black circle · e3 black circle · b2 black circle · d2 black circle · f2 black circle · a1 black circle · d1 black circle · g1 black circle | d8 black circle · h8 black circle · a7 black circle · d7 black circle · g7 black circle · b6 black circle · d6 black circle · f6 black circle · c5 black circle · d5 black circle · e5 black circle · a4 black circle · b4 black circle · c4 black circle · d4 white queen · e4 black circle · f4 black circle · g4 black circle · h4 black circle · c3 black circle · d3 black circle · e3 black circle · b2 black circle · d2 black circle · f2 black circle · a1 black circle · d1 black circle · g1 black circle | d8 black circle · h8 black circle · a7 black circle · d7 black circle · g7 black circle · b6 black circle · d6 black circle · f6 black circle · c5 black circle · d5 black circle · e5 black circle · a4 black circle · b4 black circle · c4 black circle · d4 white queen · e4 black circle · f4 black circle · g4 black circle · h4 black circle · c3 black circle · d3 black circle · e3 black circle · b2 black circle · d2 black circle · f2 black circle · a1 black circle · d1 black circle · g1 black circle | d8 black circle · h8 black circle · a7 black circle · d7 black circle · g7 black circle · b6 black circle · d6 black circle · f6 black circle · c5 black circle · d5 black circle · e5 black circle · a4 black circle · b4 black circle · c4 black circle · d4 white queen · e4 black circle · f4 black circle · g4 black circle · h4 black circle · c3 black circle · d3 black circle · e3 black circle · b2 black circle · d2 black circle · f2 black circle · a1 black circle · d1 black circle · g1 black circle | d8 black circle · h8 black circle · a7 black circle · d7 black circle · g7 black circle · b6 black circle · d6 black circle · f6 black circle · c5 black circle · d5 black circle · e5 black circle · a4 black circle · b4 black circle · c4 black circle · d4 white queen · e4 black circle · f4 black circle · g4 black circle · h4 black circle · c3 black circle · d3 black circle · e3 black circle · b2 black circle · d2 black circle · f2 black circle · a1 black circle · d1 black circle · g1 black circle | d8 black circle · h8 black circle · a7 black circle · d7 black circle · g7 black circle · b6 black circle · d6 black circle · f6 black circle · c5 black circle · d5 black circle · e5 black circle · a4 black circle · b4 black circle · c4 black circle · d4 white queen · e4 black circle · f4 black circle · g4 black circle · h4 black circle · c3 black circle · d3 black circle · e3 black circle · b2 black circle · d2 black circle · f2 black circle · a1 black circle · d1 black circle · g1 black circle | 1 |
|   | a | b | c | d | e | f | g | h |   |

|   | a | b | c | d | e | f | g | h |   |
| 8 | c7 black circle · e7 black circle · b6 black circle · f6 black circle · d5 white knight · b4 black circle · f4 black circle · c3 black circle · e3 black circle | c7 black circle · e7 black circle · b6 black circle · f6 black circle · d5 white knight · b4 black circle · f4 black circle · c3 black circle · e3 black circle | c7 black circle · e7 black circle · b6 black circle · f6 black circle · d5 white knight · b4 black circle · f4 black circle · c3 black circle · e3 black circle | c7 black circle · e7 black circle · b6 black circle · f6 black circle · d5 white knight · b4 black circle · f4 black circle · c3 black circle · e3 black circle | c7 black circle · e7 black circle · b6 black circle · f6 black circle · d5 white knight · b4 black circle · f4 black circle · c3 black circle · e3 black circle | c7 black circle · e7 black circle · b6 black circle · f6 black circle · d5 white knight · b4 black circle · f4 black circle · c3 black circle · e3 black circle | c7 black circle · e7 black circle · b6 black circle · f6 black circle · d5 white knight · b4 black circle · f4 black circle · c3 black circle · e3 black circle | c7 black circle · e7 black circle · b6 black circle · f6 black circle · d5 white knight · b4 black circle · f4 black circle · c3 black circle · e3 black circle | 8 |
| 7 | c7 black circle · e7 black circle · b6 black circle · f6 black circle · d5 white knight · b4 black circle · f4 black circle · c3 black circle · e3 black circle | c7 black circle · e7 black circle · b6 black circle · f6 black circle · d5 white knight · b4 black circle · f4 black circle · c3 black circle · e3 black circle | c7 black circle · e7 black circle · b6 black circle · f6 black circle · d5 white knight · b4 black circle · f4 black circle · c3 black circle · e3 black circle | c7 black circle · e7 black circle · b6 black circle · f6 black circle · d5 white knight · b4 black circle · f4 black circle · c3 black circle · e3 black circle | c7 black circle · e7 black circle · b6 black circle · f6 black circle · d5 white knight · b4 black circle · f4 black circle · c3 black circle · e3 black circle | c7 black circle · e7 black circle · b6 black circle · f6 black circle · d5 white knight · b4 black circle · f4 black circle · c3 black circle · e3 black circle | c7 black circle · e7 black circle · b6 black circle · f6 black circle · d5 white knight · b4 black circle · f4 black circle · c3 black circle · e3 black circle | c7 black circle · e7 black circle · b6 black circle · f6 black circle · d5 white knight · b4 black circle · f4 black circle · c3 black circle · e3 black circle | 7 |
| 6 | c7 black circle · e7 black circle · b6 black circle · f6 black circle · d5 white knight · b4 black circle · f4 black circle · c3 black circle · e3 black circle | c7 black circle · e7 black circle · b6 black circle · f6 black circle · d5 white knight · b4 black circle · f4 black circle · c3 black circle · e3 black circle | c7 black circle · e7 black circle · b6 black circle · f6 black circle · d5 white knight · b4 black circle · f4 black circle · c3 black circle · e3 black circle | c7 black circle · e7 black circle · b6 black circle · f6 black circle · d5 white knight · b4 black circle · f4 black circle · c3 black circle · e3 black circle | c7 black circle · e7 black circle · b6 black circle · f6 black circle · d5 white knight · b4 black circle · f4 black circle · c3 black circle · e3 black circle | c7 black circle · e7 black circle · b6 black circle · f6 black circle · d5 white knight · b4 black circle · f4 black circle · c3 black circle · e3 black circle | c7 black circle · e7 black circle · b6 black circle · f6 black circle · d5 white knight · b4 black circle · f4 black circle · c3 black circle · e3 black circle | c7 black circle · e7 black circle · b6 black circle · f6 black circle · d5 white knight · b4 black circle · f4 black circle · c3 black circle · e3 black circle | 6 |
| 5 | c7 black circle · e7 black circle · b6 black circle · f6 black circle · d5 white knight · b4 black circle · f4 black circle · c3 black circle · e3 black circle | c7 black circle · e7 black circle · b6 black circle · f6 black circle · d5 white knight · b4 black circle · f4 black circle · c3 black circle · e3 black circle | c7 black circle · e7 black circle · b6 black circle · f6 black circle · d5 white knight · b4 black circle · f4 black circle · c3 black circle · e3 black circle | c7 black circle · e7 black circle · b6 black circle · f6 black circle · d5 white knight · b4 black circle · f4 black circle · c3 black circle · e3 black circle | c7 black circle · e7 black circle · b6 black circle · f6 black circle · d5 white knight · b4 black circle · f4 black circle · c3 black circle · e3 black circle | c7 black circle · e7 black circle · b6 black circle · f6 black circle · d5 white knight · b4 black circle · f4 black circle · c3 black circle · e3 black circle | c7 black circle · e7 black circle · b6 black circle · f6 black circle · d5 white knight · b4 black circle · f4 black circle · c3 black circle · e3 black circle | c7 black circle · e7 black circle · b6 black circle · f6 black circle · d5 white knight · b4 black circle · f4 black circle · c3 black circle · e3 black circle | 5 |
| 4 | c7 black circle · e7 black circle · b6 black circle · f6 black circle · d5 white knight · b4 black circle · f4 black circle · c3 black circle · e3 black circle | c7 black circle · e7 black circle · b6 black circle · f6 black circle · d5 white knight · b4 black circle · f4 black circle · c3 black circle · e3 black circle | c7 black circle · e7 black circle · b6 black circle · f6 black circle · d5 white knight · b4 black circle · f4 black circle · c3 black circle · e3 black circle | c7 black circle · e7 black circle · b6 black circle · f6 black circle · d5 white knight · b4 black circle · f4 black circle · c3 black circle · e3 black circle | c7 black circle · e7 black circle · b6 black circle · f6 black circle · d5 white knight · b4 black circle · f4 black circle · c3 black circle · e3 black circle | c7 black circle · e7 black circle · b6 black circle · f6 black circle · d5 white knight · b4 black circle · f4 black circle · c3 black circle · e3 black circle | c7 black circle · e7 black circle · b6 black circle · f6 black circle · d5 white knight · b4 black circle · f4 black circle · c3 black circle · e3 black circle | c7 black circle · e7 black circle · b6 black circle · f6 black circle · d5 white knight · b4 black circle · f4 black circle · c3 black circle · e3 black circle | 4 |
| 3 | c7 black circle · e7 black circle · b6 black circle · f6 black circle · d5 white knight · b4 black circle · f4 black circle · c3 black circle · e3 black circle | c7 black circle · e7 black circle · b6 black circle · f6 black circle · d5 white knight · b4 black circle · f4 black circle · c3 black circle · e3 black circle | c7 black circle · e7 black circle · b6 black circle · f6 black circle · d5 white knight · b4 black circle · f4 black circle · c3 black circle · e3 black circle | c7 black circle · e7 black circle · b6 black circle · f6 black circle · d5 white knight · b4 black circle · f4 black circle · c3 black circle · e3 black circle | c7 black circle · e7 black circle · b6 black circle · f6 black circle · d5 white knight · b4 black circle · f4 black circle · c3 black circle · e3 black circle | c7 black circle · e7 black circle · b6 black circle · f6 black circle · d5 white knight · b4 black circle · f4 black circle · c3 black circle · e3 black circle | c7 black circle · e7 black circle · b6 black circle · f6 black circle · d5 white knight · b4 black circle · f4 black circle · c3 black circle · e3 black circle | c7 black circle · e7 black circle · b6 black circle · f6 black circle · d5 white knight · b4 black circle · f4 black circle · c3 black circle · e3 black circle | 3 |
| 2 | c7 black circle · e7 black circle · b6 black circle · f6 black circle · d5 white knight · b4 black circle · f4 black circle · c3 black circle · e3 black circle | c7 black circle · e7 black circle · b6 black circle · f6 black circle · d5 white knight · b4 black circle · f4 black circle · c3 black circle · e3 black circle | c7 black circle · e7 black circle · b6 black circle · f6 black circle · d5 white knight · b4 black circle · f4 black circle · c3 black circle · e3 black circle | c7 black circle · e7 black circle · b6 black circle · f6 black circle · d5 white knight · b4 black circle · f4 black circle · c3 black circle · e3 black circle | c7 black circle · e7 black circle · b6 black circle · f6 black circle · d5 white knight · b4 black circle · f4 black circle · c3 black circle · e3 black circle | c7 black circle · e7 black circle · b6 black circle · f6 black circle · d5 white knight · b4 black circle · f4 black circle · c3 black circle · e3 black circle | c7 black circle · e7 black circle · b6 black circle · f6 black circle · d5 white knight · b4 black circle · f4 black circle · c3 black circle · e3 black circle | c7 black circle · e7 black circle · b6 black circle · f6 black circle · d5 white knight · b4 black circle · f4 black circle · c3 black circle · e3 black circle | 2 |
| 1 | c7 black circle · e7 black circle · b6 black circle · f6 black circle · d5 white knight · b4 black circle · f4 black circle · c3 black circle · e3 black circle | c7 black circle · e7 black circle · b6 black circle · f6 black circle · d5 white knight · b4 black circle · f4 black circle · c3 black circle · e3 black circle | c7 black circle · e7 black circle · b6 black circle · f6 black circle · d5 white knight · b4 black circle · f4 black circle · c3 black circle · e3 black circle | c7 black circle · e7 black circle · b6 black circle · f6 black circle · d5 white knight · b4 black circle · f4 black circle · c3 black circle · e3 black circle | c7 black circle · e7 black circle · b6 black circle · f6 black circle · d5 white knight · b4 black circle · f4 black circle · c3 black circle · e3 black circle | c7 black circle · e7 black circle · b6 black circle · f6 black circle · d5 white knight · b4 black circle · f4 black circle · c3 black circle · e3 black circle | c7 black circle · e7 black circle · b6 black circle · f6 black circle · d5 white knight · b4 black circle · f4 black circle · c3 black circle · e3 black circle | c7 black circle · e7 black circle · b6 black circle · f6 black circle · d5 white knight · b4 black circle · f4 black circle · c3 black circle · e3 black circle | 1 |
|   | a | b | c | d | e | f | g | h |   |

|   | a | b | c | d | e | f | g | h |   |
| 8 | b5 black cross · c5 black circle · d5 black cross · c4 white pawn · f4 black circle · e3 black cross · f3 black circle · g3 black cross · f2 white pawn | b5 black cross · c5 black circle · d5 black cross · c4 white pawn · f4 black circle · e3 black cross · f3 black circle · g3 black cross · f2 white pawn | b5 black cross · c5 black circle · d5 black cross · c4 white pawn · f4 black circle · e3 black cross · f3 black circle · g3 black cross · f2 white pawn | b5 black cross · c5 black circle · d5 black cross · c4 white pawn · f4 black circle · e3 black cross · f3 black circle · g3 black cross · f2 white pawn | b5 black cross · c5 black circle · d5 black cross · c4 white pawn · f4 black circle · e3 black cross · f3 black circle · g3 black cross · f2 white pawn | b5 black cross · c5 black circle · d5 black cross · c4 white pawn · f4 black circle · e3 black cross · f3 black circle · g3 black cross · f2 white pawn | b5 black cross · c5 black circle · d5 black cross · c4 white pawn · f4 black circle · e3 black cross · f3 black circle · g3 black cross · f2 white pawn | b5 black cross · c5 black circle · d5 black cross · c4 white pawn · f4 black circle · e3 black cross · f3 black circle · g3 black cross · f2 white pawn | 8 |
| 7 | b5 black cross · c5 black circle · d5 black cross · c4 white pawn · f4 black circle · e3 black cross · f3 black circle · g3 black cross · f2 white pawn | b5 black cross · c5 black circle · d5 black cross · c4 white pawn · f4 black circle · e3 black cross · f3 black circle · g3 black cross · f2 white pawn | b5 black cross · c5 black circle · d5 black cross · c4 white pawn · f4 black circle · e3 black cross · f3 black circle · g3 black cross · f2 white pawn | b5 black cross · c5 black circle · d5 black cross · c4 white pawn · f4 black circle · e3 black cross · f3 black circle · g3 black cross · f2 white pawn | b5 black cross · c5 black circle · d5 black cross · c4 white pawn · f4 black circle · e3 black cross · f3 black circle · g3 black cross · f2 white pawn | b5 black cross · c5 black circle · d5 black cross · c4 white pawn · f4 black circle · e3 black cross · f3 black circle · g3 black cross · f2 white pawn | b5 black cross · c5 black circle · d5 black cross · c4 white pawn · f4 black circle · e3 black cross · f3 black circle · g3 black cross · f2 white pawn | b5 black cross · c5 black circle · d5 black cross · c4 white pawn · f4 black circle · e3 black cross · f3 black circle · g3 black cross · f2 white pawn | 7 |
| 6 | b5 black cross · c5 black circle · d5 black cross · c4 white pawn · f4 black circle · e3 black cross · f3 black circle · g3 black cross · f2 white pawn | b5 black cross · c5 black circle · d5 black cross · c4 white pawn · f4 black circle · e3 black cross · f3 black circle · g3 black cross · f2 white pawn | b5 black cross · c5 black circle · d5 black cross · c4 white pawn · f4 black circle · e3 black cross · f3 black circle · g3 black cross · f2 white pawn | b5 black cross · c5 black circle · d5 black cross · c4 white pawn · f4 black circle · e3 black cross · f3 black circle · g3 black cross · f2 white pawn | b5 black cross · c5 black circle · d5 black cross · c4 white pawn · f4 black circle · e3 black cross · f3 black circle · g3 black cross · f2 white pawn | b5 black cross · c5 black circle · d5 black cross · c4 white pawn · f4 black circle · e3 black cross · f3 black circle · g3 black cross · f2 white pawn | b5 black cross · c5 black circle · d5 black cross · c4 white pawn · f4 black circle · e3 black cross · f3 black circle · g3 black cross · f2 white pawn | b5 black cross · c5 black circle · d5 black cross · c4 white pawn · f4 black circle · e3 black cross · f3 black circle · g3 black cross · f2 white pawn | 6 |
| 5 | b5 black cross · c5 black circle · d5 black cross · c4 white pawn · f4 black circle · e3 black cross · f3 black circle · g3 black cross · f2 white pawn | b5 black cross · c5 black circle · d5 black cross · c4 white pawn · f4 black circle · e3 black cross · f3 black circle · g3 black cross · f2 white pawn | b5 black cross · c5 black circle · d5 black cross · c4 white pawn · f4 black circle · e3 black cross · f3 black circle · g3 black cross · f2 white pawn | b5 black cross · c5 black circle · d5 black cross · c4 white pawn · f4 black circle · e3 black cross · f3 black circle · g3 black cross · f2 white pawn | b5 black cross · c5 black circle · d5 black cross · c4 white pawn · f4 black circle · e3 black cross · f3 black circle · g3 black cross · f2 white pawn | b5 black cross · c5 black circle · d5 black cross · c4 white pawn · f4 black circle · e3 black cross · f3 black circle · g3 black cross · f2 white pawn | b5 black cross · c5 black circle · d5 black cross · c4 white pawn · f4 black circle · e3 black cross · f3 black circle · g3 black cross · f2 white pawn | b5 black cross · c5 black circle · d5 black cross · c4 white pawn · f4 black circle · e3 black cross · f3 black circle · g3 black cross · f2 white pawn | 5 |
| 4 | b5 black cross · c5 black circle · d5 black cross · c4 white pawn · f4 black circle · e3 black cross · f3 black circle · g3 black cross · f2 white pawn | b5 black cross · c5 black circle · d5 black cross · c4 white pawn · f4 black circle · e3 black cross · f3 black circle · g3 black cross · f2 white pawn | b5 black cross · c5 black circle · d5 black cross · c4 white pawn · f4 black circle · e3 black cross · f3 black circle · g3 black cross · f2 white pawn | b5 black cross · c5 black circle · d5 black cross · c4 white pawn · f4 black circle · e3 black cross · f3 black circle · g3 black cross · f2 white pawn | b5 black cross · c5 black circle · d5 black cross · c4 white pawn · f4 black circle · e3 black cross · f3 black circle · g3 black cross · f2 white pawn | b5 black cross · c5 black circle · d5 black cross · c4 white pawn · f4 black circle · e3 black cross · f3 black circle · g3 black cross · f2 white pawn | b5 black cross · c5 black circle · d5 black cross · c4 white pawn · f4 black circle · e3 black cross · f3 black circle · g3 black cross · f2 white pawn | b5 black cross · c5 black circle · d5 black cross · c4 white pawn · f4 black circle · e3 black cross · f3 black circle · g3 black cross · f2 white pawn | 4 |
| 3 | b5 black cross · c5 black circle · d5 black cross · c4 white pawn · f4 black circle · e3 black cross · f3 black circle · g3 black cross · f2 white pawn | b5 black cross · c5 black circle · d5 black cross · c4 white pawn · f4 black circle · e3 black cross · f3 black circle · g3 black cross · f2 white pawn | b5 black cross · c5 black circle · d5 black cross · c4 white pawn · f4 black circle · e3 black cross · f3 black circle · g3 black cross · f2 white pawn | b5 black cross · c5 black circle · d5 black cross · c4 white pawn · f4 black circle · e3 black cross · f3 black circle · g3 black cross · f2 white pawn | b5 black cross · c5 black circle · d5 black cross · c4 white pawn · f4 black circle · e3 black cross · f3 black circle · g3 black cross · f2 white pawn | b5 black cross · c5 black circle · d5 black cross · c4 white pawn · f4 black circle · e3 black cross · f3 black circle · g3 black cross · f2 white pawn | b5 black cross · c5 black circle · d5 black cross · c4 white pawn · f4 black circle · e3 black cross · f3 black circle · g3 black cross · f2 white pawn | b5 black cross · c5 black circle · d5 black cross · c4 white pawn · f4 black circle · e3 black cross · f3 black circle · g3 black cross · f2 white pawn | 3 |
| 2 | b5 black cross · c5 black circle · d5 black cross · c4 white pawn · f4 black circle · e3 black cross · f3 black circle · g3 black cross · f2 white pawn | b5 black cross · c5 black circle · d5 black cross · c4 white pawn · f4 black circle · e3 black cross · f3 black circle · g3 black cross · f2 white pawn | b5 black cross · c5 black circle · d5 black cross · c4 white pawn · f4 black circle · e3 black cross · f3 black circle · g3 black cross · f2 white pawn | b5 black cross · c5 black circle · d5 black cross · c4 white pawn · f4 black circle · e3 black cross · f3 black circle · g3 black cross · f2 white pawn | b5 black cross · c5 black circle · d5 black cross · c4 white pawn · f4 black circle · e3 black cross · f3 black circle · g3 black cross · f2 white pawn | b5 black cross · c5 black circle · d5 black cross · c4 white pawn · f4 black circle · e3 black cross · f3 black circle · g3 black cross · f2 white pawn | b5 black cross · c5 black circle · d5 black cross · c4 white pawn · f4 black circle · e3 black cross · f3 black circle · g3 black cross · f2 white pawn | b5 black cross · c5 black circle · d5 black cross · c4 white pawn · f4 black circle · e3 black cross · f3 black circle · g3 black cross · f2 white pawn | 2 |
| 1 | b5 black cross · c5 black circle · d5 black cross · c4 white pawn · f4 black circle · e3 black cross · f3 black circle · g3 black cross · f2 white pawn | b5 black cross · c5 black circle · d5 black cross · c4 white pawn · f4 black circle · e3 black cross · f3 black circle · g3 black cross · f2 white pawn | b5 black cross · c5 black circle · d5 black cross · c4 white pawn · f4 black circle · e3 black cross · f3 black circle · g3 black cross · f2 white pawn | b5 black cross · c5 black circle · d5 black cross · c4 white pawn · f4 black circle · e3 black cross · f3 black circle · g3 black cross · f2 white pawn | b5 black cross · c5 black circle · d5 black cross · c4 white pawn · f4 black circle · e3 black cross · f3 black circle · g3 black cross · f2 white pawn | b5 black cross · c5 black circle · d5 black cross · c4 white pawn · f4 black circle · e3 black cross · f3 black circle · g3 black cross · f2 white pawn | b5 black cross · c5 black circle · d5 black cross · c4 white pawn · f4 black circle · e3 black cross · f3 black circle · g3 black cross · f2 white pawn | b5 black cross · c5 black circle · d5 black cross · c4 white pawn · f4 black circle · e3 black cross · f3 black circle · g3 black cross · f2 white pawn | 1 |
|   | a | b | c | d | e | f | g | h |   |

Các quân cờ có nước đi khác nhau:
- Xe (ký hiệu quốc tế R - Rook) di chuyển theo các đường thẳng dọc theo cột hay hàng tới ô còn trống mà không có quân nào cản trên đường đi hay tới ô bị quân đối phương chiếm giữ (ăn quân) nhưng không thể vượt qua quân đang đứng ở ô đó. Ngoại lệ duy nhất là trường hợp nhập thành. Khi đó nó có thể nhảy qua quân vua của mình để đứng cạnh nó. Chỉ có xe mới có nước đi như thế. Xem thêm nhập thành.
- Tượng (ký hiệu quốc tế B - Bishop) di chuyển theo đường chéo tới ô có cùng màu với nguyên lý tương tự như xe tới ô còn trống hay ô bị quân đối phương chiếm giữ (ăn quân).
- Hậu (ký hiệu quốc tế Q - Queen) có nước đi là tổ hợp đơn giản của chuyển động của xe và tượng. Trong một nước đi nó có thể di chuyển theo đường chéo hoặc đường thẳng dọc theo cột hay hàng, với nguyên lý đi và ăn quân giống như tượng và xe.
- Mã (ký hiệu quốc tế N - Knight) có thể di chuyển tới ô còn trống hay ô bị quân đối phương chiếm giữ (ăn quân) theo dạng hình chữ L (hình chữ nhật 3×2 hay 2×3). Quân mã không bị cản như trong cờ tướng.
- Tốt (không cần ký hiệu) có thể di chuyển thẳng về phía trước chỉ một ô một lần tới ô còn trống (đi mà không ăn quân), nhưng khi di chuyển quân để ăn quân đối phương thì đi chéo. Ví dụ, tốt trắng tại ô c4 có quyền ăn quân đối phương tại b5 hoặc d5 nếu một trong hai ô này có quân đối phương chiếm hoặc di chuyển xuống ô c5 nếu ô này còn trống, trừ hai trường hợp sau:

1. Nó có thể di chuyển 1 hoặc 2 ô nếu nó đi từ vị trí xuất phát ban đầu tới ô chưa bị chiếm giữ, nhưng không thể nhảy qua một quân khác để tới ô đó. Ví dụ tốt trắng tại g2 có thể đi tới g3 hoặc g4 nếu đây là nước đi đầu tiên của nó và các ô này chưa bị chiếm giữ, nhưng nó không thể đi tới g4 nếu ô g3 đã có một quân nào đó chiếm giữ.
2. Trong trường hợp khi một quân tốt nào đó của bên trắng đạt tới hàng 5 (ví dụ tới ô e5) và quân tốt thuộc một trong hai cột của bên đen nằm ngay bên cạnh cột mà tốt trắng này đang chiếm giữ (trong trường hợp đã cho là cột d và cột f) đi từ vị trí xuất phát đầu tiên (d7 hay f7) nhảy liền 2 ô tới ô d5/f5 thì tốt trắng tại vị trí e5 ngay tại nước đi sau đó có quyền ăn tốt đen tại ô d5/f5 và di chuyển tiếp tới ô d6/f6. Quyền này sẽ tự động mất, nếu tại nước đi ngay sau đó quân trắng di chuyển quân khác. Tương tự như vậy cho tốt đen khi nó đã chiếm giữ hàng 4. Đây là trường hợp mà trong cờ vua người ta gọi là bắt tốt qua đường (en passant). Tốt còn một đặc điểm nữa là khi nó di chuyển đến hàng cuối cùng thì người chơi có quyền phong cấp cho nó thành bất kỳ quân nặng hay nhẹ nào (hậu, xe, tượng, mã).

- Vua (ký hiệu quốc tế là K - King) là quân quan trọng nhất, nếu mất vua thì người chơi thua cuộc. Mỗi lần đi nó có thể ăn quân hoặc di chuyển sang các ô bao quanh ô mà nó hiện tại đang chiếm giữ, nhưng không thể tới ô mà quân của mình đang chiếm giữ hay các ô bị quân đối phương kiểm soát. Ngoại lệ duy nhất là trường hợp nhập thành. Khi đó nó có thể di chuyển qua hai ô đồng thời với việc di chuyển quân xe của mình để quân xe đó đứng bên cạnh nó về phía cột trung tâm. Ký hiệu của nhập thành là 0-0 (nhập thành gần) và 0-0-0 (nhập thành xa). Xem thêm nhập thành.
  - Lưu ý: Khi thực hiện nhập thành trên thực tế, theo luật của FIDE, bao giờ cũng phải di chuyển vua trước và thực hiện bằng một tay duy nhất.

Khi ăn quân đối phương, quân tấn công sẽ di chuyển tới ô đó và thay thế cho quân đối phương tại vị trí này, bắt tốt qua đường (en passant) là ngoại lệ duy nhất. Quân bị ăn được loại ra khỏi bàn cờ. Vua không thể không bảo vệ khỏi nước chiếu, do đó khi bị chiếu thì người chơi phải thực hiện các biện pháp nhằm cứu vua (di chuyển vua khỏi vị trí bị chiếu, ăn quân đang chiếu hay dùng quân khác của mình cản đường chiếu nếu có thể). Nếu không thể có nước đi để cứu vua thì người chơi bị chiếu bí và thua cuộc.
Các ván cờ không phải bao giờ cũng kết thúc bằng chiếu bí. Có thể một bên xin thua, có thể thua do hết giờ hoặc phạm luật chơi. Có thể xảy ra các ván cờ hòa. Một ván cờ vua là hòa khi: do thỏa thuận của hai bên do không bên nào dám mạo hiểm hay khi không đủ lực lượng để chiếu hết, rơi vào trạng thái hết nước đi (stalemate), cả hai bên lặp lại nước đi ba lần hay luật 50 nước đi (perpetual check).

### Chiến lược và chiến thuật
Khai cuộc là một loạt các nước đi lúc bắt đầu chơi, thường theo một số phương pháp nhất định, điều này giúp cho người chơi xây dựng các thế đứng và phát triển quân để chuẩn bị cho giai đoạn trung cuộc. Các thế khai cuộc thông thường được xây dựng trên nguyên tắc chiếm giữ phần trung tâm bàn cờ (gồm 4 ô trung tâm e4, e5, d4 và d5), phát triển quân, bảo vệ vua và tạo ra một cấu trúc tốt đủ mạnh. Quan điểm của cờ vua hiện đại cho rằng việc kiểm soát trung tâm không chỉ nhờ các tốt mà còn nhờ sức mạnh của các quân khác. Một cách rất quan trọng để bảo vệ vua và triển khai nhanh quân xe là nhập thành nhằm đưa vua vào vị trí khó bị tấn công, tuy nhiên không phải trong bất kỳ ván cờ nào cũng cần nhập thành. Xem thêm Danh sách các khai cuộc cờ vua để có thêm thông tin.
|   | a | b | c | d | e | f | g | h |   |
| 8 | b8 black rook · c8 black king · e6 black knight · f5 white bishop · b4 white knight · b1 white king · d1 white queen | b8 black rook · c8 black king · e6 black knight · f5 white bishop · b4 white knight · b1 white king · d1 white queen | b8 black rook · c8 black king · e6 black knight · f5 white bishop · b4 white knight · b1 white king · d1 white queen | b8 black rook · c8 black king · e6 black knight · f5 white bishop · b4 white knight · b1 white king · d1 white queen | b8 black rook · c8 black king · e6 black knight · f5 white bishop · b4 white knight · b1 white king · d1 white queen | b8 black rook · c8 black king · e6 black knight · f5 white bishop · b4 white knight · b1 white king · d1 white queen | b8 black rook · c8 black king · e6 black knight · f5 white bishop · b4 white knight · b1 white king · d1 white queen | b8 black rook · c8 black king · e6 black knight · f5 white bishop · b4 white knight · b1 white king · d1 white queen | 8 |
| 7 | b8 black rook · c8 black king · e6 black knight · f5 white bishop · b4 white knight · b1 white king · d1 white queen | b8 black rook · c8 black king · e6 black knight · f5 white bishop · b4 white knight · b1 white king · d1 white queen | b8 black rook · c8 black king · e6 black knight · f5 white bishop · b4 white knight · b1 white king · d1 white queen | b8 black rook · c8 black king · e6 black knight · f5 white bishop · b4 white knight · b1 white king · d1 white queen | b8 black rook · c8 black king · e6 black knight · f5 white bishop · b4 white knight · b1 white king · d1 white queen | b8 black rook · c8 black king · e6 black knight · f5 white bishop · b4 white knight · b1 white king · d1 white queen | b8 black rook · c8 black king · e6 black knight · f5 white bishop · b4 white knight · b1 white king · d1 white queen | b8 black rook · c8 black king · e6 black knight · f5 white bishop · b4 white knight · b1 white king · d1 white queen | 7 |
| 6 | b8 black rook · c8 black king · e6 black knight · f5 white bishop · b4 white knight · b1 white king · d1 white queen | b8 black rook · c8 black king · e6 black knight · f5 white bishop · b4 white knight · b1 white king · d1 white queen | b8 black rook · c8 black king · e6 black knight · f5 white bishop · b4 white knight · b1 white king · d1 white queen | b8 black rook · c8 black king · e6 black knight · f5 white bishop · b4 white knight · b1 white king · d1 white queen | b8 black rook · c8 black king · e6 black knight · f5 white bishop · b4 white knight · b1 white king · d1 white queen | b8 black rook · c8 black king · e6 black knight · f5 white bishop · b4 white knight · b1 white king · d1 white queen | b8 black rook · c8 black king · e6 black knight · f5 white bishop · b4 white knight · b1 white king · d1 white queen | b8 black rook · c8 black king · e6 black knight · f5 white bishop · b4 white knight · b1 white king · d1 white queen | 6 |
| 5 | b8 black rook · c8 black king · e6 black knight · f5 white bishop · b4 white knight · b1 white king · d1 white queen | b8 black rook · c8 black king · e6 black knight · f5 white bishop · b4 white knight · b1 white king · d1 white queen | b8 black rook · c8 black king · e6 black knight · f5 white bishop · b4 white knight · b1 white king · d1 white queen | b8 black rook · c8 black king · e6 black knight · f5 white bishop · b4 white knight · b1 white king · d1 white queen | b8 black rook · c8 black king · e6 black knight · f5 white bishop · b4 white knight · b1 white king · d1 white queen | b8 black rook · c8 black king · e6 black knight · f5 white bishop · b4 white knight · b1 white king · d1 white queen | b8 black rook · c8 black king · e6 black knight · f5 white bishop · b4 white knight · b1 white king · d1 white queen | b8 black rook · c8 black king · e6 black knight · f5 white bishop · b4 white knight · b1 white king · d1 white queen | 5 |
| 4 | b8 black rook · c8 black king · e6 black knight · f5 white bishop · b4 white knight · b1 white king · d1 white queen | b8 black rook · c8 black king · e6 black knight · f5 white bishop · b4 white knight · b1 white king · d1 white queen | b8 black rook · c8 black king · e6 black knight · f5 white bishop · b4 white knight · b1 white king · d1 white queen | b8 black rook · c8 black king · e6 black knight · f5 white bishop · b4 white knight · b1 white king · d1 white queen | b8 black rook · c8 black king · e6 black knight · f5 white bishop · b4 white knight · b1 white king · d1 white queen | b8 black rook · c8 black king · e6 black knight · f5 white bishop · b4 white knight · b1 white king · d1 white queen | b8 black rook · c8 black king · e6 black knight · f5 white bishop · b4 white knight · b1 white king · d1 white queen | b8 black rook · c8 black king · e6 black knight · f5 white bishop · b4 white knight · b1 white king · d1 white queen | 4 |
| 3 | b8 black rook · c8 black king · e6 black knight · f5 white bishop · b4 white knight · b1 white king · d1 white queen | b8 black rook · c8 black king · e6 black knight · f5 white bishop · b4 white knight · b1 white king · d1 white queen | b8 black rook · c8 black king · e6 black knight · f5 white bishop · b4 white knight · b1 white king · d1 white queen | b8 black rook · c8 black king · e6 black knight · f5 white bishop · b4 white knight · b1 white king · d1 white queen | b8 black rook · c8 black king · e6 black knight · f5 white bishop · b4 white knight · b1 white king · d1 white queen | b8 black rook · c8 black king · e6 black knight · f5 white bishop · b4 white knight · b1 white king · d1 white queen | b8 black rook · c8 black king · e6 black knight · f5 white bishop · b4 white knight · b1 white king · d1 white queen | b8 black rook · c8 black king · e6 black knight · f5 white bishop · b4 white knight · b1 white king · d1 white queen | 3 |
| 2 | b8 black rook · c8 black king · e6 black knight · f5 white bishop · b4 white knight · b1 white king · d1 white queen | b8 black rook · c8 black king · e6 black knight · f5 white bishop · b4 white knight · b1 white king · d1 white queen | b8 black rook · c8 black king · e6 black knight · f5 white bishop · b4 white knight · b1 white king · d1 white queen | b8 black rook · c8 black king · e6 black knight · f5 white bishop · b4 white knight · b1 white king · d1 white queen | b8 black rook · c8 black king · e6 black knight · f5 white bishop · b4 white knight · b1 white king · d1 white queen | b8 black rook · c8 black king · e6 black knight · f5 white bishop · b4 white knight · b1 white king · d1 white queen | b8 black rook · c8 black king · e6 black knight · f5 white bishop · b4 white knight · b1 white king · d1 white queen | b8 black rook · c8 black king · e6 black knight · f5 white bishop · b4 white knight · b1 white king · d1 white queen | 2 |
| 1 | b8 black rook · c8 black king · e6 black knight · f5 white bishop · b4 white knight · b1 white king · d1 white queen | b8 black rook · c8 black king · e6 black knight · f5 white bishop · b4 white knight · b1 white king · d1 white queen | b8 black rook · c8 black king · e6 black knight · f5 white bishop · b4 white knight · b1 white king · d1 white queen | b8 black rook · c8 black king · e6 black knight · f5 white bishop · b4 white knight · b1 white king · d1 white queen | b8 black rook · c8 black king · e6 black knight · f5 white bishop · b4 white knight · b1 white king · d1 white queen | b8 black rook · c8 black king · e6 black knight · f5 white bishop · b4 white knight · b1 white king · d1 white queen | b8 black rook · c8 black king · e6 black knight · f5 white bishop · b4 white knight · b1 white king · d1 white queen | b8 black rook · c8 black king · e6 black knight · f5 white bishop · b4 white knight · b1 white king · d1 white queen | 1 |
|   | a | b | c | d | e | f | g | h |   |

Việc xác định giá trị quân cờ là một phần quan trọng khi thực hiện việc đổi quân trong cờ vua. Các giá trị khác nhau không đáng kể trong các sách dạy chơi cờ vua, nhưng nói chung thì người ta cho rằng hậu trị giá 9 điểm, xe trị giá 5 điểm, tượng và mã đều trị giá 3 điểm và tốt trị giá 1 điểm. Do việc mất vua tương đương với thua cờ nên giá trị của nó là vô hạn, trong cờ tàn nó khoảng 3,5 điểm. Trong lập trình cờ vua, thường người ta cho vua một giá trị rất lớn nào đó (chẳng hạn 2000 điểm). Giá trị thực sự và tầm quan trọng của quân cờ thực ra là không thể chỉ gán đơn giản như vậy do nó còn phụ thuộc vào thế cờ. Ví dụ một quân xe đang nằm ở vị trí xấu không có giá trị bằng một con mã đang có thế đứng tốt. Nếu một người chơi thực hiện việc thí quân (cho phép đối phương bắt quân có trị giá cao của mình) thì thông thường họ sẽ bỏ qua các giá trị tương đối của quân đó để đổi lấy các ưu thế về chiến lược hay ưu thế về vị trí của các quân đang tấn công.
Một số nguyên lý cơ bản về thế cờ phổ biến đối với phần lớn các chiến thuật cờ và bẫy như: 
- Tấn công đôi, còn gọi là đòn đôi, đòn kép (tiếng Anh: fork) là một tình huống khi một quân uy hiếp hai hay nhiều quân của đối phương cùng một lúc. Thông thường rất khó cho đối phương để bảo vệ cả hai quân của mình trong cùng một nước đi khi bị tấn công. Nhiều tài liệu cờ vua nhầm lẫn giữa tấn công đôi và  chĩa đôi, thực ra chĩa đôi chỉ là đòn tấn công đôi của Mã và Tốt. Mọi quân cờ trừ con tốt ở biên đều có thể thực hiện đòn chĩa đôi hoặc tấn công đôi, kể cả Vua.

|   | a                                                                                 | b                                                                                 | c                                                                                 | d                                                                                 | e                                                                                 | f                                                                                 | g                                                                                 | h                                                                                 |   |
| 8 | c6 black queen · g6 black king · e5 white knight · g3 white king · f1 white queen | c6 black queen · g6 black king · e5 white knight · g3 white king · f1 white queen | c6 black queen · g6 black king · e5 white knight · g3 white king · f1 white queen | c6 black queen · g6 black king · e5 white knight · g3 white king · f1 white queen | c6 black queen · g6 black king · e5 white knight · g3 white king · f1 white queen | c6 black queen · g6 black king · e5 white knight · g3 white king · f1 white queen | c6 black queen · g6 black king · e5 white knight · g3 white king · f1 white queen | c6 black queen · g6 black king · e5 white knight · g3 white king · f1 white queen | 8 |
| 7 | c6 black queen · g6 black king · e5 white knight · g3 white king · f1 white queen | c6 black queen · g6 black king · e5 white knight · g3 white king · f1 white queen | c6 black queen · g6 black king · e5 white knight · g3 white king · f1 white queen | c6 black queen · g6 black king · e5 white knight · g3 white king · f1 white queen | c6 black queen · g6 black king · e5 white knight · g3 white king · f1 white queen | c6 black queen · g6 black king · e5 white knight · g3 white king · f1 white queen | c6 black queen · g6 black king · e5 white knight · g3 white king · f1 white queen | c6 black queen · g6 black king · e5 white knight · g3 white king · f1 white queen | 7 |
| 6 | c6 black queen · g6 black king · e5 white knight · g3 white king · f1 white queen | c6 black queen · g6 black king · e5 white knight · g3 white king · f1 white queen | c6 black queen · g6 black king · e5 white knight · g3 white king · f1 white queen | c6 black queen · g6 black king · e5 white knight · g3 white king · f1 white queen | c6 black queen · g6 black king · e5 white knight · g3 white king · f1 white queen | c6 black queen · g6 black king · e5 white knight · g3 white king · f1 white queen | c6 black queen · g6 black king · e5 white knight · g3 white king · f1 white queen | c6 black queen · g6 black king · e5 white knight · g3 white king · f1 white queen | 6 |
| 5 | c6 black queen · g6 black king · e5 white knight · g3 white king · f1 white queen | c6 black queen · g6 black king · e5 white knight · g3 white king · f1 white queen | c6 black queen · g6 black king · e5 white knight · g3 white king · f1 white queen | c6 black queen · g6 black king · e5 white knight · g3 white king · f1 white queen | c6 black queen · g6 black king · e5 white knight · g3 white king · f1 white queen | c6 black queen · g6 black king · e5 white knight · g3 white king · f1 white queen | c6 black queen · g6 black king · e5 white knight · g3 white king · f1 white queen | c6 black queen · g6 black king · e5 white knight · g3 white king · f1 white queen | 5 |
| 4 | c6 black queen · g6 black king · e5 white knight · g3 white king · f1 white queen | c6 black queen · g6 black king · e5 white knight · g3 white king · f1 white queen | c6 black queen · g6 black king · e5 white knight · g3 white king · f1 white queen | c6 black queen · g6 black king · e5 white knight · g3 white king · f1 white queen | c6 black queen · g6 black king · e5 white knight · g3 white king · f1 white queen | c6 black queen · g6 black king · e5 white knight · g3 white king · f1 white queen | c6 black queen · g6 black king · e5 white knight · g3 white king · f1 white queen | c6 black queen · g6 black king · e5 white knight · g3 white king · f1 white queen | 4 |
| 3 | c6 black queen · g6 black king · e5 white knight · g3 white king · f1 white queen | c6 black queen · g6 black king · e5 white knight · g3 white king · f1 white queen | c6 black queen · g6 black king · e5 white knight · g3 white king · f1 white queen | c6 black queen · g6 black king · e5 white knight · g3 white king · f1 white queen | c6 black queen · g6 black king · e5 white knight · g3 white king · f1 white queen | c6 black queen · g6 black king · e5 white knight · g3 white king · f1 white queen | c6 black queen · g6 black king · e5 white knight · g3 white king · f1 white queen | c6 black queen · g6 black king · e5 white knight · g3 white king · f1 white queen | 3 |
| 2 | c6 black queen · g6 black king · e5 white knight · g3 white king · f1 white queen | c6 black queen · g6 black king · e5 white knight · g3 white king · f1 white queen | c6 black queen · g6 black king · e5 white knight · g3 white king · f1 white queen | c6 black queen · g6 black king · e5 white knight · g3 white king · f1 white queen | c6 black queen · g6 black king · e5 white knight · g3 white king · f1 white queen | c6 black queen · g6 black king · e5 white knight · g3 white king · f1 white queen | c6 black queen · g6 black king · e5 white knight · g3 white king · f1 white queen | c6 black queen · g6 black king · e5 white knight · g3 white king · f1 white queen | 2 |
| 1 | c6 black queen · g6 black king · e5 white knight · g3 white king · f1 white queen | c6 black queen · g6 black king · e5 white knight · g3 white king · f1 white queen | c6 black queen · g6 black king · e5 white knight · g3 white king · f1 white queen | c6 black queen · g6 black king · e5 white knight · g3 white king · f1 white queen | c6 black queen · g6 black king · e5 white knight · g3 white king · f1 white queen | c6 black queen · g6 black king · e5 white knight · g3 white king · f1 white queen | c6 black queen · g6 black king · e5 white knight · g3 white king · f1 white queen | c6 black queen · g6 black king · e5 white knight · g3 white king · f1 white queen | 1 |
|   | a                                                                                 | b                                                                                 | c                                                                                 | d                                                                                 | e                                                                                 | f                                                                                 | g                                                                                 | h                                                                                 |   |

- Ghim, còn gọi là giằng quân (tiếng Anh: pin) cũng có thể sử dụng để ngăn chặn quân đối phương di chuyển bằng cách đe dọa gián tiếp bất kỳ quân nào đứng sau quân bị ghim nếu quân bị ghim đó di chuyển. Nếu quân đứng đằng sau quân bị giằng là Vua, ta nói quân đứng giữa (quân bị giằng) bị giằng toàn phần. Nếu quân đó vẫn có thể di chuyển trên đường giằng, quân đó bị  giằng toàn phần tương đối. Có nhiều cấu trúc giằng quân khác nhau, như giằng chữ thập và giằng đôi.

|   | a | b | c | d | e | f | g | h |   |
| 8 | f8 black king · d6 black queen · a5 black bishop · c5 white bishop · c3 white rook · g2 white king · e1 white queen | f8 black king · d6 black queen · a5 black bishop · c5 white bishop · c3 white rook · g2 white king · e1 white queen | f8 black king · d6 black queen · a5 black bishop · c5 white bishop · c3 white rook · g2 white king · e1 white queen | f8 black king · d6 black queen · a5 black bishop · c5 white bishop · c3 white rook · g2 white king · e1 white queen | f8 black king · d6 black queen · a5 black bishop · c5 white bishop · c3 white rook · g2 white king · e1 white queen | f8 black king · d6 black queen · a5 black bishop · c5 white bishop · c3 white rook · g2 white king · e1 white queen | f8 black king · d6 black queen · a5 black bishop · c5 white bishop · c3 white rook · g2 white king · e1 white queen | f8 black king · d6 black queen · a5 black bishop · c5 white bishop · c3 white rook · g2 white king · e1 white queen | 8 |
| 7 | f8 black king · d6 black queen · a5 black bishop · c5 white bishop · c3 white rook · g2 white king · e1 white queen | f8 black king · d6 black queen · a5 black bishop · c5 white bishop · c3 white rook · g2 white king · e1 white queen | f8 black king · d6 black queen · a5 black bishop · c5 white bishop · c3 white rook · g2 white king · e1 white queen | f8 black king · d6 black queen · a5 black bishop · c5 white bishop · c3 white rook · g2 white king · e1 white queen | f8 black king · d6 black queen · a5 black bishop · c5 white bishop · c3 white rook · g2 white king · e1 white queen | f8 black king · d6 black queen · a5 black bishop · c5 white bishop · c3 white rook · g2 white king · e1 white queen | f8 black king · d6 black queen · a5 black bishop · c5 white bishop · c3 white rook · g2 white king · e1 white queen | f8 black king · d6 black queen · a5 black bishop · c5 white bishop · c3 white rook · g2 white king · e1 white queen | 7 |
| 6 | f8 black king · d6 black queen · a5 black bishop · c5 white bishop · c3 white rook · g2 white king · e1 white queen | f8 black king · d6 black queen · a5 black bishop · c5 white bishop · c3 white rook · g2 white king · e1 white queen | f8 black king · d6 black queen · a5 black bishop · c5 white bishop · c3 white rook · g2 white king · e1 white queen | f8 black king · d6 black queen · a5 black bishop · c5 white bishop · c3 white rook · g2 white king · e1 white queen | f8 black king · d6 black queen · a5 black bishop · c5 white bishop · c3 white rook · g2 white king · e1 white queen | f8 black king · d6 black queen · a5 black bishop · c5 white bishop · c3 white rook · g2 white king · e1 white queen | f8 black king · d6 black queen · a5 black bishop · c5 white bishop · c3 white rook · g2 white king · e1 white queen | f8 black king · d6 black queen · a5 black bishop · c5 white bishop · c3 white rook · g2 white king · e1 white queen | 6 |
| 5 | f8 black king · d6 black queen · a5 black bishop · c5 white bishop · c3 white rook · g2 white king · e1 white queen | f8 black king · d6 black queen · a5 black bishop · c5 white bishop · c3 white rook · g2 white king · e1 white queen | f8 black king · d6 black queen · a5 black bishop · c5 white bishop · c3 white rook · g2 white king · e1 white queen | f8 black king · d6 black queen · a5 black bishop · c5 white bishop · c3 white rook · g2 white king · e1 white queen | f8 black king · d6 black queen · a5 black bishop · c5 white bishop · c3 white rook · g2 white king · e1 white queen | f8 black king · d6 black queen · a5 black bishop · c5 white bishop · c3 white rook · g2 white king · e1 white queen | f8 black king · d6 black queen · a5 black bishop · c5 white bishop · c3 white rook · g2 white king · e1 white queen | f8 black king · d6 black queen · a5 black bishop · c5 white bishop · c3 white rook · g2 white king · e1 white queen | 5 |
| 4 | f8 black king · d6 black queen · a5 black bishop · c5 white bishop · c3 white rook · g2 white king · e1 white queen | f8 black king · d6 black queen · a5 black bishop · c5 white bishop · c3 white rook · g2 white king · e1 white queen | f8 black king · d6 black queen · a5 black bishop · c5 white bishop · c3 white rook · g2 white king · e1 white queen | f8 black king · d6 black queen · a5 black bishop · c5 white bishop · c3 white rook · g2 white king · e1 white queen | f8 black king · d6 black queen · a5 black bishop · c5 white bishop · c3 white rook · g2 white king · e1 white queen | f8 black king · d6 black queen · a5 black bishop · c5 white bishop · c3 white rook · g2 white king · e1 white queen | f8 black king · d6 black queen · a5 black bishop · c5 white bishop · c3 white rook · g2 white king · e1 white queen | f8 black king · d6 black queen · a5 black bishop · c5 white bishop · c3 white rook · g2 white king · e1 white queen | 4 |
| 3 | f8 black king · d6 black queen · a5 black bishop · c5 white bishop · c3 white rook · g2 white king · e1 white queen | f8 black king · d6 black queen · a5 black bishop · c5 white bishop · c3 white rook · g2 white king · e1 white queen | f8 black king · d6 black queen · a5 black bishop · c5 white bishop · c3 white rook · g2 white king · e1 white queen | f8 black king · d6 black queen · a5 black bishop · c5 white bishop · c3 white rook · g2 white king · e1 white queen | f8 black king · d6 black queen · a5 black bishop · c5 white bishop · c3 white rook · g2 white king · e1 white queen | f8 black king · d6 black queen · a5 black bishop · c5 white bishop · c3 white rook · g2 white king · e1 white queen | f8 black king · d6 black queen · a5 black bishop · c5 white bishop · c3 white rook · g2 white king · e1 white queen | f8 black king · d6 black queen · a5 black bishop · c5 white bishop · c3 white rook · g2 white king · e1 white queen | 3 |
| 2 | f8 black king · d6 black queen · a5 black bishop · c5 white bishop · c3 white rook · g2 white king · e1 white queen | f8 black king · d6 black queen · a5 black bishop · c5 white bishop · c3 white rook · g2 white king · e1 white queen | f8 black king · d6 black queen · a5 black bishop · c5 white bishop · c3 white rook · g2 white king · e1 white queen | f8 black king · d6 black queen · a5 black bishop · c5 white bishop · c3 white rook · g2 white king · e1 white queen | f8 black king · d6 black queen · a5 black bishop · c5 white bishop · c3 white rook · g2 white king · e1 white queen | f8 black king · d6 black queen · a5 black bishop · c5 white bishop · c3 white rook · g2 white king · e1 white queen | f8 black king · d6 black queen · a5 black bishop · c5 white bishop · c3 white rook · g2 white king · e1 white queen | f8 black king · d6 black queen · a5 black bishop · c5 white bishop · c3 white rook · g2 white king · e1 white queen | 2 |
| 1 | f8 black king · d6 black queen · a5 black bishop · c5 white bishop · c3 white rook · g2 white king · e1 white queen | f8 black king · d6 black queen · a5 black bishop · c5 white bishop · c3 white rook · g2 white king · e1 white queen | f8 black king · d6 black queen · a5 black bishop · c5 white bishop · c3 white rook · g2 white king · e1 white queen | f8 black king · d6 black queen · a5 black bishop · c5 white bishop · c3 white rook · g2 white king · e1 white queen | f8 black king · d6 black queen · a5 black bishop · c5 white bishop · c3 white rook · g2 white king · e1 white queen | f8 black king · d6 black queen · a5 black bishop · c5 white bishop · c3 white rook · g2 white king · e1 white queen | f8 black king · d6 black queen · a5 black bishop · c5 white bishop · c3 white rook · g2 white king · e1 white queen | f8 black king · d6 black queen · a5 black bishop · c5 white bishop · c3 white rook · g2 white king · e1 white queen | 1 |
|   | a | b | c | d | e | f | g | h |   |

- Xiên (tiếng Anh: skewer) là một tình huống ngược với ghim khi quân có giá trị cao hơn đang bị tấn công và nó lại đứng trước quân ít giá trị hơn.

|   | a                                                                                                 | b                                                                                                 | c                                                                                                 | d                                                                                                 | e                                                                                                 | f                                                                                                 | g                                                                                                 | h                                                                                                 |   |
| 8 | d8 black king · b6 white rook · c6 black queen · e6 black knight · e3 white queen · g1 white king | d8 black king · b6 white rook · c6 black queen · e6 black knight · e3 white queen · g1 white king | d8 black king · b6 white rook · c6 black queen · e6 black knight · e3 white queen · g1 white king | d8 black king · b6 white rook · c6 black queen · e6 black knight · e3 white queen · g1 white king | d8 black king · b6 white rook · c6 black queen · e6 black knight · e3 white queen · g1 white king | d8 black king · b6 white rook · c6 black queen · e6 black knight · e3 white queen · g1 white king | d8 black king · b6 white rook · c6 black queen · e6 black knight · e3 white queen · g1 white king | d8 black king · b6 white rook · c6 black queen · e6 black knight · e3 white queen · g1 white king | 8 |
| 7 | d8 black king · b6 white rook · c6 black queen · e6 black knight · e3 white queen · g1 white king | d8 black king · b6 white rook · c6 black queen · e6 black knight · e3 white queen · g1 white king | d8 black king · b6 white rook · c6 black queen · e6 black knight · e3 white queen · g1 white king | d8 black king · b6 white rook · c6 black queen · e6 black knight · e3 white queen · g1 white king | d8 black king · b6 white rook · c6 black queen · e6 black knight · e3 white queen · g1 white king | d8 black king · b6 white rook · c6 black queen · e6 black knight · e3 white queen · g1 white king | d8 black king · b6 white rook · c6 black queen · e6 black knight · e3 white queen · g1 white king | d8 black king · b6 white rook · c6 black queen · e6 black knight · e3 white queen · g1 white king | 7 |
| 6 | d8 black king · b6 white rook · c6 black queen · e6 black knight · e3 white queen · g1 white king | d8 black king · b6 white rook · c6 black queen · e6 black knight · e3 white queen · g1 white king | d8 black king · b6 white rook · c6 black queen · e6 black knight · e3 white queen · g1 white king | d8 black king · b6 white rook · c6 black queen · e6 black knight · e3 white queen · g1 white king | d8 black king · b6 white rook · c6 black queen · e6 black knight · e3 white queen · g1 white king | d8 black king · b6 white rook · c6 black queen · e6 black knight · e3 white queen · g1 white king | d8 black king · b6 white rook · c6 black queen · e6 black knight · e3 white queen · g1 white king | d8 black king · b6 white rook · c6 black queen · e6 black knight · e3 white queen · g1 white king | 6 |
| 5 | d8 black king · b6 white rook · c6 black queen · e6 black knight · e3 white queen · g1 white king | d8 black king · b6 white rook · c6 black queen · e6 black knight · e3 white queen · g1 white king | d8 black king · b6 white rook · c6 black queen · e6 black knight · e3 white queen · g1 white king | d8 black king · b6 white rook · c6 black queen · e6 black knight · e3 white queen · g1 white king | d8 black king · b6 white rook · c6 black queen · e6 black knight · e3 white queen · g1 white king | d8 black king · b6 white rook · c6 black queen · e6 black knight · e3 white queen · g1 white king | d8 black king · b6 white rook · c6 black queen · e6 black knight · e3 white queen · g1 white king | d8 black king · b6 white rook · c6 black queen · e6 black knight · e3 white queen · g1 white king | 5 |
| 4 | d8 black king · b6 white rook · c6 black queen · e6 black knight · e3 white queen · g1 white king | d8 black king · b6 white rook · c6 black queen · e6 black knight · e3 white queen · g1 white king | d8 black king · b6 white rook · c6 black queen · e6 black knight · e3 white queen · g1 white king | d8 black king · b6 white rook · c6 black queen · e6 black knight · e3 white queen · g1 white king | d8 black king · b6 white rook · c6 black queen · e6 black knight · e3 white queen · g1 white king | d8 black king · b6 white rook · c6 black queen · e6 black knight · e3 white queen · g1 white king | d8 black king · b6 white rook · c6 black queen · e6 black knight · e3 white queen · g1 white king | d8 black king · b6 white rook · c6 black queen · e6 black knight · e3 white queen · g1 white king | 4 |
| 3 | d8 black king · b6 white rook · c6 black queen · e6 black knight · e3 white queen · g1 white king | d8 black king · b6 white rook · c6 black queen · e6 black knight · e3 white queen · g1 white king | d8 black king · b6 white rook · c6 black queen · e6 black knight · e3 white queen · g1 white king | d8 black king · b6 white rook · c6 black queen · e6 black knight · e3 white queen · g1 white king | d8 black king · b6 white rook · c6 black queen · e6 black knight · e3 white queen · g1 white king | d8 black king · b6 white rook · c6 black queen · e6 black knight · e3 white queen · g1 white king | d8 black king · b6 white rook · c6 black queen · e6 black knight · e3 white queen · g1 white king | d8 black king · b6 white rook · c6 black queen · e6 black knight · e3 white queen · g1 white king | 3 |
| 2 | d8 black king · b6 white rook · c6 black queen · e6 black knight · e3 white queen · g1 white king | d8 black king · b6 white rook · c6 black queen · e6 black knight · e3 white queen · g1 white king | d8 black king · b6 white rook · c6 black queen · e6 black knight · e3 white queen · g1 white king | d8 black king · b6 white rook · c6 black queen · e6 black knight · e3 white queen · g1 white king | d8 black king · b6 white rook · c6 black queen · e6 black knight · e3 white queen · g1 white king | d8 black king · b6 white rook · c6 black queen · e6 black knight · e3 white queen · g1 white king | d8 black king · b6 white rook · c6 black queen · e6 black knight · e3 white queen · g1 white king | d8 black king · b6 white rook · c6 black queen · e6 black knight · e3 white queen · g1 white king | 2 |
| 1 | d8 black king · b6 white rook · c6 black queen · e6 black knight · e3 white queen · g1 white king | d8 black king · b6 white rook · c6 black queen · e6 black knight · e3 white queen · g1 white king | d8 black king · b6 white rook · c6 black queen · e6 black knight · e3 white queen · g1 white king | d8 black king · b6 white rook · c6 black queen · e6 black knight · e3 white queen · g1 white king | d8 black king · b6 white rook · c6 black queen · e6 black knight · e3 white queen · g1 white king | d8 black king · b6 white rook · c6 black queen · e6 black knight · e3 white queen · g1 white king | d8 black king · b6 white rook · c6 black queen · e6 black knight · e3 white queen · g1 white king | d8 black king · b6 white rook · c6 black queen · e6 black knight · e3 white queen · g1 white king | 1 |
|   | a                                                                                                 | b                                                                                                 | c                                                                                                 | d                                                                                                 | e                                                                                                 | f                                                                                                 | g                                                                                                 | h                                                                                                 |   |

Còn một số nguyên lý khác, ví dụ như một quân di chuyển ra khỏi vị trí mà nó đang đứng để mở đường cho quân khác tấn công gọi là "tấn công mở". Các nguyên lý chiến thuật khác còn có: nước trung gian (Đe dọa đối phương mà không đi kèm chiếu, ăn quân hay thí quân nên những nước đi như vậy rất khó phát hiện), tiêu diệt quân thiếu bảo vệ (tức là khi quân đối phương được bảo vệ bằng ít lực lượng hơn so với lực lượng tấn công thì người ta thường tìm cách đổi quân để thu được ưu thế về lực lượng, chủ yếu là đánh vào các quân bảo vệ để đánh mất sự ràng buộc bảo vệ của chúng), quá tải (tức là khi một quân bị hãm vào thế phải chống đỡ và bảo vệ nhiều mục tiêu) và thí quân (chuyển quân vào vị trí bị tấn công khiến đối phương nhầm lẫn là quân "cho không", rồi thực hiện các nước đi phản công để đạt được những mục đích lớn hơn, như có thế trận tốt hoặc lấy lại quân vừa thí và bắt thêm quân đối phương).

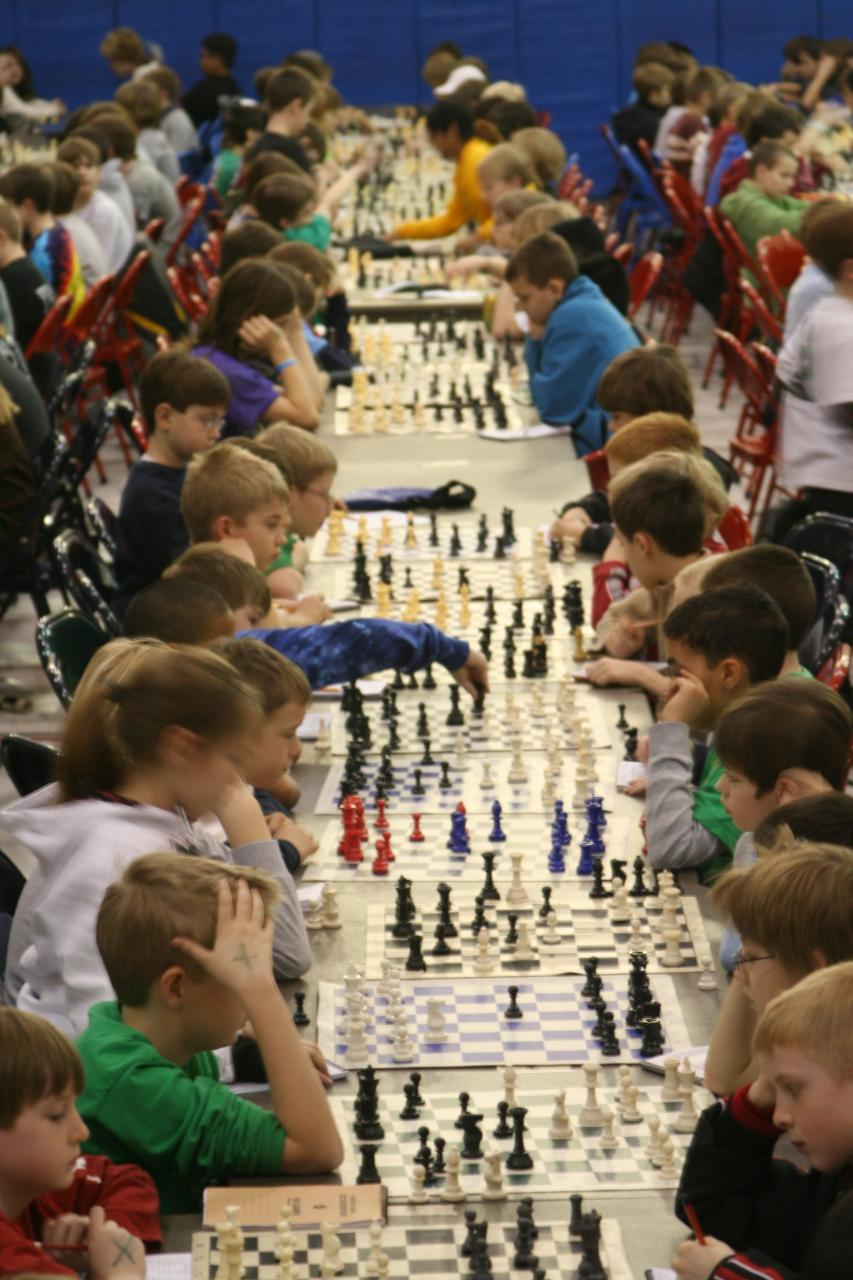
Giải cờ vua trẻ em ở Minnesota, Mỹ năm 2009

Trong quá trình tàn cuộc các tốt và vua trở nên tương đối mạnh hơn do khi đó lực lượng quân nặng và nhẹ của cả hai bên đều suy giảm rõ rệt. Cả hai bên khi đó đều có xu hướng di chuyển tốt thật nhanh nhằm phong cấp cho nó. Nếu một người chơi có ưu thế rõ rệt về lực lượng thì việc chiếu bí chỉ là vấn đề thời gian và ván cờ sẽ kết thúc nhanh chóng, nhưng nếu ván cờ là tương đối cân bằng về lực lượng thì việc nắm chiến thuật cờ tàn là rất quan trọng. Trong các giải cờ tính giờ thì việc kiểm soát nhịp độ (thời gian cho mỗi nước đi) là cực kỳ quan trọng khi còn ít quân trên bàn cờ. Trong nhiều trường hợp, người chơi có ưu thế về lực lượng nhưng lại thua cờ do hết thời gian. Ngoài ra khi lực lượng không đủ để chiếu hết và cả hai đã thực hiện đủ số nước đi quy định theo thời gian mà không có sự di chuyển quân tốt thì ván cờ dẫn đến hòa (50 nước). Ví dụ người chơi còn 1 vua và 2 mã thì trong phần lớn các trường hợp không thể chiếu hết đối phương chỉ còn 1 vua (có một thế ngoại lệ).

### Các biến thể của hình thức chơi
Bên cạnh thể thức chuẩn của cờ vua còn phổ biến nhiều thể thức khác trong các cuộc chơi cờ.
Cờ nhanh là một thể thức của cờ vua trong đó thời gian chơi bị giới hạn cho mỗi người chơi trong một khoảng ngắn. Nói chung mỗi bên chỉ có từ 3 đến 15 phút (5 phút là phổ biến nhất) cho toàn bộ các nước đi. Thể thức nhanh hơn là cờ chớp. Thời gian ở đây ít hơn 3 phút. Cờ nhanh đòi hỏi người chơi phải suy nghĩ nhanh nếu không họ có thể thua vì hết giờ. Khi chơi cờ nhanh các máy tính có ưu thế hơn so với người.
Khi hai người ở xa nhau họ vẫn có khả năng chơi cờ với nhau. Cờ thư tín là loại hình cờ vua được chơi thông qua thư từ, thư điện tử hay các máy chủ cờ vua thư tín đặc biệt. Ngày nay, cờ vua thông thường được chơi trên Internet thông qua Câu lạc bộ cờ vua Internet, Yahoo! Games hay các trang chơi cờ online như Chess.com hay Lichess.org.

## Cờ vua hiện đại

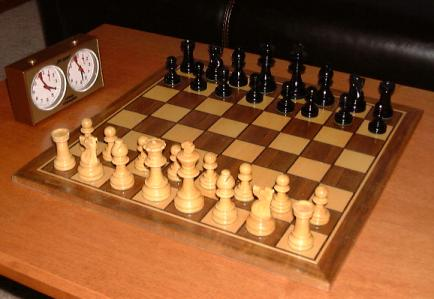
Một bộ cờ vua thiết kế kiểu Staunton điển hình và đồng hồ.

Ban đầu các quân cờ của người châu Âu có nhiều giới hạn về nước đi. Tượng chỉ có thể đi bằng cách nhảy chính xác qua 2 ô theo đường chéo, hậu chỉ có thể di chuyển theo đường chéo là một ô, tốt không thể di chuyển 2 ô trong nước đi đầu tiên của nó và không có nhập thành. Cuối thế kỷ XV, các quy tắc hiện đại đối với các nước đi cơ bản đã được chấp nhận từ Ý: quân tốt có khả năng đi hai ô nếu đang ở vị trí xuất phát (nhảy) và khả năng bắt quân theo kiểu "bắt Tốt qua đường" (en passant), Tượng có được nước đi như ngày nay và hậu đã trở thành quân mạnh nhất; do đó cờ vua hiện đại được nói đến như là "cờ của quân hậu", "cờ hậu điên". Trò chơi này kể từ đó đã gần giống như cờ ngày nay. Các quy tắc hiện nay đã được hoàn thiện xong vào đầu thế kỷ XIX, ngoại trừ các điều kiện chính xác cho một ván cờ hòa.
Thiết kế quân cờ phổ biến nhất là bộ cờ "Staunton", được Nathaniel Cook tạo ra năm 1849, được một kì thủ hàng đầu vào thời đó là Howard Staunton phổ biến và được Liên đoàn cờ vua thế giới chính thức công nhận năm 1924.
Tổ chức quốc tế về cờ là FIDE, đã tổ chức giải vô địch thế giới trong hàng chục năm. Xem Giải vô địch cờ vua thế giới để có thêm chi tiết và hiểu sâu thêm về lịch sử của nó. Phần lớn các quốc gia cũng có tổ chức cờ vua quốc gia. Mặc dù hiện nay cờ vua không phải là một môn thể thao trong Thế vận hội, nhưng nó có Thế vận hội cờ vua riêng (Olympiad cờ vua), tổ chức 2 năm một lần theo thể thức thi đấu đồng đội.

## Ký hiệu
Cho đến những năm 1970, ít nhất là tại các nước nói tiếng Anh, các cuộc đấu cờ vua được ghi chép lại và xuất bản bằng cách sử dụng ký hiệu cờ vua miêu tả. Nó đã được thay thế bằng ký hiệu cờ vua đại số cô đọng hơn. Một số loại ký hiệu khác đã được sinh ra, dựa trên cơ sở ký hiệu cờ vua đại số, để ghi chép các ván cờ trong các định dạng phù hợp với các xử lý trên máy tính. Trong số đó, Portable Game Notation (PGN, Ký pháp trận đấu khả chuyển) là phổ biến nhất. Bên ngoài việc ghi lại các ván cờ còn có ký hiệu Forsyth-Edwards để ghi lại các thế đặc biệt. Nó có ích nhằm tạm hoãn ván cờ để có thể hồi phục lại sau này hoặc để chuyển các vấn đề về thế cờ mà không cần có biểu đồ.

## Sức ảnh hưởng

### Nghệ thuật và đời sống
Vào thời Trung cổ và trong thời kỳ Phục hưng, cờ vua là một phần của văn hóa quý tộc; nó được sử dụng để dạy chiến lược chiến tranh và được mệnh danh là "Trò chơi của Vua". Ngoài ra, cờ vua còn thường được sử dụng làm nền tảng của các bài giảng về đạo đức. Một ví dụ là Liber de moribus hominum et officiis nobilium sive super ludo scacchorum ('Sách về phong tục của đàn ông và nhiệm vụ của quý tộc hoặc Sách về cờ vua'), được viết bởi một tu sĩ dòng Đa Minh người Ý Jacobus de Cessolis vào những năm 1300. Cuốn sách này là một trong những cuốn sách phổ biến nhất của thời Trung cổ. Tác phẩm được dịch ra nhiều thứ tiếng khác (ấn bản in đầu tiên được xuất bản tại Utrecht năm 1473) và là cơ sở cho cuốn The Game and Playe of the Chesse (1474) của William Caxton, một trong những cuốn sách đầu tiên được in bằng tiếng Anh. Các quân cờ khác nhau được dùng làm phép ẩn dụ cho các lớp người khác nhau, và nhiệm vụ của con người được bắt nguồn từ các quy tắc của trò chơi hoặc từ các đặc tính trực quan của các quân cờ.
Bắt đầu với giới giáo sĩ, sinh viên và thương gia, cờ vua đã đi vào nền văn hóa đại chúng của thời Trung cổ. Một ví dụ là bài hát thứ 209 của Carmina Burana từ thế kỷ 13 bắt đầu với tên của các quân cờ: Roch, pedites, regina. . .  Bên cạnh sự phổ biến này, cờ vua không được một số tôn giáo ở thời Trung Cổ khuyến khích: Do Thái, Công giáo và Chính thống giáo. Thậm chí trò chơi này còn bị cấm bởi một số chính quyền Hồi giáo ngay thời gian gần đây, ví dụ Ruhollah Khomeini vào năm 1979 và sau đó là Abdul-Aziz ash-Sheikh. Vào thế kỷ 19, cờ vua đôi khi bị chỉ trích là lãng phí thời gian.
Ngày nay, cờ vua được dạy trong trường học cho trẻ em toàn thế giới. Nhiều trường học tổ chức các câu lạc bộ cờ vua và có nhiều giải đấu học thuật dành riêng cho trẻ em. Các giải đấu thường xuyên diễn ra ở nhiều quốc gia và thường được đăng cai bởi các tổ chức như Liên đoàn Cờ vua Hoa Kỳ và Tổ chức Cờ vua Học thuật Quốc gia. Bên cạnh việc đóng vai trò quan trọng trong những tác phẩm văn học như  A Game at Chess của Thomas Middleton hay Through the Looking-Glass của Lewis Carroll, cờ vua còn xuất hiện trong bộ truyện Harry Potter của JK Rowling với phiên bản Cờ phù thủy.

### Toán học
|   | a | b | c | d | e | f | g | h |   |
| 8 | d8 white queen · g7 white queen · c6 white queen · h5 white queen · b4 white queen · e3 white queen · a2 white queen · f1 white queen | d8 white queen · g7 white queen · c6 white queen · h5 white queen · b4 white queen · e3 white queen · a2 white queen · f1 white queen | d8 white queen · g7 white queen · c6 white queen · h5 white queen · b4 white queen · e3 white queen · a2 white queen · f1 white queen | d8 white queen · g7 white queen · c6 white queen · h5 white queen · b4 white queen · e3 white queen · a2 white queen · f1 white queen | d8 white queen · g7 white queen · c6 white queen · h5 white queen · b4 white queen · e3 white queen · a2 white queen · f1 white queen | d8 white queen · g7 white queen · c6 white queen · h5 white queen · b4 white queen · e3 white queen · a2 white queen · f1 white queen | d8 white queen · g7 white queen · c6 white queen · h5 white queen · b4 white queen · e3 white queen · a2 white queen · f1 white queen | d8 white queen · g7 white queen · c6 white queen · h5 white queen · b4 white queen · e3 white queen · a2 white queen · f1 white queen | 8 |
| 7 | d8 white queen · g7 white queen · c6 white queen · h5 white queen · b4 white queen · e3 white queen · a2 white queen · f1 white queen | d8 white queen · g7 white queen · c6 white queen · h5 white queen · b4 white queen · e3 white queen · a2 white queen · f1 white queen | d8 white queen · g7 white queen · c6 white queen · h5 white queen · b4 white queen · e3 white queen · a2 white queen · f1 white queen | d8 white queen · g7 white queen · c6 white queen · h5 white queen · b4 white queen · e3 white queen · a2 white queen · f1 white queen | d8 white queen · g7 white queen · c6 white queen · h5 white queen · b4 white queen · e3 white queen · a2 white queen · f1 white queen | d8 white queen · g7 white queen · c6 white queen · h5 white queen · b4 white queen · e3 white queen · a2 white queen · f1 white queen | d8 white queen · g7 white queen · c6 white queen · h5 white queen · b4 white queen · e3 white queen · a2 white queen · f1 white queen | d8 white queen · g7 white queen · c6 white queen · h5 white queen · b4 white queen · e3 white queen · a2 white queen · f1 white queen | 7 |
| 6 | d8 white queen · g7 white queen · c6 white queen · h5 white queen · b4 white queen · e3 white queen · a2 white queen · f1 white queen | d8 white queen · g7 white queen · c6 white queen · h5 white queen · b4 white queen · e3 white queen · a2 white queen · f1 white queen | d8 white queen · g7 white queen · c6 white queen · h5 white queen · b4 white queen · e3 white queen · a2 white queen · f1 white queen | d8 white queen · g7 white queen · c6 white queen · h5 white queen · b4 white queen · e3 white queen · a2 white queen · f1 white queen | d8 white queen · g7 white queen · c6 white queen · h5 white queen · b4 white queen · e3 white queen · a2 white queen · f1 white queen | d8 white queen · g7 white queen · c6 white queen · h5 white queen · b4 white queen · e3 white queen · a2 white queen · f1 white queen | d8 white queen · g7 white queen · c6 white queen · h5 white queen · b4 white queen · e3 white queen · a2 white queen · f1 white queen | d8 white queen · g7 white queen · c6 white queen · h5 white queen · b4 white queen · e3 white queen · a2 white queen · f1 white queen | 6 |
| 5 | d8 white queen · g7 white queen · c6 white queen · h5 white queen · b4 white queen · e3 white queen · a2 white queen · f1 white queen | d8 white queen · g7 white queen · c6 white queen · h5 white queen · b4 white queen · e3 white queen · a2 white queen · f1 white queen | d8 white queen · g7 white queen · c6 white queen · h5 white queen · b4 white queen · e3 white queen · a2 white queen · f1 white queen | d8 white queen · g7 white queen · c6 white queen · h5 white queen · b4 white queen · e3 white queen · a2 white queen · f1 white queen | d8 white queen · g7 white queen · c6 white queen · h5 white queen · b4 white queen · e3 white queen · a2 white queen · f1 white queen | d8 white queen · g7 white queen · c6 white queen · h5 white queen · b4 white queen · e3 white queen · a2 white queen · f1 white queen | d8 white queen · g7 white queen · c6 white queen · h5 white queen · b4 white queen · e3 white queen · a2 white queen · f1 white queen | d8 white queen · g7 white queen · c6 white queen · h5 white queen · b4 white queen · e3 white queen · a2 white queen · f1 white queen | 5 |
| 4 | d8 white queen · g7 white queen · c6 white queen · h5 white queen · b4 white queen · e3 white queen · a2 white queen · f1 white queen | d8 white queen · g7 white queen · c6 white queen · h5 white queen · b4 white queen · e3 white queen · a2 white queen · f1 white queen | d8 white queen · g7 white queen · c6 white queen · h5 white queen · b4 white queen · e3 white queen · a2 white queen · f1 white queen | d8 white queen · g7 white queen · c6 white queen · h5 white queen · b4 white queen · e3 white queen · a2 white queen · f1 white queen | d8 white queen · g7 white queen · c6 white queen · h5 white queen · b4 white queen · e3 white queen · a2 white queen · f1 white queen | d8 white queen · g7 white queen · c6 white queen · h5 white queen · b4 white queen · e3 white queen · a2 white queen · f1 white queen | d8 white queen · g7 white queen · c6 white queen · h5 white queen · b4 white queen · e3 white queen · a2 white queen · f1 white queen | d8 white queen · g7 white queen · c6 white queen · h5 white queen · b4 white queen · e3 white queen · a2 white queen · f1 white queen | 4 |
| 3 | d8 white queen · g7 white queen · c6 white queen · h5 white queen · b4 white queen · e3 white queen · a2 white queen · f1 white queen | d8 white queen · g7 white queen · c6 white queen · h5 white queen · b4 white queen · e3 white queen · a2 white queen · f1 white queen | d8 white queen · g7 white queen · c6 white queen · h5 white queen · b4 white queen · e3 white queen · a2 white queen · f1 white queen | d8 white queen · g7 white queen · c6 white queen · h5 white queen · b4 white queen · e3 white queen · a2 white queen · f1 white queen | d8 white queen · g7 white queen · c6 white queen · h5 white queen · b4 white queen · e3 white queen · a2 white queen · f1 white queen | d8 white queen · g7 white queen · c6 white queen · h5 white queen · b4 white queen · e3 white queen · a2 white queen · f1 white queen | d8 white queen · g7 white queen · c6 white queen · h5 white queen · b4 white queen · e3 white queen · a2 white queen · f1 white queen | d8 white queen · g7 white queen · c6 white queen · h5 white queen · b4 white queen · e3 white queen · a2 white queen · f1 white queen | 3 |
| 2 | d8 white queen · g7 white queen · c6 white queen · h5 white queen · b4 white queen · e3 white queen · a2 white queen · f1 white queen | d8 white queen · g7 white queen · c6 white queen · h5 white queen · b4 white queen · e3 white queen · a2 white queen · f1 white queen | d8 white queen · g7 white queen · c6 white queen · h5 white queen · b4 white queen · e3 white queen · a2 white queen · f1 white queen | d8 white queen · g7 white queen · c6 white queen · h5 white queen · b4 white queen · e3 white queen · a2 white queen · f1 white queen | d8 white queen · g7 white queen · c6 white queen · h5 white queen · b4 white queen · e3 white queen · a2 white queen · f1 white queen | d8 white queen · g7 white queen · c6 white queen · h5 white queen · b4 white queen · e3 white queen · a2 white queen · f1 white queen | d8 white queen · g7 white queen · c6 white queen · h5 white queen · b4 white queen · e3 white queen · a2 white queen · f1 white queen | d8 white queen · g7 white queen · c6 white queen · h5 white queen · b4 white queen · e3 white queen · a2 white queen · f1 white queen | 2 |
| 1 | d8 white queen · g7 white queen · c6 white queen · h5 white queen · b4 white queen · e3 white queen · a2 white queen · f1 white queen | d8 white queen · g7 white queen · c6 white queen · h5 white queen · b4 white queen · e3 white queen · a2 white queen · f1 white queen | d8 white queen · g7 white queen · c6 white queen · h5 white queen · b4 white queen · e3 white queen · a2 white queen · f1 white queen | d8 white queen · g7 white queen · c6 white queen · h5 white queen · b4 white queen · e3 white queen · a2 white queen · f1 white queen | d8 white queen · g7 white queen · c6 white queen · h5 white queen · b4 white queen · e3 white queen · a2 white queen · f1 white queen | d8 white queen · g7 white queen · c6 white queen · h5 white queen · b4 white queen · e3 white queen · a2 white queen · f1 white queen | d8 white queen · g7 white queen · c6 white queen · h5 white queen · b4 white queen · e3 white queen · a2 white queen · f1 white queen | d8 white queen · g7 white queen · c6 white queen · h5 white queen · b4 white queen · e3 white queen · a2 white queen · f1 white queen | 1 |
|   | a | b | c | d | e | f | g | h |   |

Cấu trúc và bản chất của cờ vua có liên quan đến một số nhánh toán học. Nhiều bài toán tổ hợp và tôpô liên quan đến cờ vua, chẳng hạn như bài toán mã đi tuần và câu đố tám quân hậu đã được biết đến từ hàng trăm năm nay.

Các nhà toán học Euler, Legendre, de Moivre, và Vandermonde đã nghiên cứu bài toán mã đi tuần.

Người ta ước tính số thế cờ hợp lệ trong cờ vua là 4x1044, với độ phức tạp vào khoảng 10123. Claude Shannon là người đầu tiên tính ra độ phức tạp của cờ vua: ông đưa ra con số 10120; số này được gọi là số Shannon. Trung bình, một thế cờ thường có ba mươi đến bốn mươi nước cờ khả dĩ nhưng cũng có thể không có nước nào (khi bị chiếu tướng và vào thế bí) hoặc lên đến tối đa 218 nước cờ (cờ thế).
Năm 1913, Ernst Zermelo đã sử dụng cờ vua làm cơ sở cho lý thuyết của mình về chiến lược trò chơi, được coi là một trong những tiền thân của lý thuyết trò chơi. Dựa vào định lý Zermelo, cờ vua có thể được giải; kết quả của một ván cờ hoàn hảo (Trắng thắng, Đen thắng, hoặc hòa) có thể được xác định một cách tuyệt đối. Tất nhiên, bất kỳ loại công nghệ nào cũng sẽ mất một khoảng thời gian dài bất khả thi để tính toán hết 1044 thế cờ hợp lệ trong cờ vua và đưa ra một chiến lược hoàn hảo.

### Tâm lý học
Có một văn bản khoa học khá bao quát nói về tâm lý học trong cờ vua. Alfred Binet và nhiều người khác đã cho thấy rằng chính khả năng tri thức và ngôn ngữ, chứ không phải thị giác không gian, mới là cốt lõi của việc tinh thông (cờ vua). Trong luận văn tiến sĩ của mình, Adriaan de Groot cũng chỉ ra rằng các cao thủ cờ vua có thể ngay lập tức nhận biết được những mấu chốt của thế cờ; loại tri giác này, được hình thành sau nhiều năm nghiên cứu và tập luyện, quan trọng hơn so với khả năng đoán trước nước cờ đơn thuần. Cũng theo de Groot, họ có thể ghi nhớ thế cờ gần như hoàn hảo chỉ trong vài giây. Khả năng ghi nhớ trên không chỉ là kỹ năng chơi cờ, vì cả cao thủ và người mới tập chơi đều có thể gợi nhớ tương đương nhau khi gặp phải một tổ hợp quân cờ sắp xếp ngẫu nhiên (khoảng 6 thế). Điểm khác biệt giữa hai đẳng cấp chính là khả năng nhận biết và ghi nhớ khuôn mẫu. Nếu những thế cờ phải nhớ được lấy ra từ một trận cờ thực chiến, các cao thủ gần như nhớ không sai thế nào.
Những nghiên cứu gần đây tập trung hơn vào việc sử dụng cờ để rèn luyện tinh thần, vai trò của tri thức và nghiên cứu phân tích trước, nghiên cứu chụp não các cao thủ và người mới chơi cờ, cờ tưởng, vai trò của nhân cách và trí thông minh trong kỹ năng chơi cờ, sự khác biệt giữa các giới tính, và mô hình điện toán của việc tinh thông cờ. Vai trò của luyện tập và tài năng trong chuyên môn hoá kỹ năng cờ, cũng như các ngành khác, đã dẫn đến nhiều nghiên cứu mới. Ericsson và đồng nghiệp lập luận rằng việc luyện tập cân nhắc là đủ để đạt được đẳng cấp cao trong cờ. Những nghiên cứu gần đây cho thấy các nhân tố khác, ngoài luyện tập, cũng rất quan trọng. Ví dụ, theo Fernand Gobet và đồng nghiệp, những người cao cờ thường bắt đầu tập chơi từ khi còn nhỏ, và đa số các kỳ thủ sinh ra ở Bắc Bán cầu ra đời vào cuối đông đến đầu xuân. So với phần đông dân số, những người chơi cờ có xu hướng không thuận tay phải, dù nhóm nghiên cứu không tìm ra được mối liên hệ nào giữa tay thuận và kỹ năng.
Từ lâu, trong cả văn hoá đại chúng và sách vở, người ta đã bàn luận về mối tương quan giữa kỹ năng cờ và trí tuệ của người chơi. Những nghiên cứu đầu tiên về vấn đề nay bắt nguồn từ khoảng năm 1927. Giới học thuật tranh cãi khá nhiều về độ mạnh của sự liên hệ này: một số nghiên cứu cho rằng hai điều trên không liên quan gì đến nhau, còn số khác lại chỉ ra chúng tương quan khá mạnh.
|   | a                                                             | b                                                             | c                                                             | d                                                             | e                                                             | f                                                             | g                                                             | h                                                             |   |
| 8 | h8 white king · a6 black king · c6 white pawn · h5 black pawn | h8 white king · a6 black king · c6 white pawn · h5 black pawn | h8 white king · a6 black king · c6 white pawn · h5 black pawn | h8 white king · a6 black king · c6 white pawn · h5 black pawn | h8 white king · a6 black king · c6 white pawn · h5 black pawn | h8 white king · a6 black king · c6 white pawn · h5 black pawn | h8 white king · a6 black king · c6 white pawn · h5 black pawn | h8 white king · a6 black king · c6 white pawn · h5 black pawn | 8 |
| 7 | h8 white king · a6 black king · c6 white pawn · h5 black pawn | h8 white king · a6 black king · c6 white pawn · h5 black pawn | h8 white king · a6 black king · c6 white pawn · h5 black pawn | h8 white king · a6 black king · c6 white pawn · h5 black pawn | h8 white king · a6 black king · c6 white pawn · h5 black pawn | h8 white king · a6 black king · c6 white pawn · h5 black pawn | h8 white king · a6 black king · c6 white pawn · h5 black pawn | h8 white king · a6 black king · c6 white pawn · h5 black pawn | 7 |
| 6 | h8 white king · a6 black king · c6 white pawn · h5 black pawn | h8 white king · a6 black king · c6 white pawn · h5 black pawn | h8 white king · a6 black king · c6 white pawn · h5 black pawn | h8 white king · a6 black king · c6 white pawn · h5 black pawn | h8 white king · a6 black king · c6 white pawn · h5 black pawn | h8 white king · a6 black king · c6 white pawn · h5 black pawn | h8 white king · a6 black king · c6 white pawn · h5 black pawn | h8 white king · a6 black king · c6 white pawn · h5 black pawn | 6 |
| 5 | h8 white king · a6 black king · c6 white pawn · h5 black pawn | h8 white king · a6 black king · c6 white pawn · h5 black pawn | h8 white king · a6 black king · c6 white pawn · h5 black pawn | h8 white king · a6 black king · c6 white pawn · h5 black pawn | h8 white king · a6 black king · c6 white pawn · h5 black pawn | h8 white king · a6 black king · c6 white pawn · h5 black pawn | h8 white king · a6 black king · c6 white pawn · h5 black pawn | h8 white king · a6 black king · c6 white pawn · h5 black pawn | 5 |
| 4 | h8 white king · a6 black king · c6 white pawn · h5 black pawn | h8 white king · a6 black king · c6 white pawn · h5 black pawn | h8 white king · a6 black king · c6 white pawn · h5 black pawn | h8 white king · a6 black king · c6 white pawn · h5 black pawn | h8 white king · a6 black king · c6 white pawn · h5 black pawn | h8 white king · a6 black king · c6 white pawn · h5 black pawn | h8 white king · a6 black king · c6 white pawn · h5 black pawn | h8 white king · a6 black king · c6 white pawn · h5 black pawn | 4 |
| 3 | h8 white king · a6 black king · c6 white pawn · h5 black pawn | h8 white king · a6 black king · c6 white pawn · h5 black pawn | h8 white king · a6 black king · c6 white pawn · h5 black pawn | h8 white king · a6 black king · c6 white pawn · h5 black pawn | h8 white king · a6 black king · c6 white pawn · h5 black pawn | h8 white king · a6 black king · c6 white pawn · h5 black pawn | h8 white king · a6 black king · c6 white pawn · h5 black pawn | h8 white king · a6 black king · c6 white pawn · h5 black pawn | 3 |
| 2 | h8 white king · a6 black king · c6 white pawn · h5 black pawn | h8 white king · a6 black king · c6 white pawn · h5 black pawn | h8 white king · a6 black king · c6 white pawn · h5 black pawn | h8 white king · a6 black king · c6 white pawn · h5 black pawn | h8 white king · a6 black king · c6 white pawn · h5 black pawn | h8 white king · a6 black king · c6 white pawn · h5 black pawn | h8 white king · a6 black king · c6 white pawn · h5 black pawn | h8 white king · a6 black king · c6 white pawn · h5 black pawn | 2 |
| 1 | h8 white king · a6 black king · c6 white pawn · h5 black pawn | h8 white king · a6 black king · c6 white pawn · h5 black pawn | h8 white king · a6 black king · c6 white pawn · h5 black pawn | h8 white king · a6 black king · c6 white pawn · h5 black pawn | h8 white king · a6 black king · c6 white pawn · h5 black pawn | h8 white king · a6 black king · c6 white pawn · h5 black pawn | h8 white king · a6 black king · c6 white pawn · h5 black pawn | h8 white king · a6 black king · c6 white pawn · h5 black pawn | 1 |
|   | a                                                             | b                                                             | c                                                             | d                                                             | e                                                             | f                                                             | g                                                             | h                                                             |   |

Có thể giải tàn cuộc Réti bằng một nước tiến chéo của Vua trắng; nước này sẽ giúp quân Vua tiếp cận hai Tốt cùng lúc, từ đó có thể ngăn chặn Tốt đen, hoặc hỗ trợ Tốt trắng đi đến hàng cuối để phong Hậu.

## Cờ vua trực tuyến
Cờ vua trực tuyến là cờ vua được chơi qua internet, cho phép người chơi đấu với nhau trong thời gian thực. Điều này được thực hiện thông qua việc sử dụng các máy chủ cờ vua trên Internet, máy chủ này sẽ ghép nối từng người chơi với nhau dựa trên xếp hạng của họ bằng cách sử dụng hệ thống xếp hạng tương tự như Elo. Cờ vua trực tuyến đã chứng kiến sự tăng trưởng đột biến trong thời gian cách ly đại dịch COVID-19. Điều này có thể là do cả sự cô lập và sự phổ biến của các miniseries Netflix như Gambit Hậu được phát hành vào tháng 10 năm 2020. Lượt tải xuống ứng dụng cờ vua trên App Store và Google Play Store đã tăng 63% sau khi bộ phim này ra mắt. Chess.com đã chứng kiến số lượng đăng ký tài khoản trong tháng 11 nhiều gấp đôi so với những tháng trước đó và số lượng ván cờ được chơi hàng tháng trên Lichess cũng tăng gấp đôi. Cũng có sự thay đổi về nhân khẩu học trong số người chơi, với tỷ lệ nữ giới đăng ký trên Chess.com thay đổi từ 22% lên 27% người chơi mới. Kiện tướng Maurice Ashley cho biết "Một sự bùng nổ đang diễn ra trong cờ vua như chúng ta chưa từng thấy kể từ thời Bobby Fischer", cho rằng sự phát triển này là do sự gia tăng mong muốn làm điều gì đó mang tính xây dựng trong đại dịch. Giám đốc Chương trình Phụ nữ của USCF, Jennifer Shahade nói rằng cờ vua hoạt động tốt trên internet, vì các quân cờ không cần phải đặt lại và việc ghép đôi gần như ngay lập tức.

## Cờ vua trên máy tính

Một ván cờ chóng vánh có tên "Chiếu hết kiểu học giả"

Đã từng là trò chơi trí tuệ chỉ dành cho con người, ngày nay cờ vua được cả người lẫn máy tính chơi. Đầu tiên, việc máy tính chơi cờ chỉ là điều hiếu kỳ, nhưng hiện nay các chương trình cờ vua tốt nhất - như Stockfish, AlphaZero,... đã trở nên mạnh hơn con người, đặc biệt là trong cờ nhanh, kể cả khi nó được chạy trên các máy tính thông thường.
Garry Kasparov, khi còn là số một thế giới về cờ vua, đã chơi một trận đấu 6 ván với máy tính chơi cờ của IBM có tên gọi là Deep Blue trong tháng 2 năm 1996. Deep Blue đã gây sốc cả thế giới khi thắng ván đầu tiên trong Deep Blue - Kasparov, 1996, Ván 1, nhưng Kasparov đã thắng trận khi thắng 3 và hòa 2 ván tiếp theo.
Trận tái đấu 6 ván diễn ra tháng 5 năm 1997 đã có phần thắng nghiêng về máy (về thực tế là một Deep Blue cải tiến) và sau đó IBM tuyên bố cho nghỉ. Trong tháng 10 năm 2002, Vladimir Kramnik đã hòa trong một trận đấu 8 ván với chương trình Deep Fritz. Năm 2003, Kasparov hòa cả trận 6 ván với chương trình Deep Junior trong tháng 2, và trận 4 ván với X3D Fritz trong tháng 11.
Máy tính chơi cờ Hydra là hậu duệ có trí tuệ của Deep Blue; và có lẽ nó mạnh hơn Deep Blue. Tháng 6 năm 2005, Hydra đã thắng oanh liệt trên số 7 thế giới khi đó là đại kiện tướng Michael Adams trong một trận đấu 6 ván với tỷ số 5,5-0,5.
Thất bại của Kasparov trước Deep Blue đã sinh ra một ý tưởng sáng tạo những biến thể cờ vua trong đó trí tuệ con người có thể vượt trội so với khả năng tính toán của máy tính và cố gắng của lập trình viên. Cụ thể là Arimaa, cũng được chơi trên bàn cờ tiêu chuẩn 8×8, là một loại trò chơi mà trong đó con người có thể đánh bại những cố gắng cao nhất của các lập trình viên, thậm chí ngay cả khi chơi rất nhanh.

## Các biến thể
Hiện có hơn hai nghìn biến thể cờ vua có quy tắc tương tự nhưng khác nhau. Hầu hết chúng đều có nguồn gốc tương đối gần đây. Các loại biến thể bao gồm:
- Tiền thân trực tiếp của cờ vua, chẳng hạn như chaturanga và shatranj;
- Các thể loại cò truyền thống của quốc gia hoặc khu vực có chung tổ tiên với cờ phương Tây như xiangqi, shogi, janggi, makruk, sittuyin và shatar;
- Các biến thể hiện đại sử dụng các nguyên tắc khác nhau (như Cờ thua hoặc Cờ vua960), số lượng quân cờ khác nhau (như cờ vua Dunsany), quân cờ kỳ dị (như grand chess) hay bàn cờ có hình dạng hình học khác nhau (như cờ lục giác, cờ vô hạn).

Theo góc nhìn của các biến thể, thông thường cờ vua thường được gọi là cờ Tây, cờ quốc tế, cờ vua chính thống, orthochess, và cờ cổ điển.

## Thông tin liên quan

### Các ván cờ nổi tiếng
- Bowdler - Conway, London, 1788, ví dụ nổi tiếng về thí hai xe.
- Ván cờ bất tử giữa Adolf Anderssen và Lionel Kieseritzky (1851)
- Ván cờ vĩnh cửu giữa Adolf Anderssen và Jean Dufresne (1852)
- Ván cờ Opera giữa Paul Morphy và hai người, Karl-công tước xứ Brunswick người Đức và nhà quý tộc Pháp Count Isouard (1858)
- Lasker - Bauer, Amsterdam, 1889, ví dụ nổi tiếng về thí hai tượng.
- Ván cờ thế kỷ giữa Bobby Fischer và Donald Byrne (1956)
- Trận đấu thế kỷ giữa Bobby Fischer và Boris Spassky, 1972.
- Deep Blue - Kasparov, 1996, Ván 1.
- Deep Blue - Kasparov, 1997, Ván 6.
- Kasparov chống lại Thế giới, trong đó nhà vô địch khi đó chơi theo đường Internet, chống lại phần còn lại của thế giới năm 1999.
- Kasparov - Topalov, Wijk aan Zee, 1999, thí xe với hơn 15 nước tổ hợp hy sinh bắt buộc.

### Lịch sử của cờ vua
- Lịch sử cờ vua
- Giải vô địch cờ vua thế giới
- Các kỳ thủ vĩ đại nhất
- Nguồn gốc cờ vua
  - Cờ vua trong văn học
  - Cờ vua trong văn học Ả Rập
  - Lý thuyết Cox-Forbes
- Cờ vua tại châu Âu
- Thế vận hội cờ vua
- Các kỷ lục thế giới về cờ vua

### Các nhà vô địch cờ vua thế giới
Bài chính: Giải vô địch cờ vua thế giới
Không chính thức nhưng được công nhận rộng rãi như là nhà vô địch (thời kỳ trước khi có giải vô địch):
- Philidor
- Howard Staunton
- Adolf Anderssen
- Paul Morphy

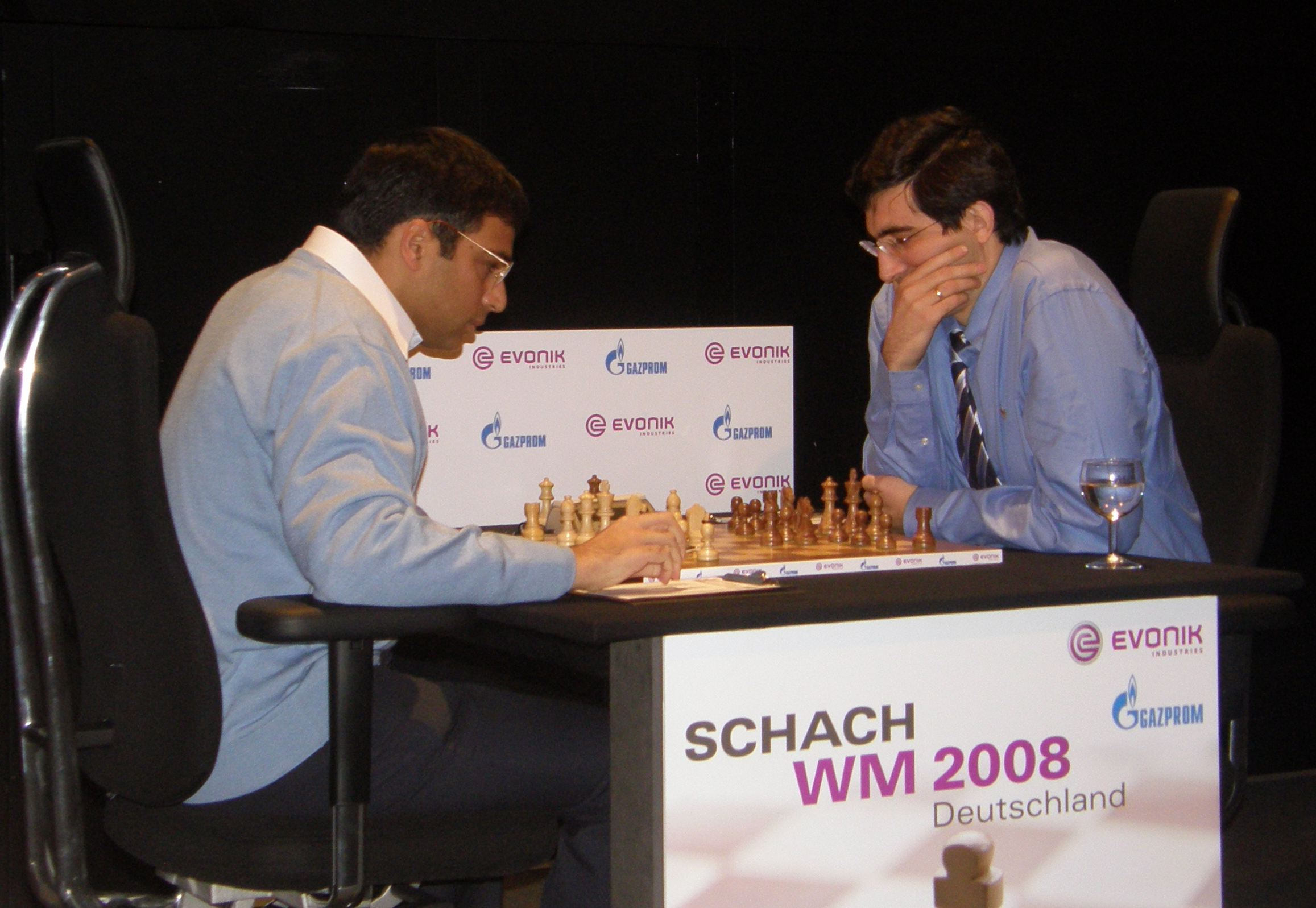
Cựu vô địch cờ vua thế giới Viswanathan Anand (trái) chơi cờ vua với người tiền nhiệm của ông Vladimir Kramnik tại giải Vô địch Cờ Vua năm 2008

Các nhà vô địch chính thức (của FIDE)
1. Wilhelm Steinitz
2. Emanuel Lasker
3. José Raúl Capablanca
4. Alexander Alekhine
5. Max Euwe
6. Mikhail Botvinnik
7. Vassily Smyslov
8. Mikhail Tal
9. Tigran Petrosian
10. Boris Spassky
11. Bobby Fischer
12. Anatoly Karpov
13. Garry Kasparov
14. Vladimir Kramnik
15. Viswanathan Anand
16. Magnus Carlsen
17. Đinh Lập Nhân

Các nhà vô địch thế giới của PCA:
- Garry Kasparov
- Vladimir Kramnik

Các nhà vô địch thế giới của FIDE thời hậu Kasparov:
- Alexander Khalifman
- Viswanathan Anand
- Ruslan Ponomariov
- Rustam Kasimdzhanov
- Veselin Topalov

Năm 2006 FIDE đã tổ chức trận đấu thống nhất các danh hiệu vô địch cờ vua giữa vô địch cờ truyền thống Vladimir Kramnik và Veselin Topalov. Kết quả là Vladimir Kramnik đã chiến thắng bằng cờ nhanh sau khi hoà cờ chính thức 6-6 để giành ngôi vô địch thế giới thống nhất lần đầu tiên.

### Luật cờ vua
Luật Cờ vua FIDE áp dụng cho mọi cuộc đấu trên bàn cờ. Văn bản bằng tiếng Anh là văn bản gốc của Luật Cờ Vua, được thông qua tại Hội nghị FIDE lần thứ 71 tại Istanbul (Thổ Nhĩ Kỳ) vào tháng 11 năm 2000 và có hiệu lực từ ngày 01 tháng 7 năm 2001.

### Đại kiện tướng - Danh hiệu FIDE

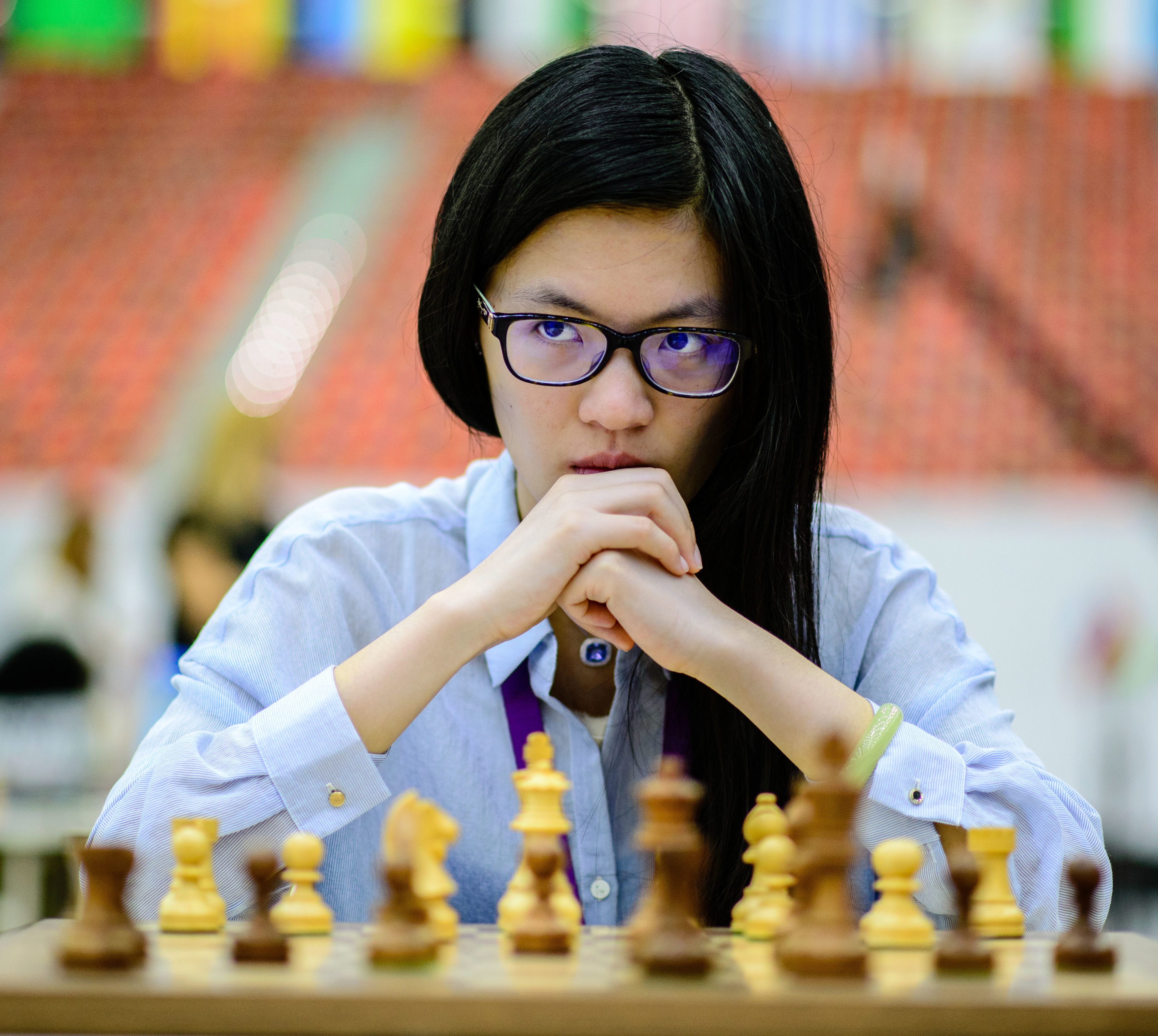
Hầu Dật Phàm, từng là kỳ thủ trẻ nhất lịch sử đạt chuẩn nữ đại kiện tướng cờ vua khi mới 14 tuổi.

Liên đoàn cờ vua thế giới, FIDE (Fédération Internationale des Échecs), trao một số danh hiệu dựa trên thành tích cho người chơi cờ vua, từ thấp đến danh hiệu Đại kiện tướng (Grandmaster - GM) được đánh giá cao nhất. Các danh hiệu này thường yêu cầu sự kết hợp giữa xếp hạng và tiêu chuẩn Elo (điểm chuẩn hiệu suất trong các cuộc thi bao gồm các cầu thủ có danh hiệu khác). Sau khi được trao, các danh hiệu FIDE được các kỳ thủ giữ trọn đời, mặc dù một danh hiệu có thể bị thu hồi trong các trường hợp đặc biệt (ví dụ như gian lận).

### Các sách, báo về cờ vua
- Các bài báo về cờ vua
- Các thư viện cờ
- Tập hợp các ván cờ
- Hướng dẫn khai cuộc

## Một số loại cờ
- Cờ thế
- Cờ úp
- Cờ tướng
- Shogi
- Janggi
- Saturanga
- Cờ vây
- Cờ ca-rô
- Cờ gánh
- Cờ toán Việt Nam
- Cờ tư lệnh
- Tic-tac-toe
- Cờ đam